# Biserica de lemn din Ocișor

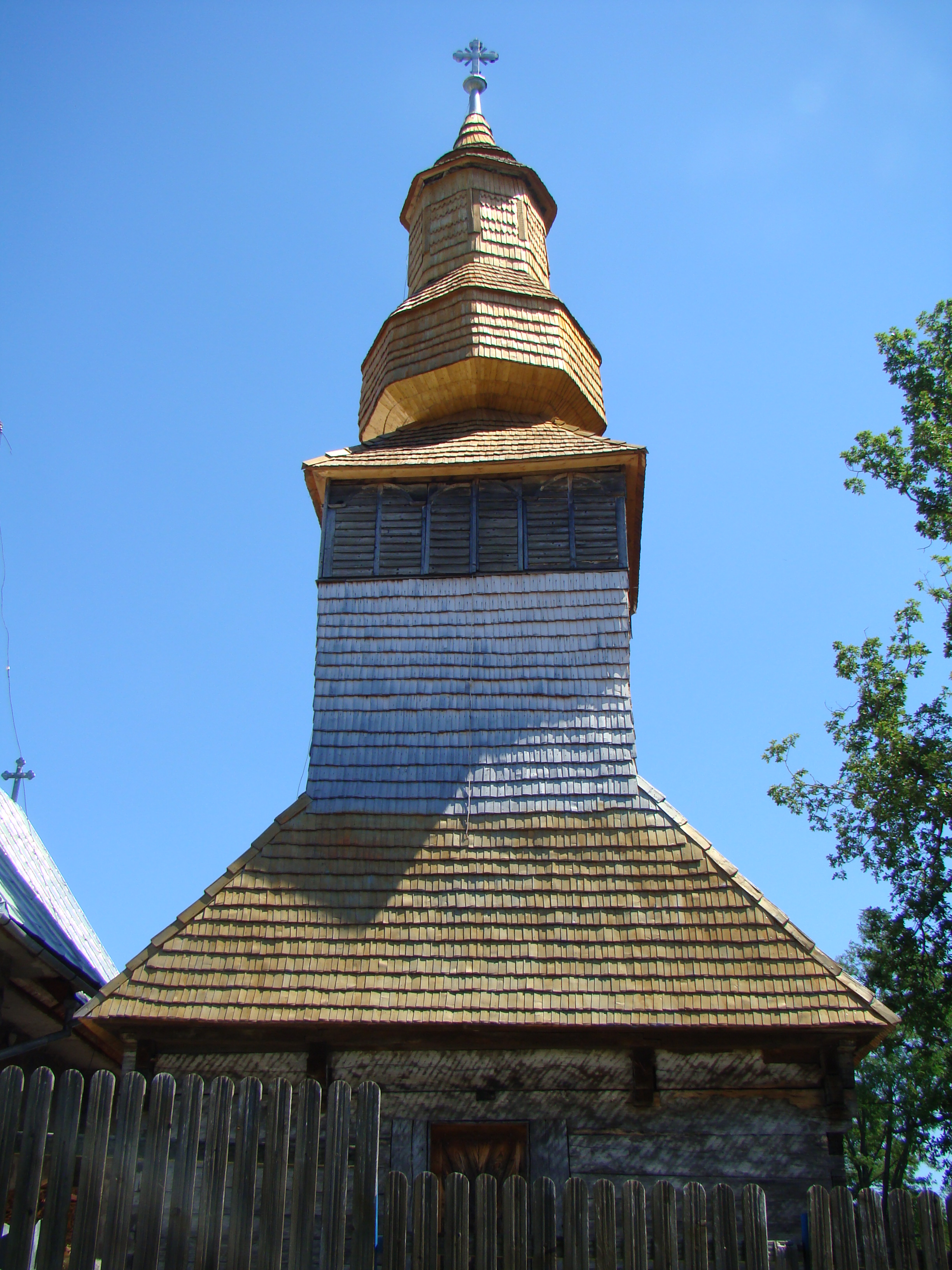
Biserica de lemn „Adormirea Maicii Domnului” din Ocișor, comuna Vața de Jos, județul Hunedoara, foto:iulie 2009.

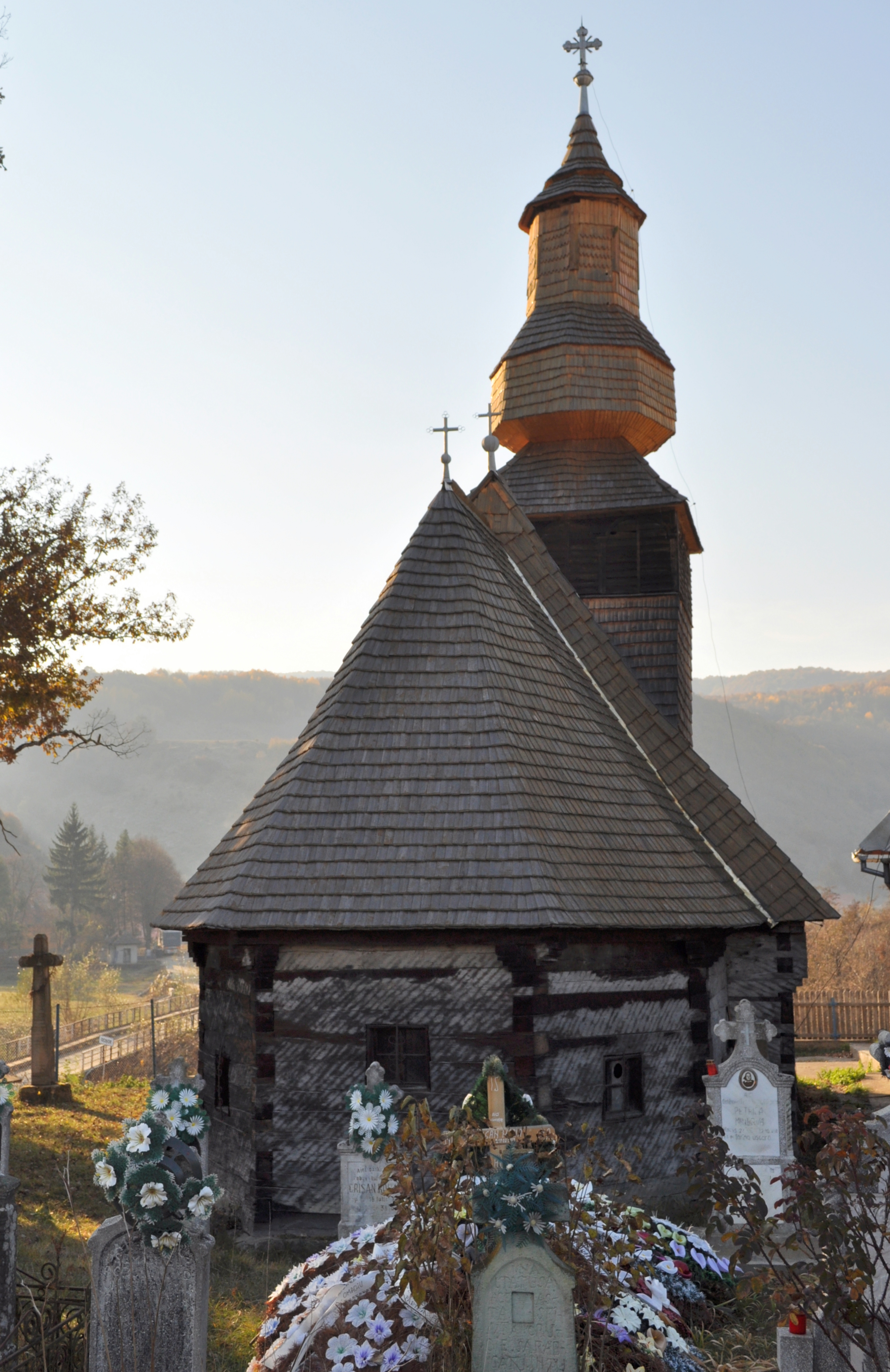
Biserica de lemn „Adormirea Maicii Domnului” din Ocișor, comuna Vața de Jos, județul Hunedoara, foto:octombrie 2011.

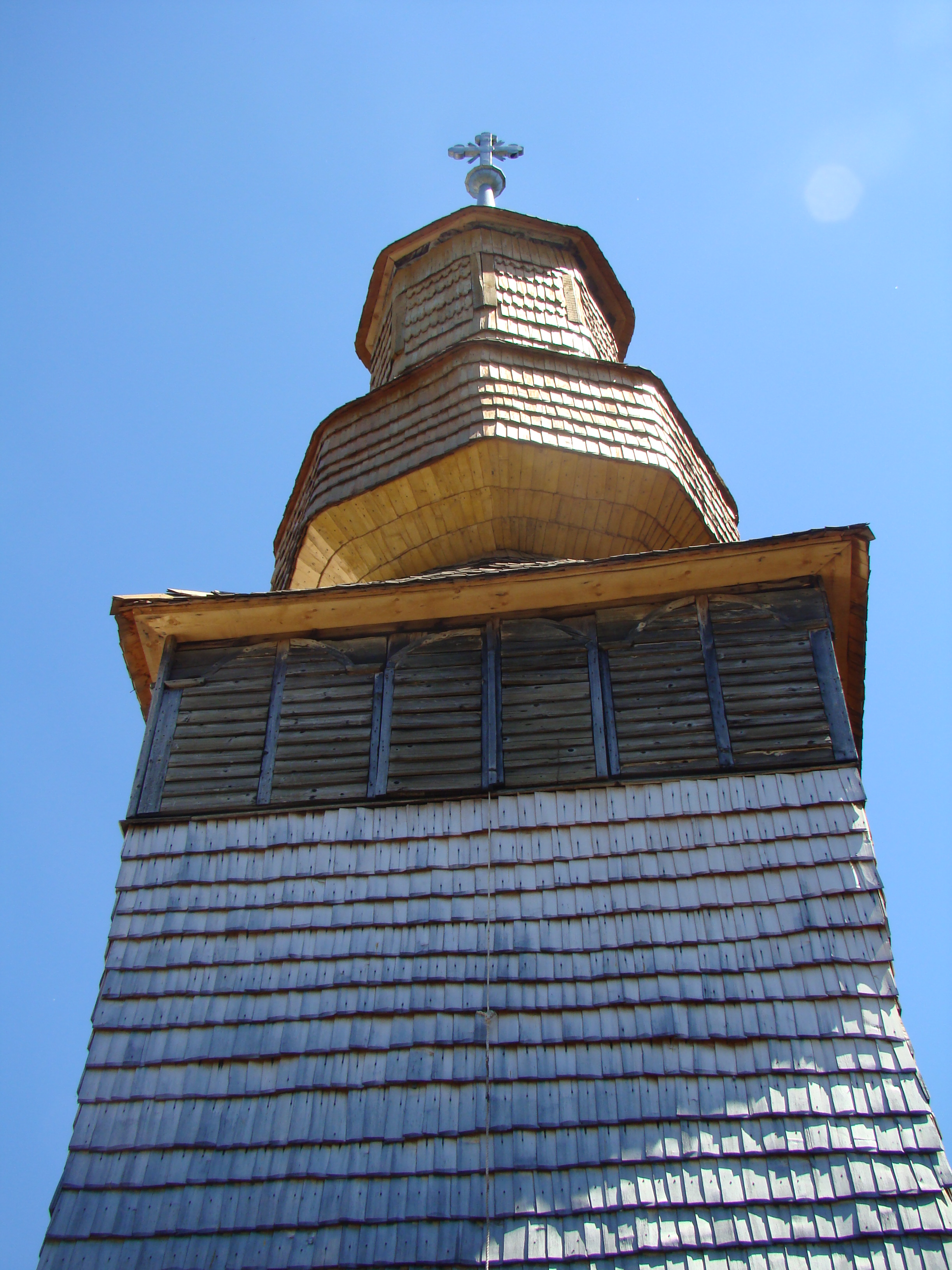

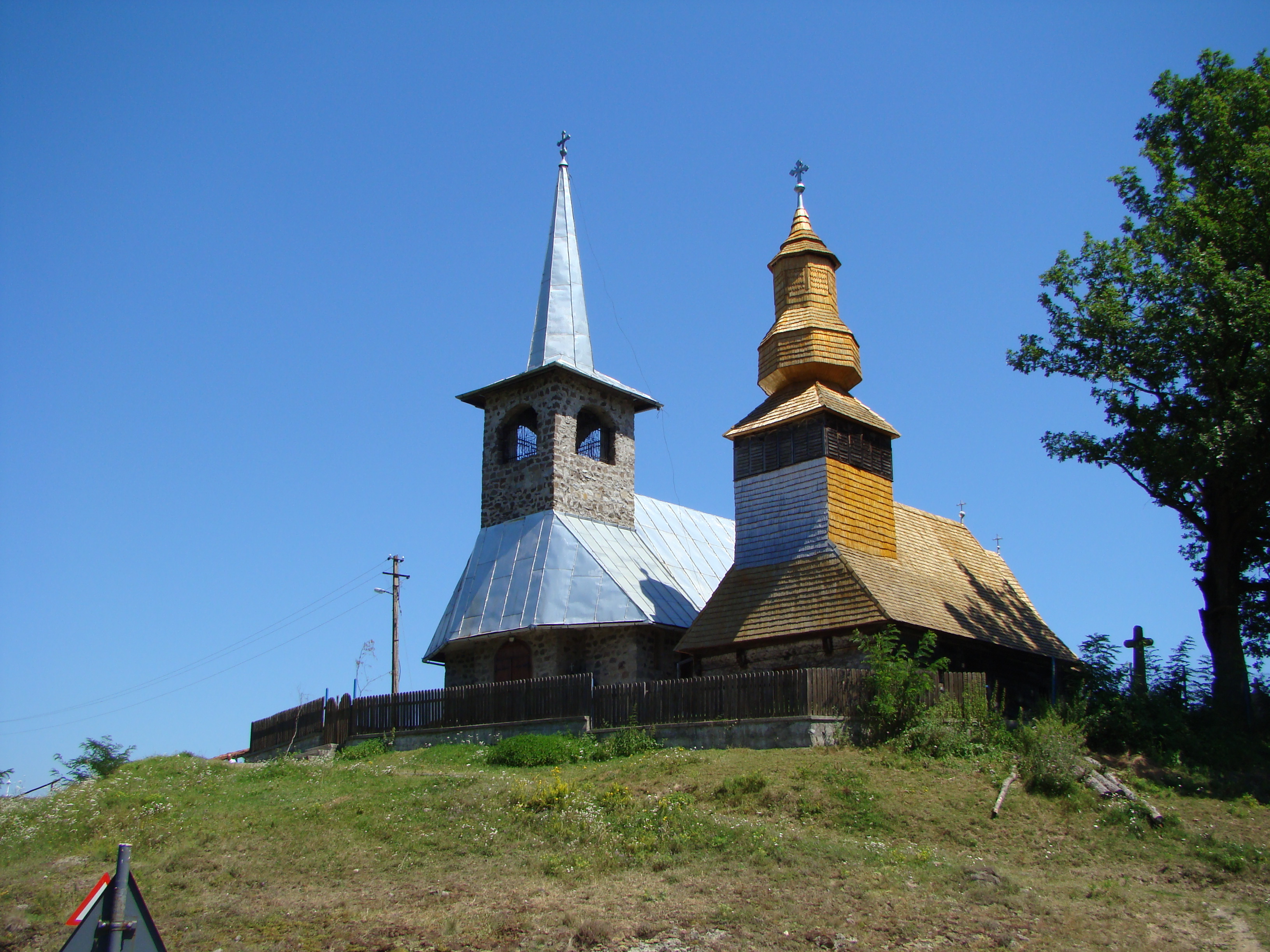
Bisericile „gemene” din Ocișor

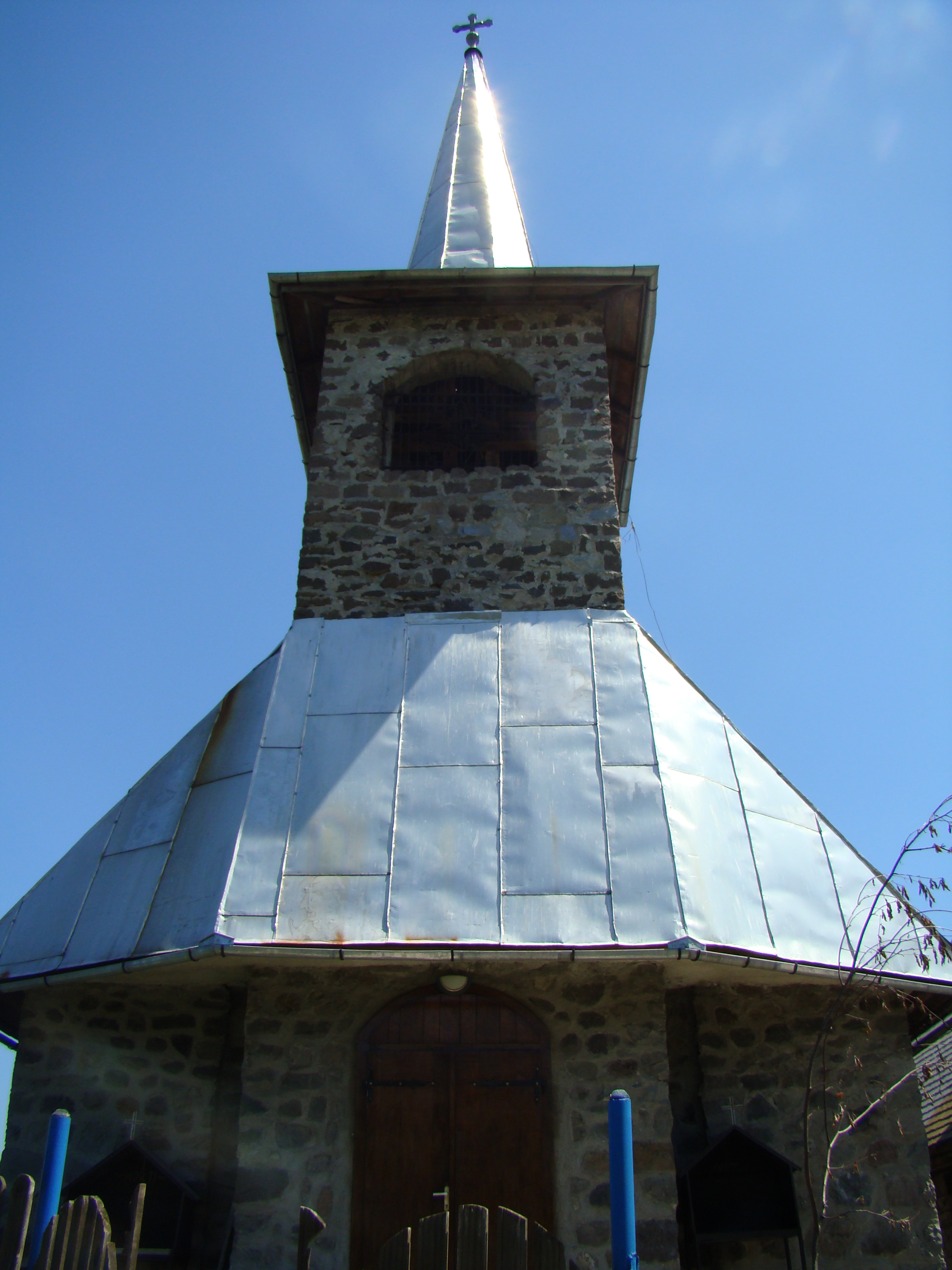
Biserica nouă de zid

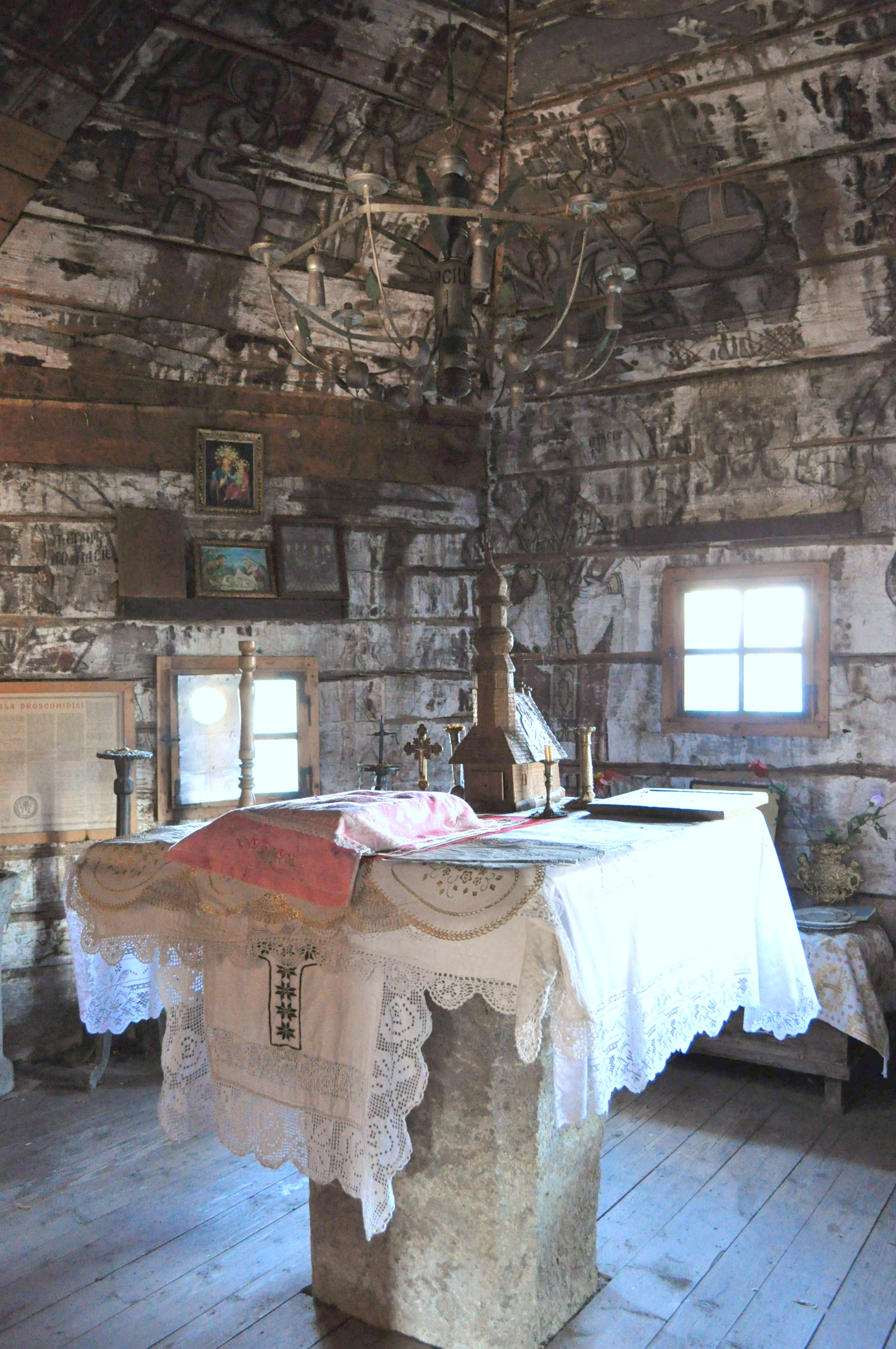
În altar

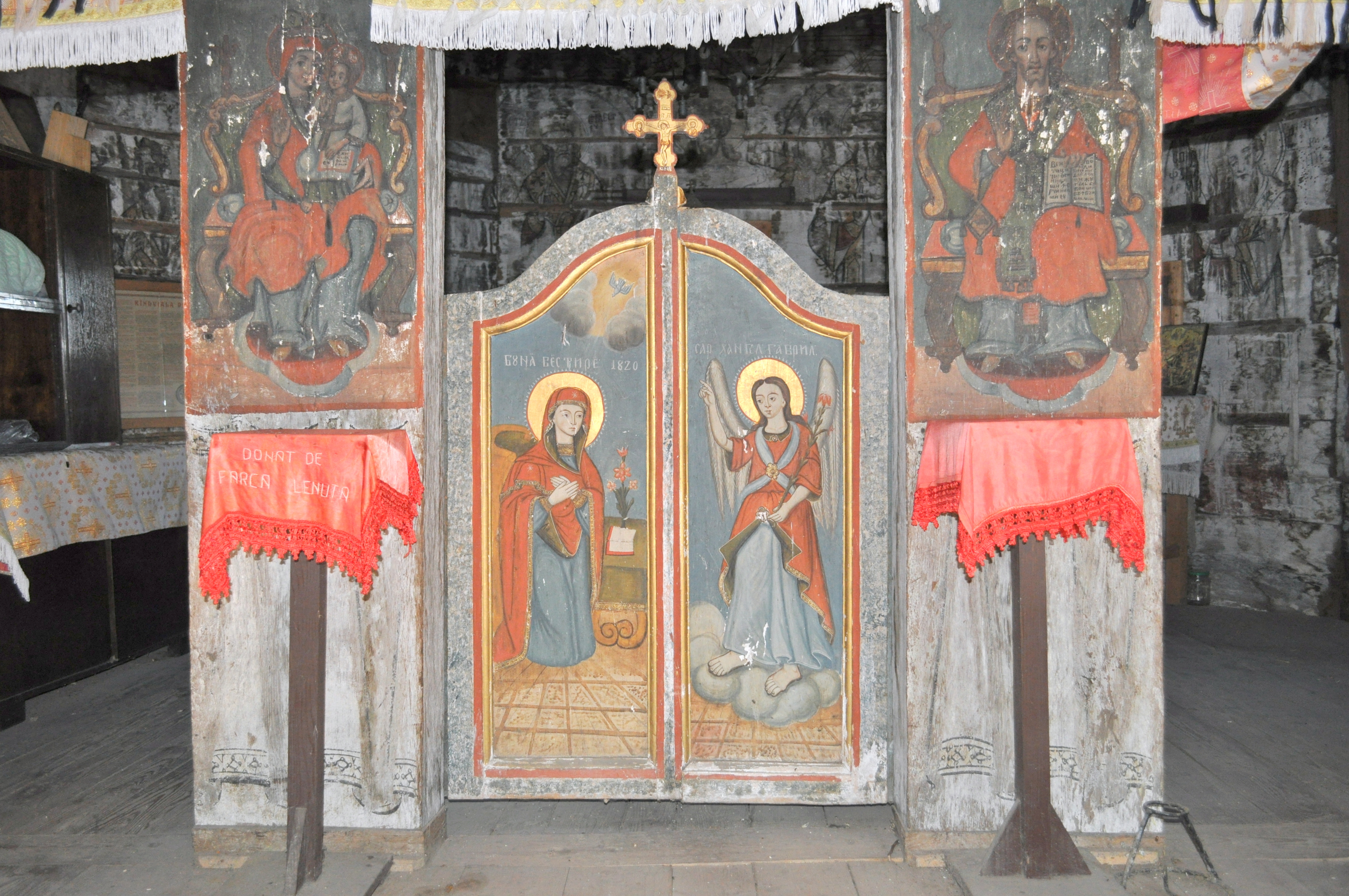
Uși și icoane împărătești

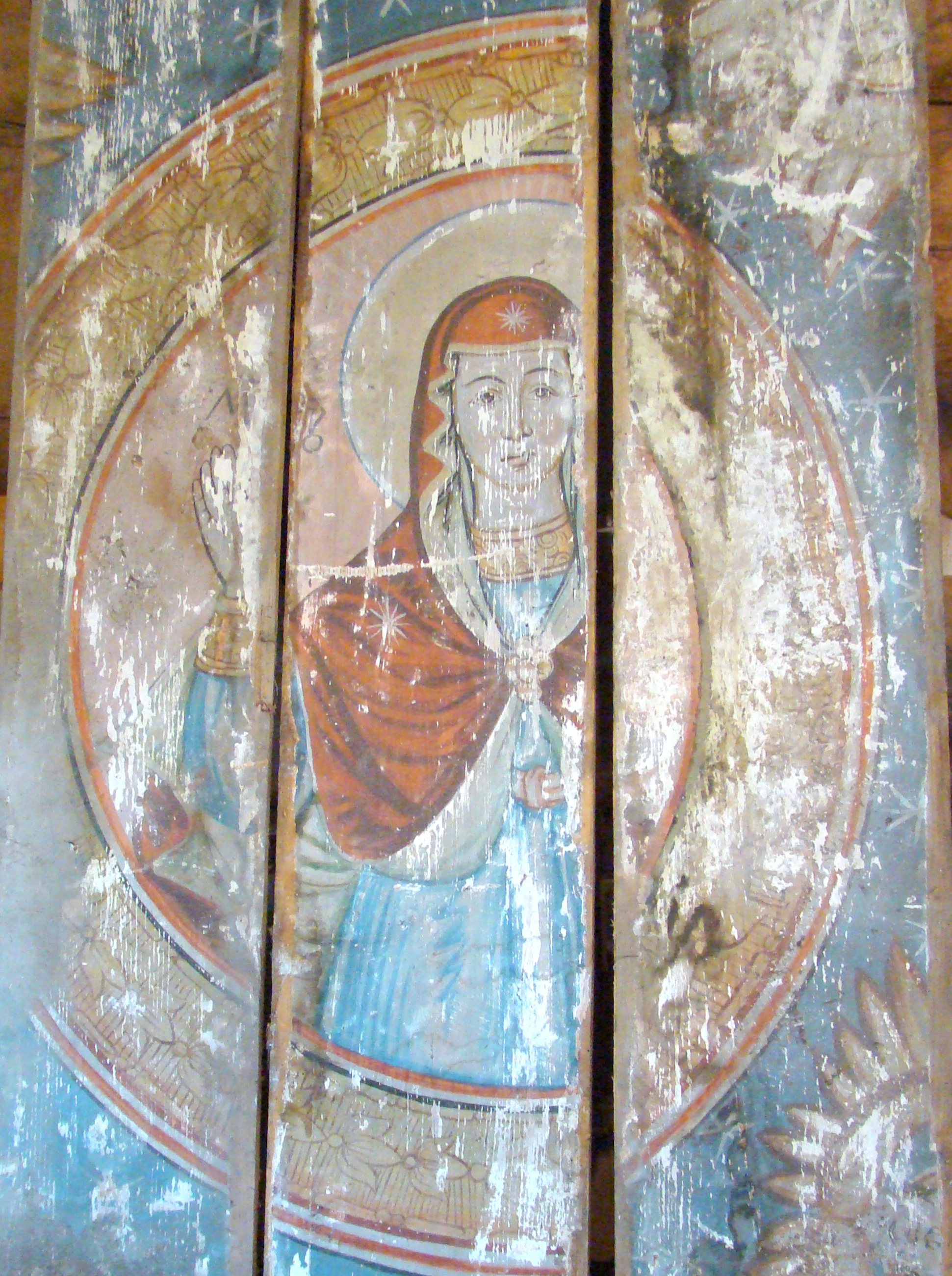
Maria Orantă

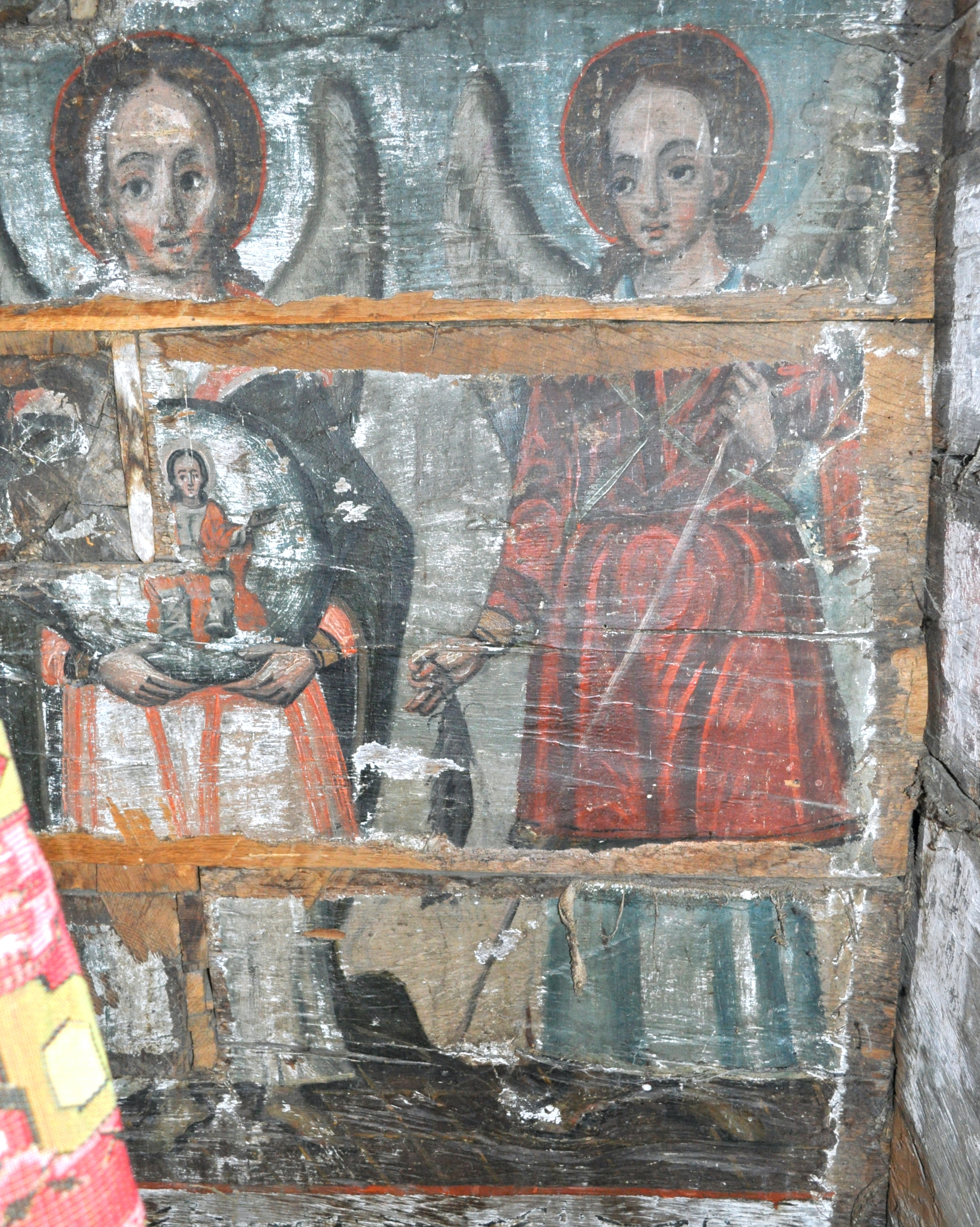
Arhangheli

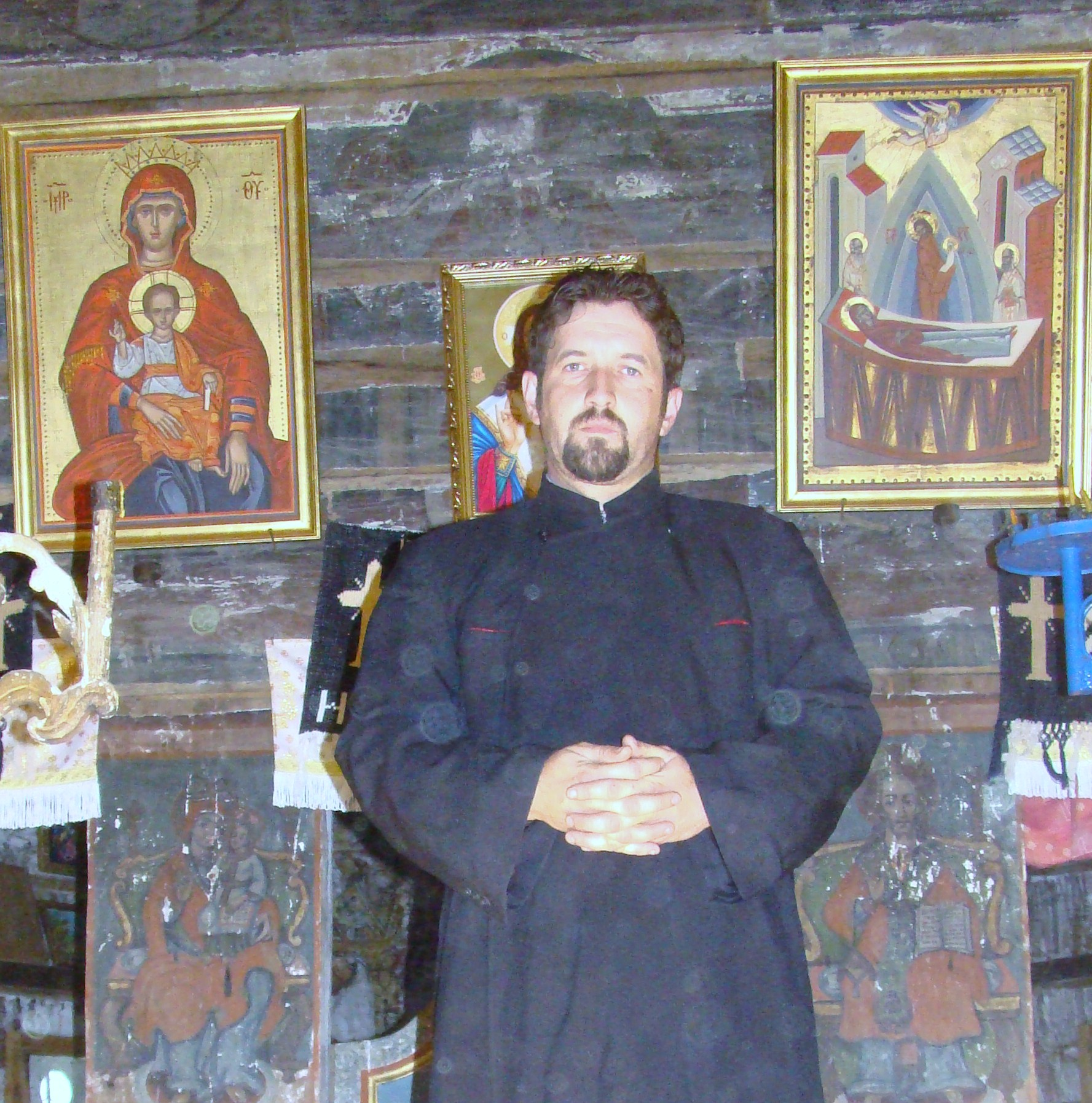
Preotul paroh Gornic Marcel

Biserica de lemn din Ocișor, comuna Vața de Jos, județul Hunedoara a fost ridicată în anul 1802. Are hramul „Adormirea Maicii Domnului” și figurează pe noua listă a monumentelor istorice, cod LMI HD-II-m-B-03373.

## Istoric și trăsături
Potrivit tradiției, biserica ar fi fost înălțată în ultimele decenii ale secolului al XVIII-lea în satul Mermești (județul Arad), de unde s-ar fi mutat pe amplasamentul actual în anul 1804, dată sugerată de pisania decorului iconografic al absidei: „Acest altar s-au zugrăvit cu plata acestor oameni Horga Ion cel bătrân, Horga Ion, Petru Lup, Trifan cel tânăr, Busdan Rista, Horga Blaj, pentru sufletele lor și ale părinților, anul 1804 octombrie în 14 zile”. Această etapă este atribuită lui Mihail Borșoș, cel care a revenit la Ocișor în 1820 pentru zugrăvirea tâmplei și a ușilor împărătești. Diferit, naosul fusese pictat în ultimul pătrar al secolului al XVIII-lea de cunoscutul meșter zărăndean Constantin din Rișca. 
Multiplele reparații survenite de-a lungul timpului au consolidat infrastructura edificiului, dar i-au diminuat mult din valoarea artistică; una dintre acestea, desfășurată în 1899, este consemnată pe filele unei evanghelii (Sibiu, 1802) româno-chirilice. Ampla renovare din anul 1967 a redat bisericii înfățișarea exterioară de odinioară, prin îndepărtarea stratului inestetic de tencuială și prin reacoperirea cu șiță (reînnoită în 2009) a edificiului și a frumoasei sale turle de inspirație barocă, în formă de bulbi suprapuși. În schimb bolta interioară de scânduri a fost înlocuită, pierzându-se astfel pentru totdeauna valorosul veșmânt mural care o împodobea.

## Imagini din exterior

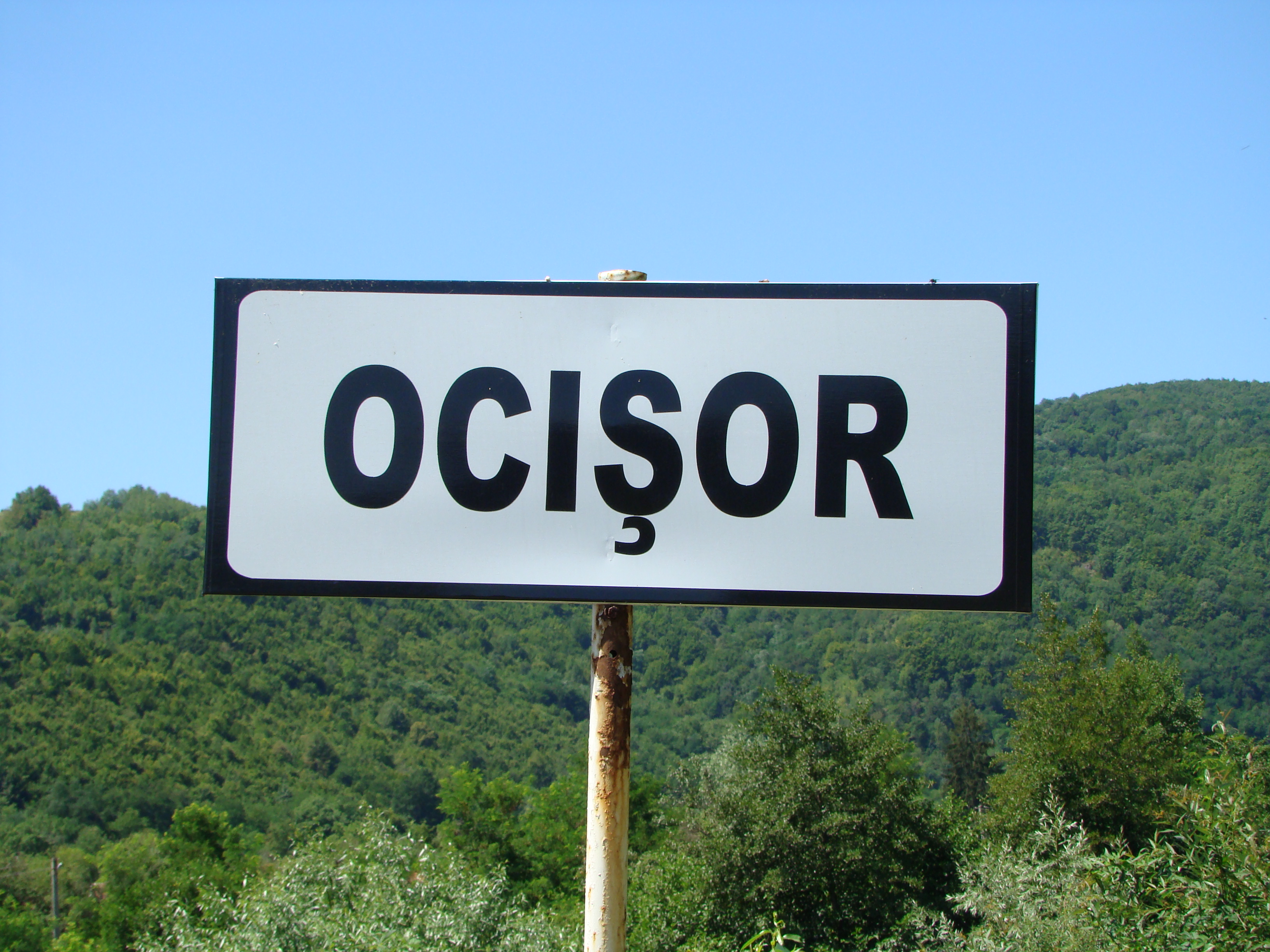
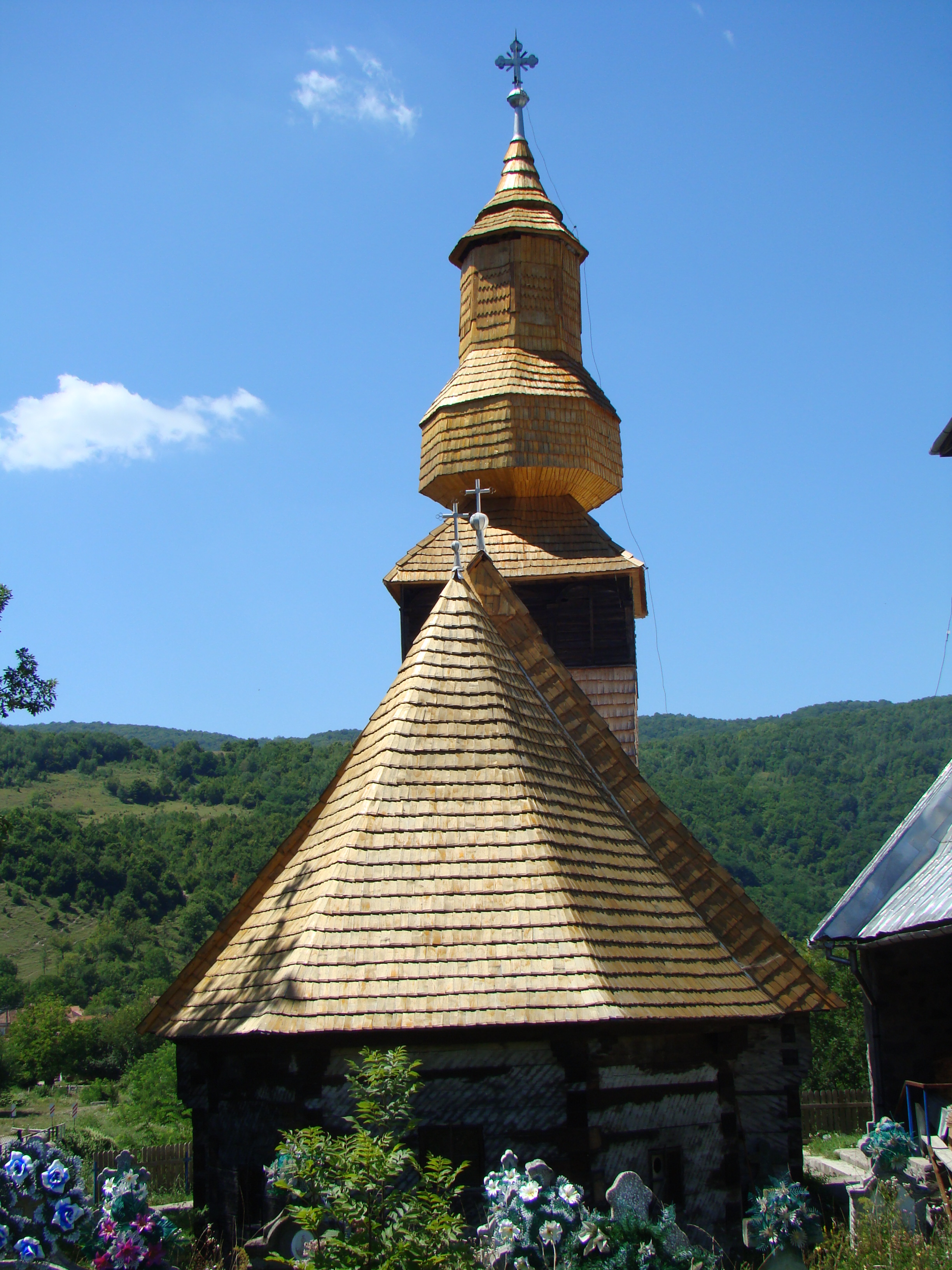
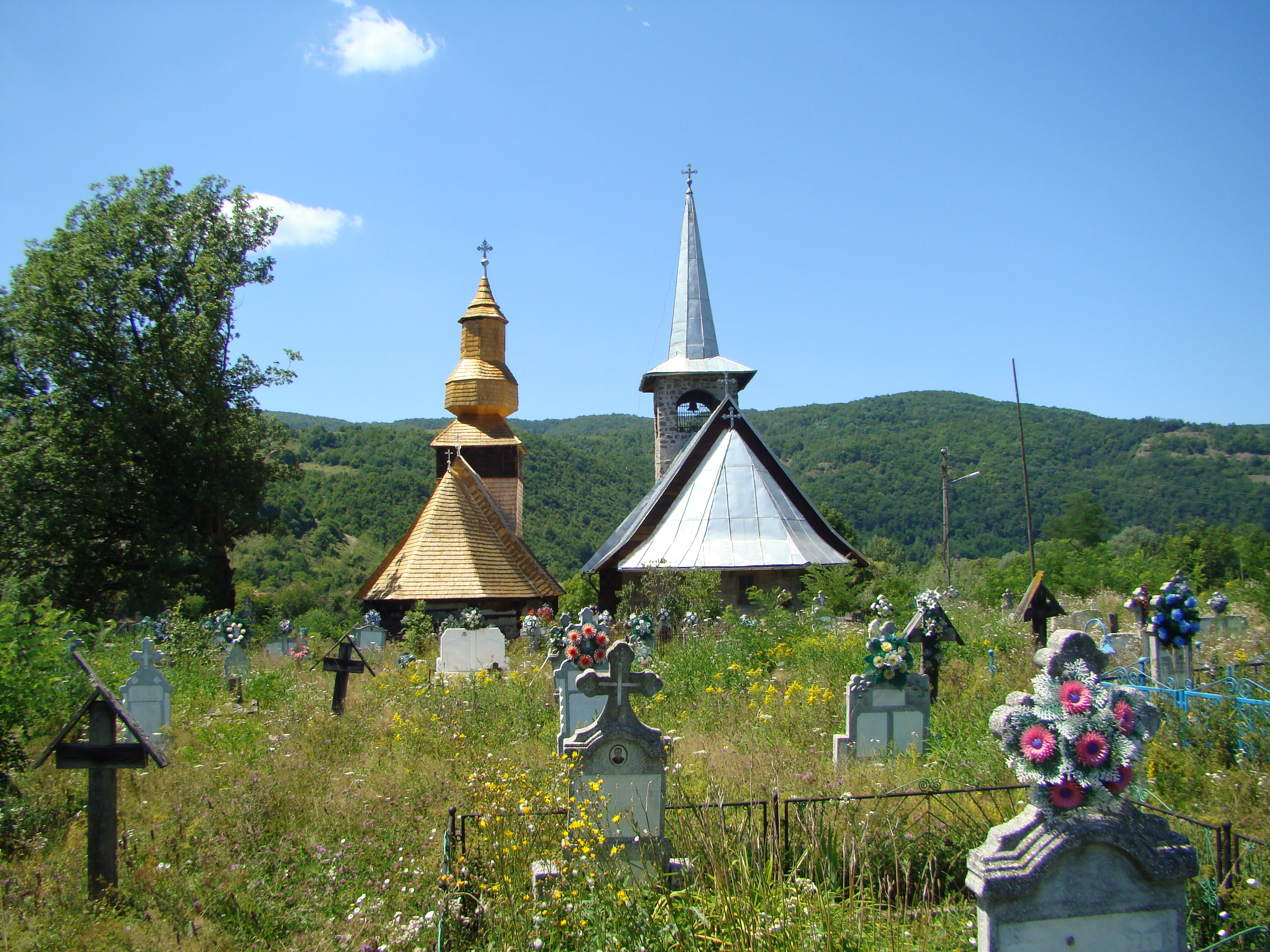
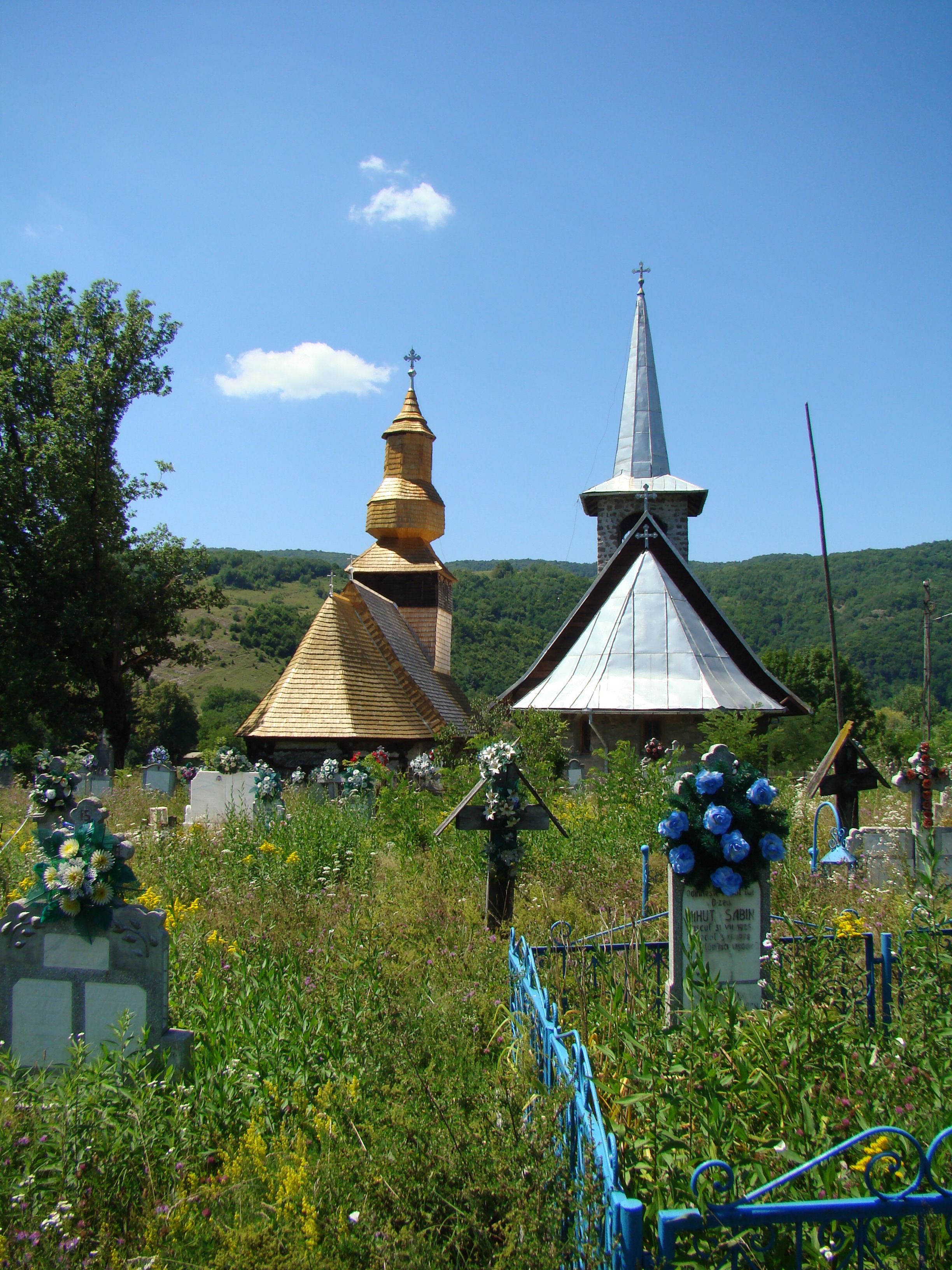
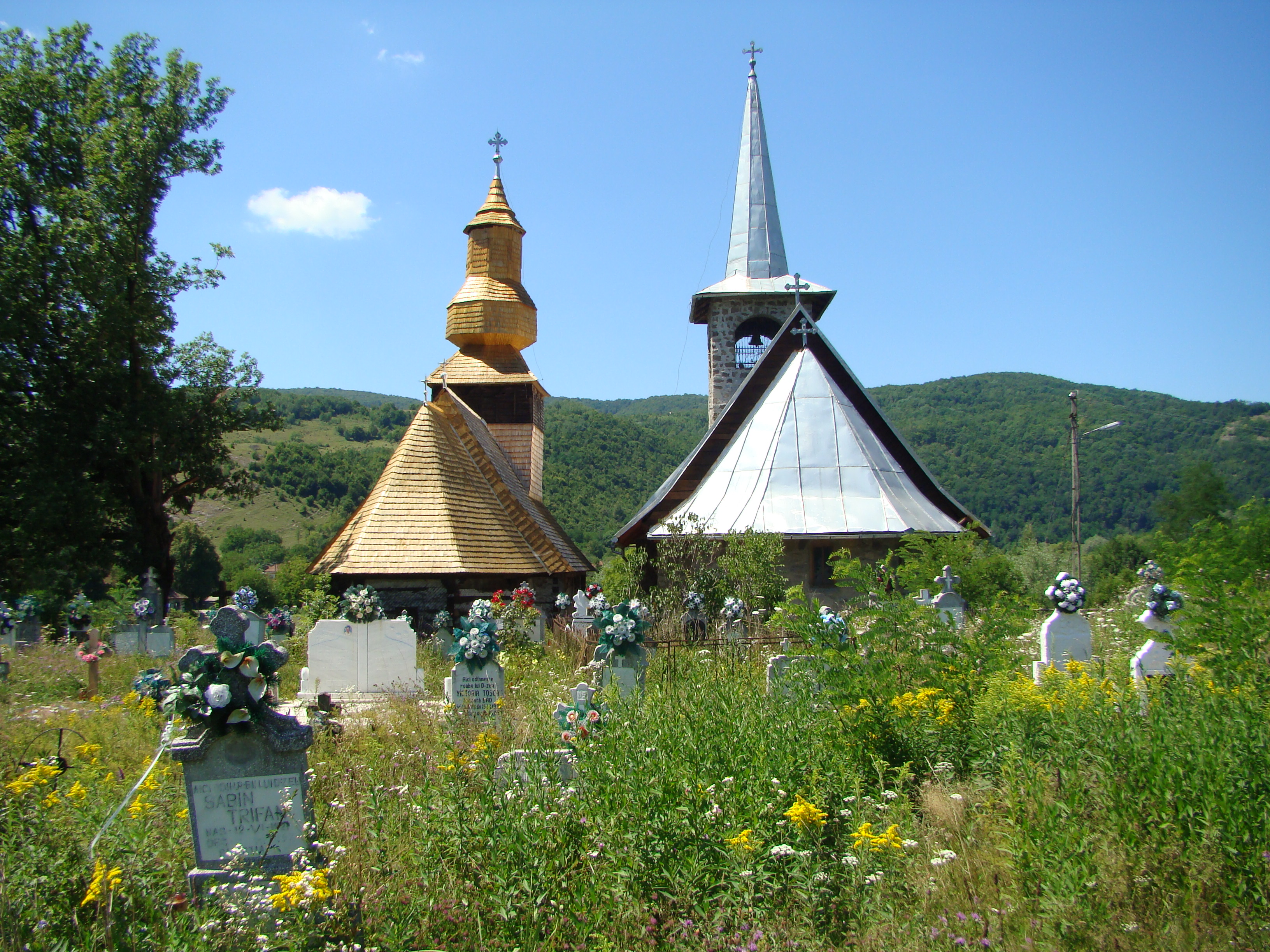
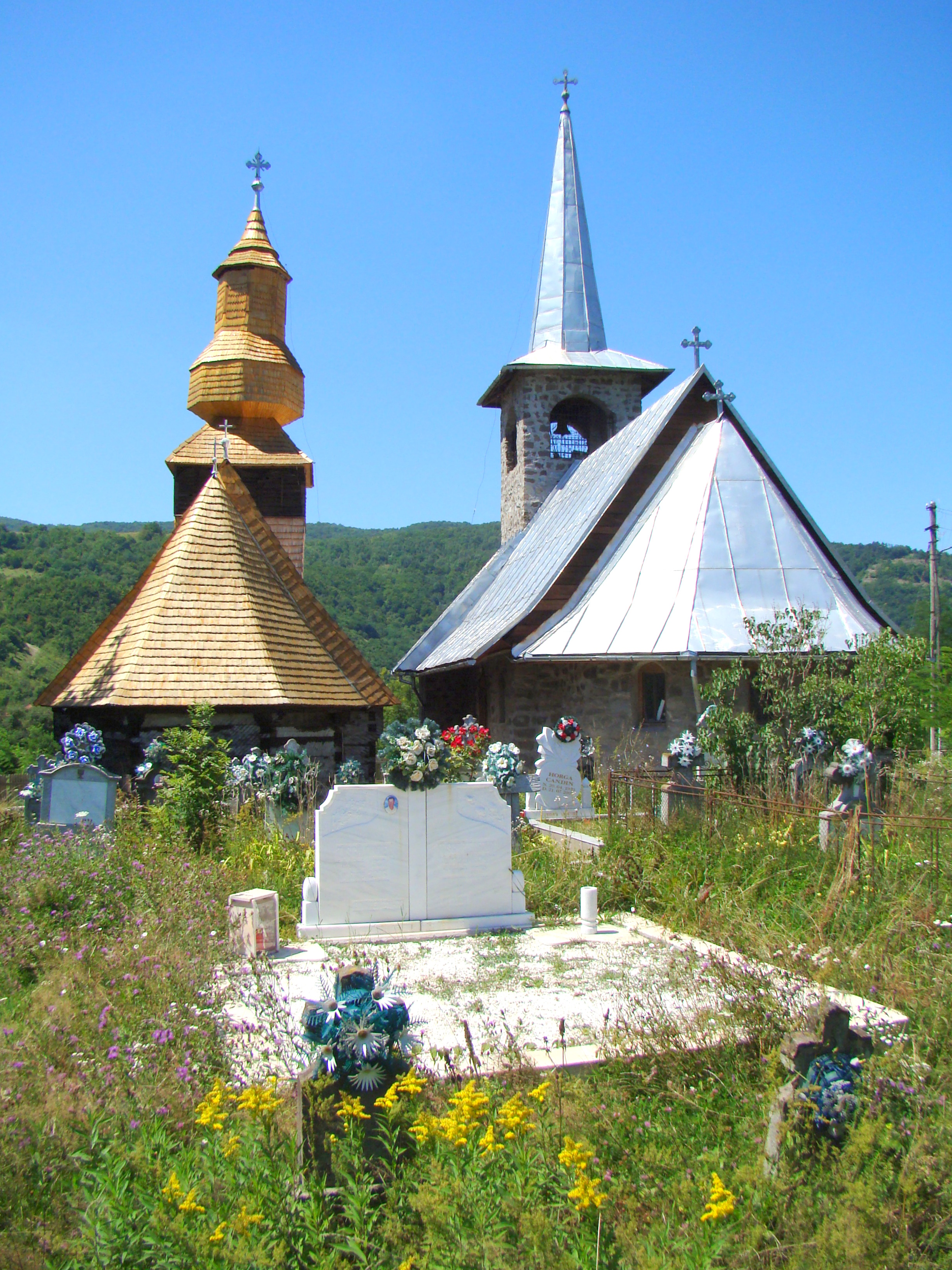
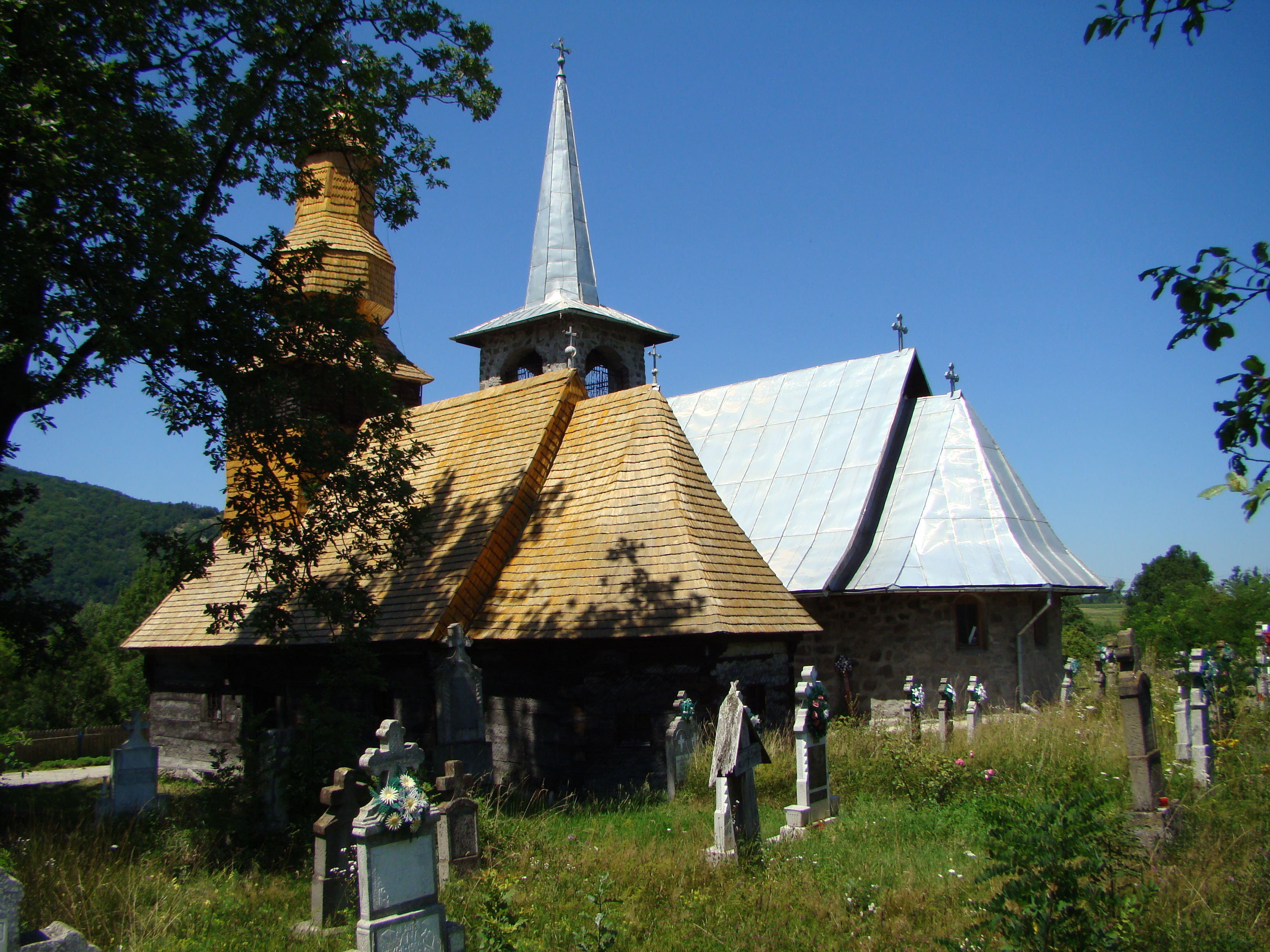
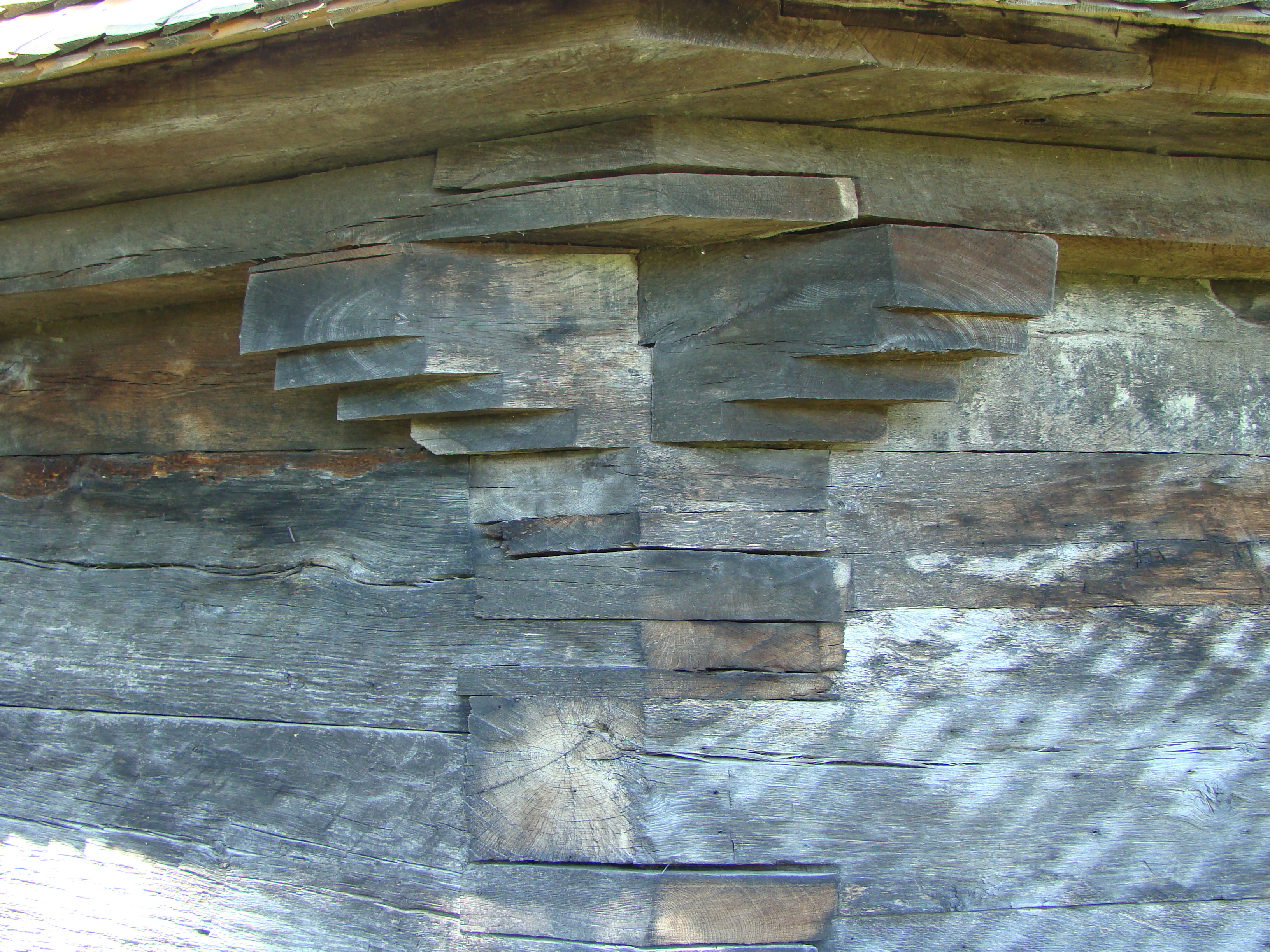
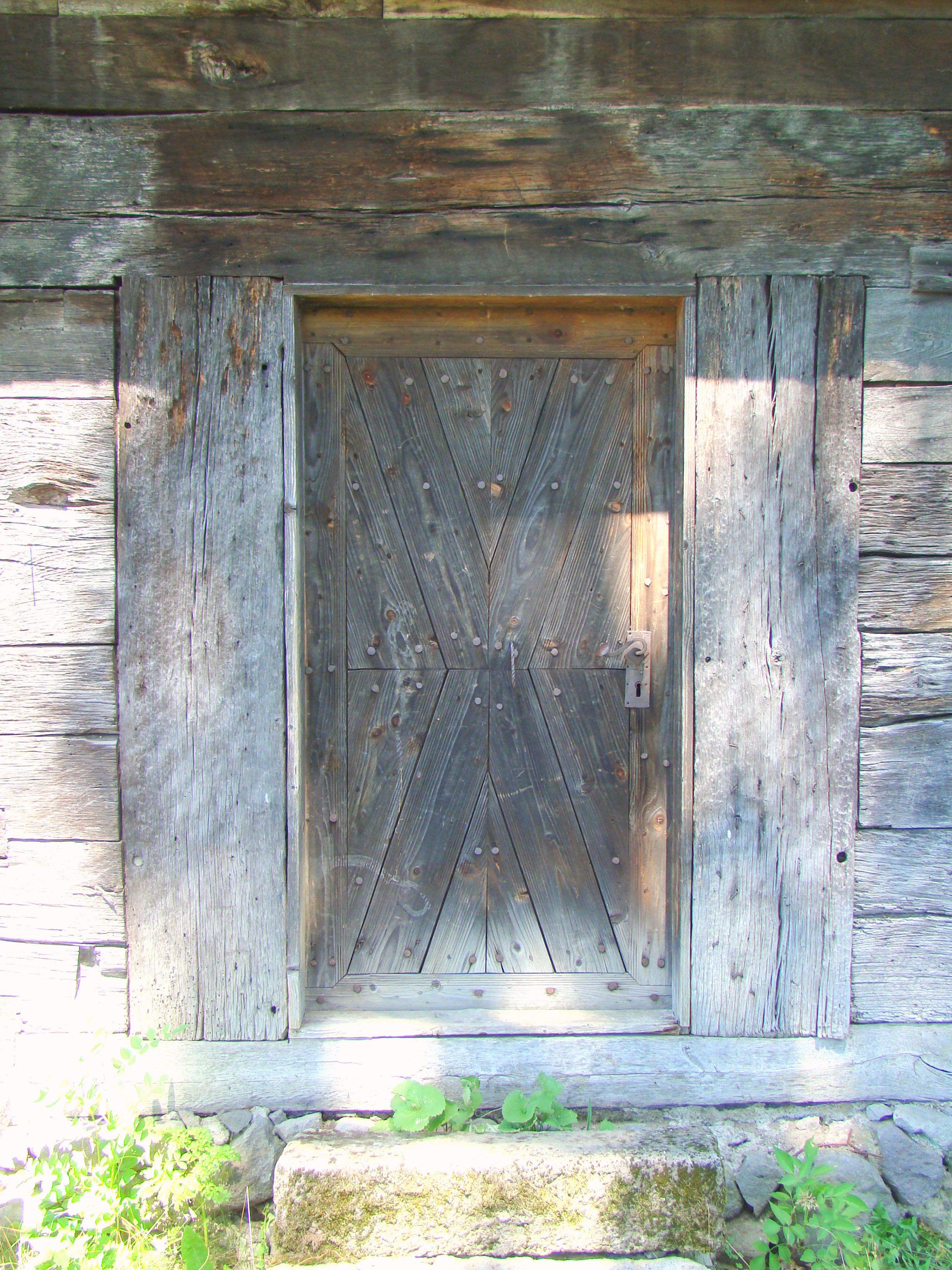
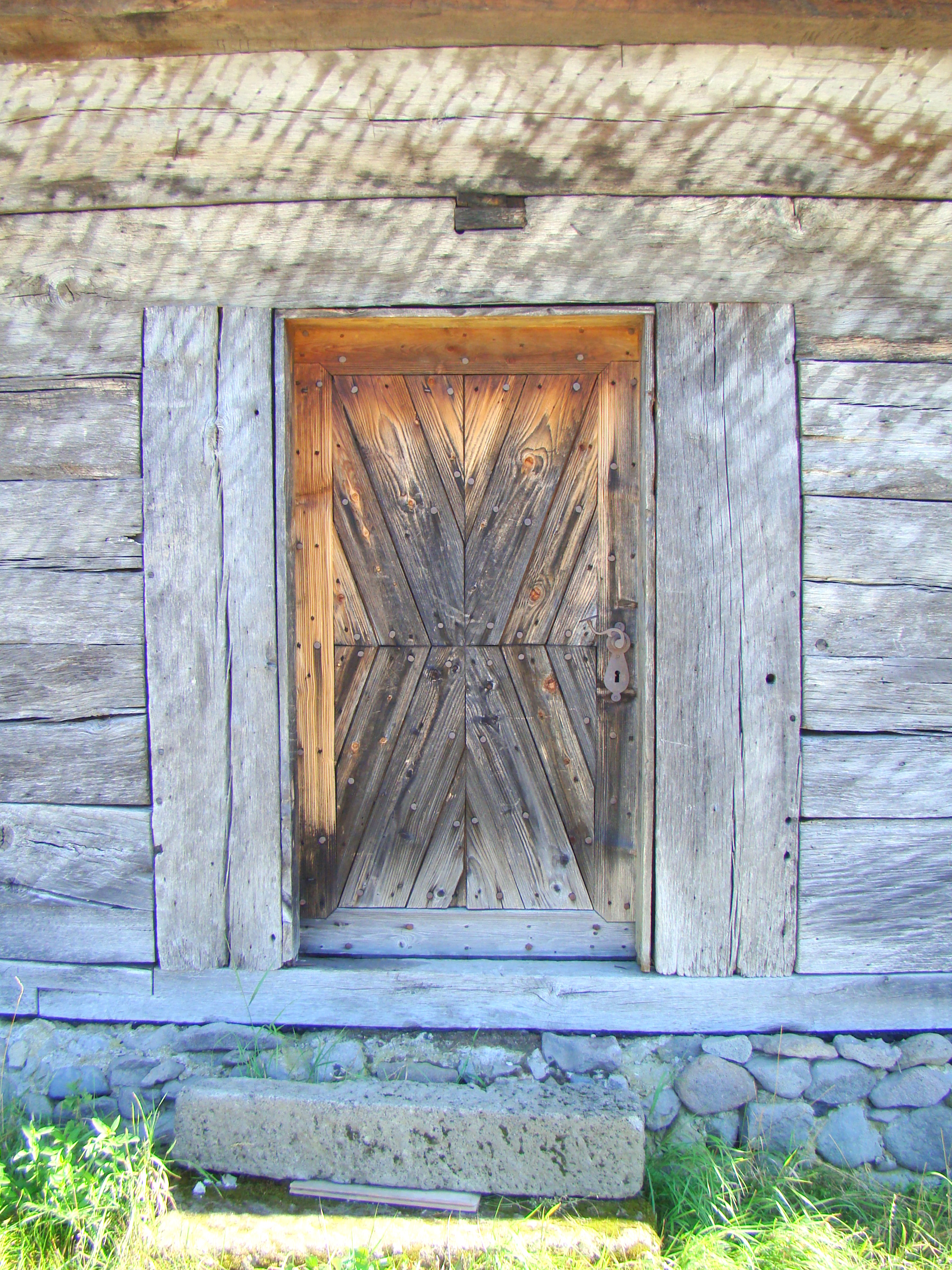
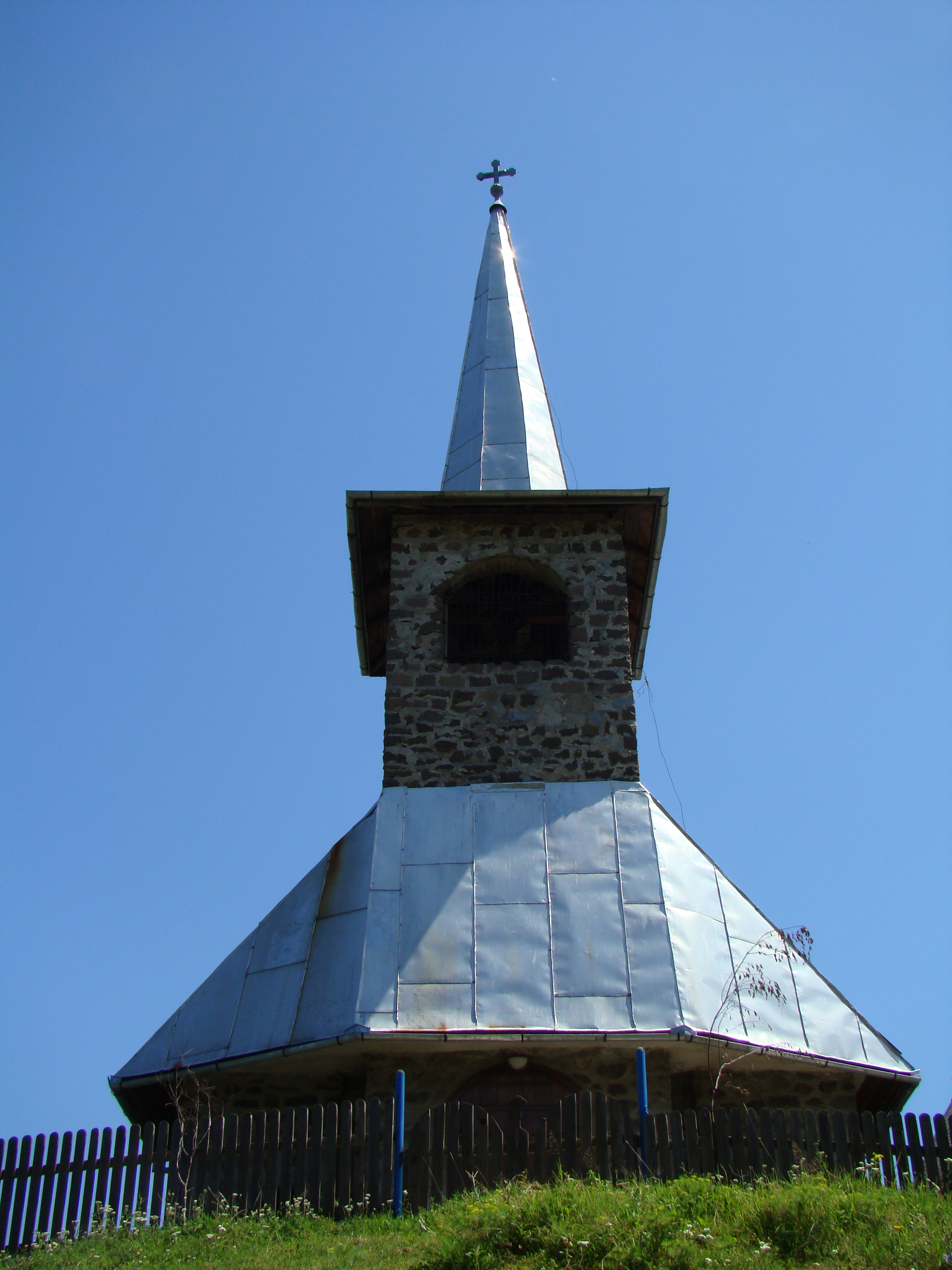
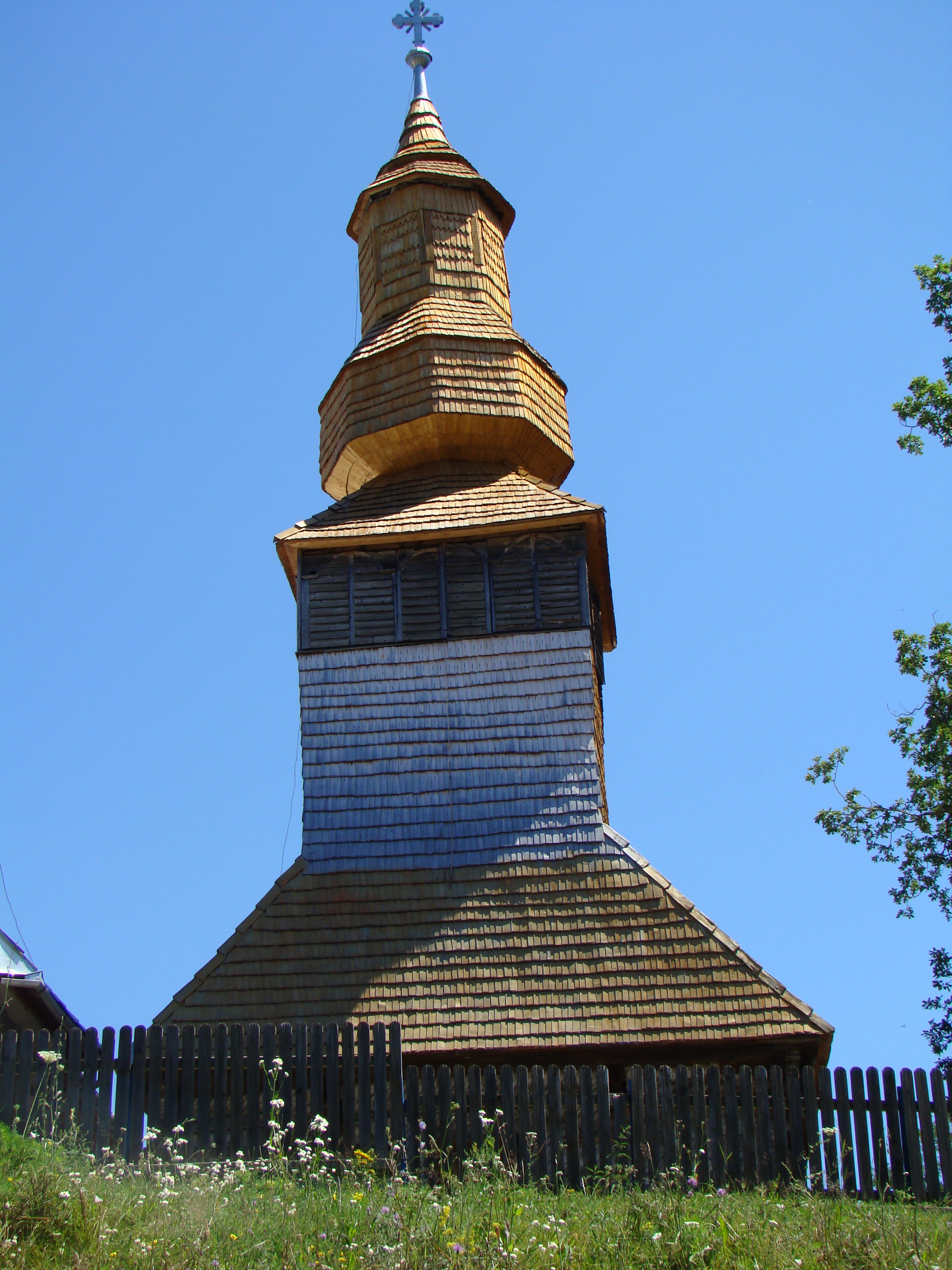
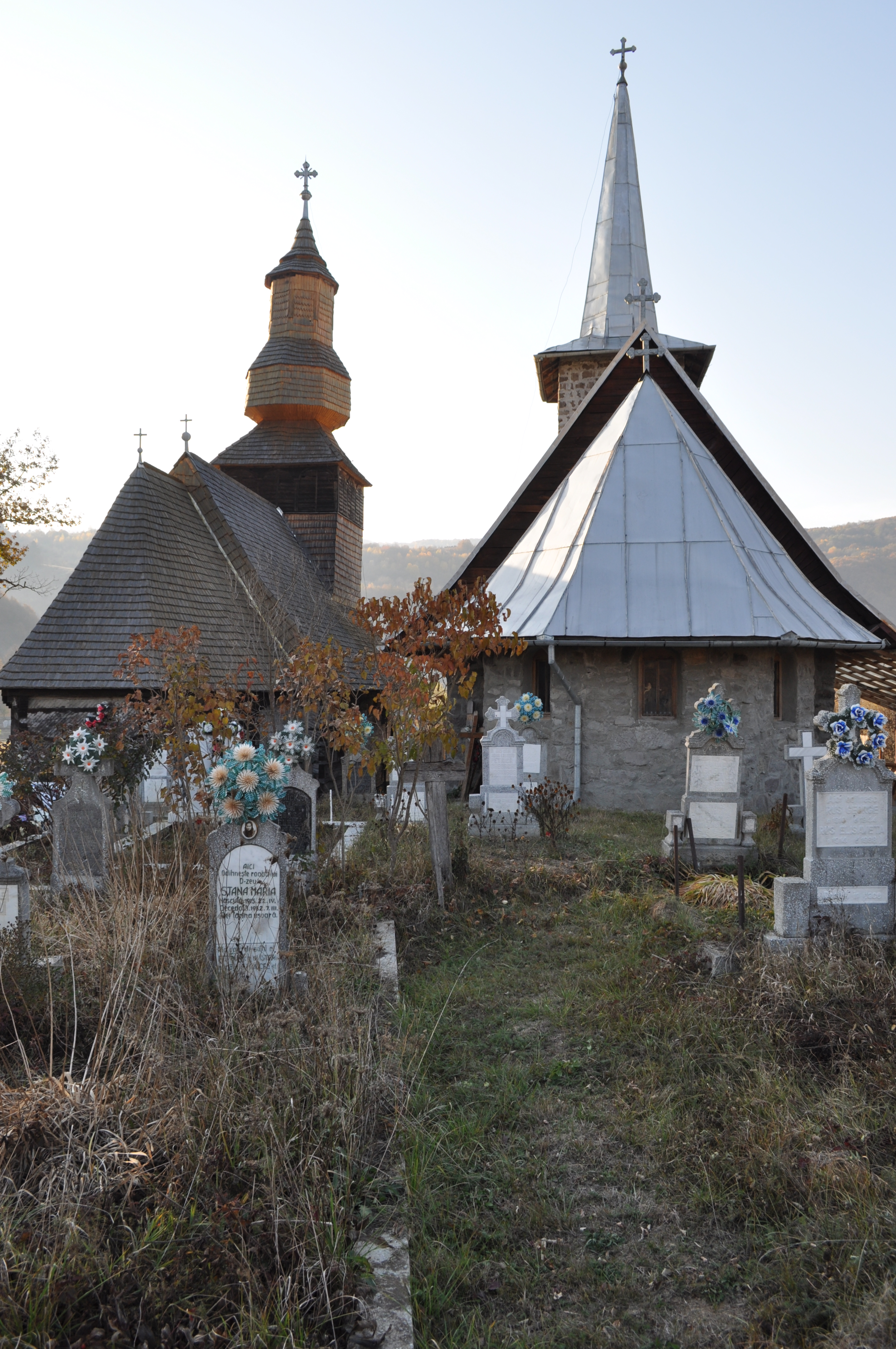
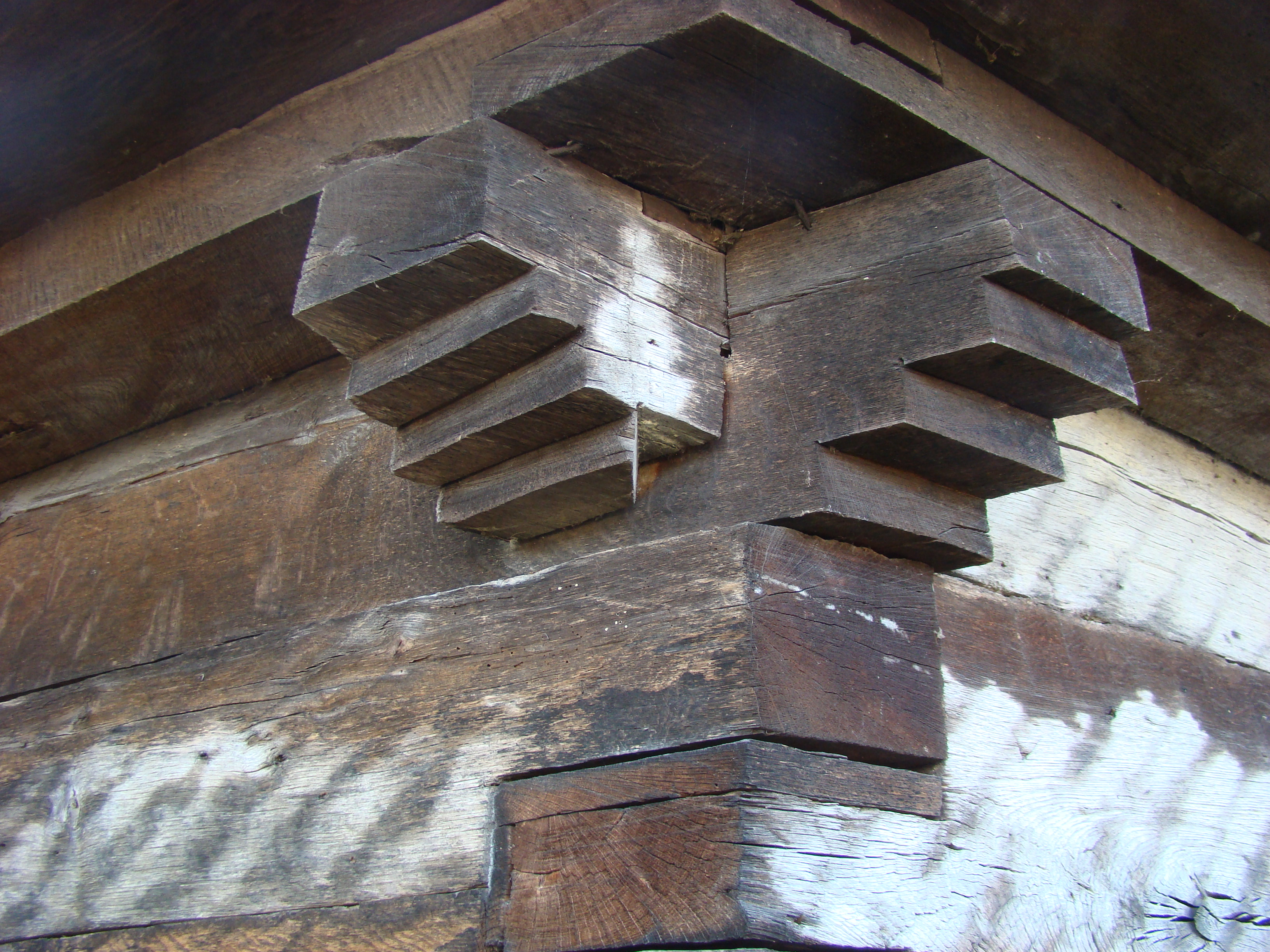
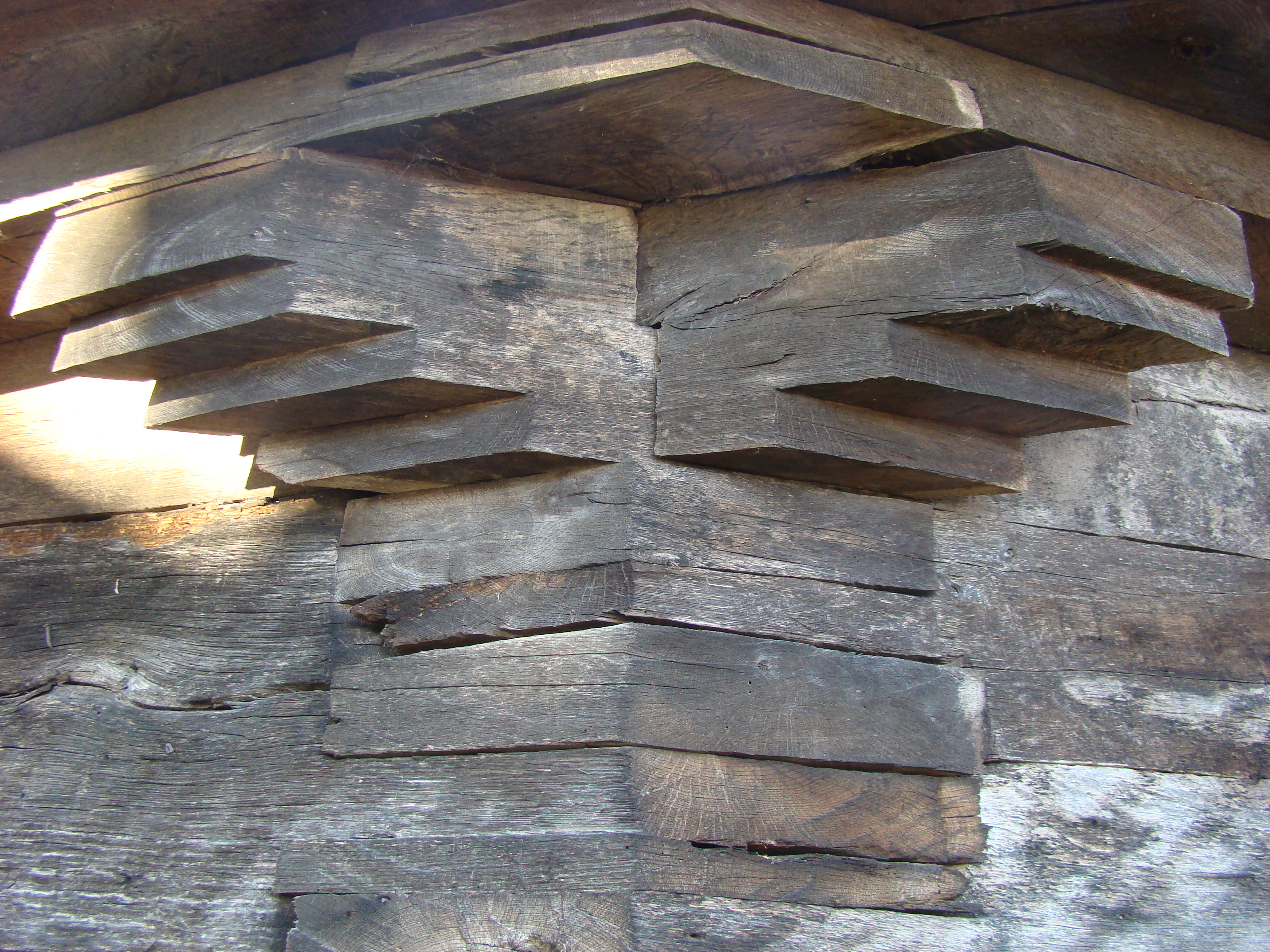
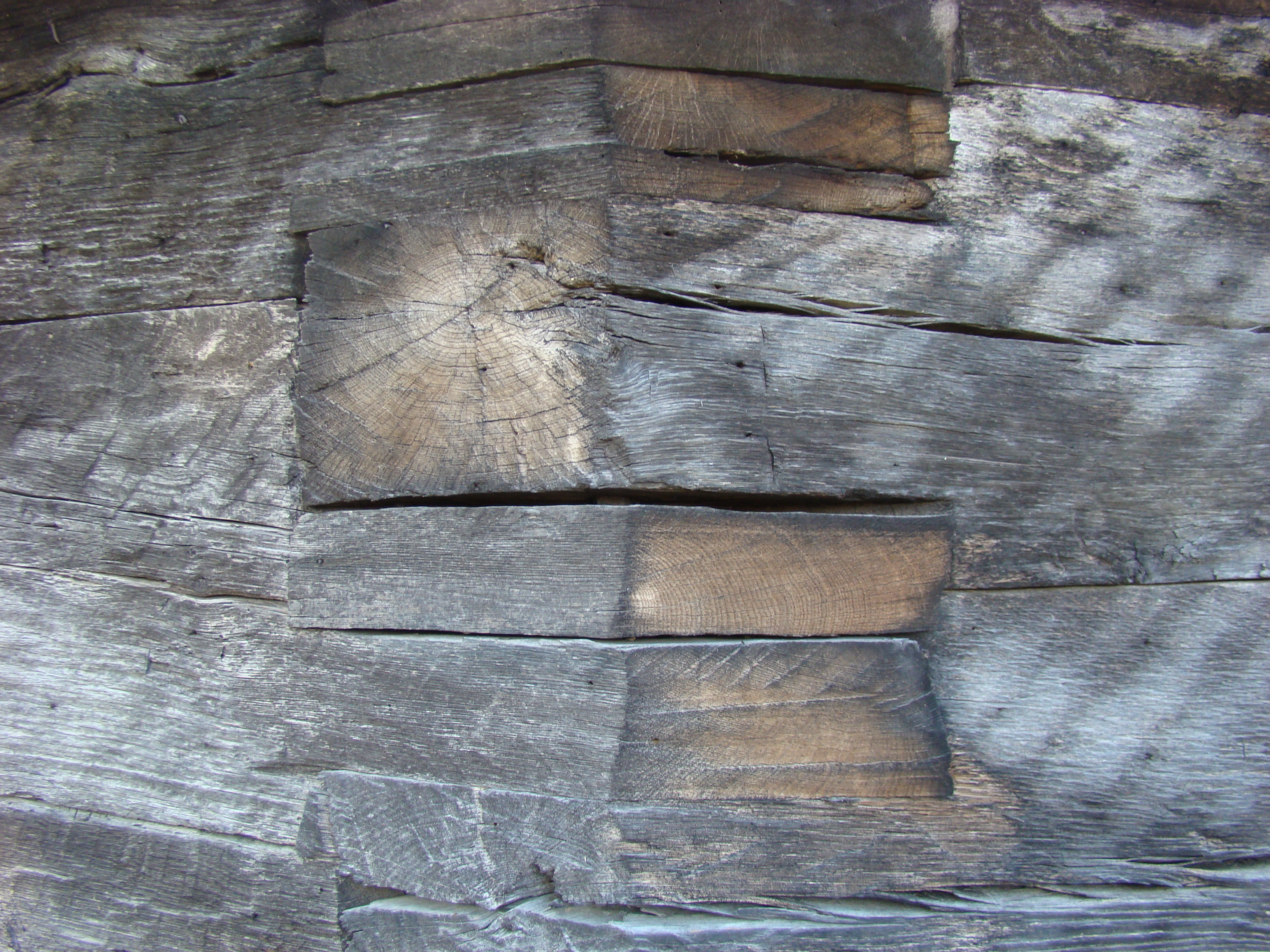
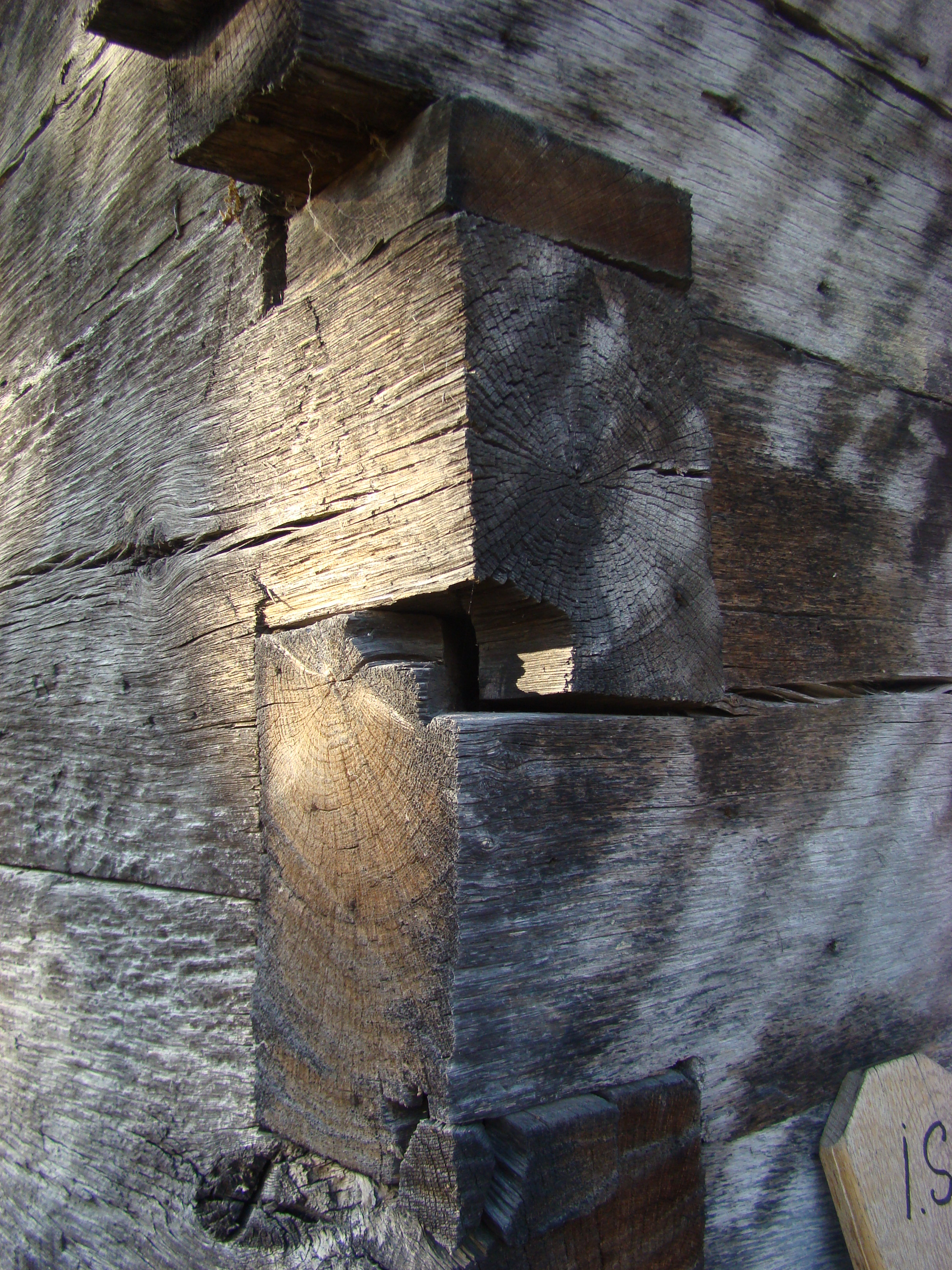
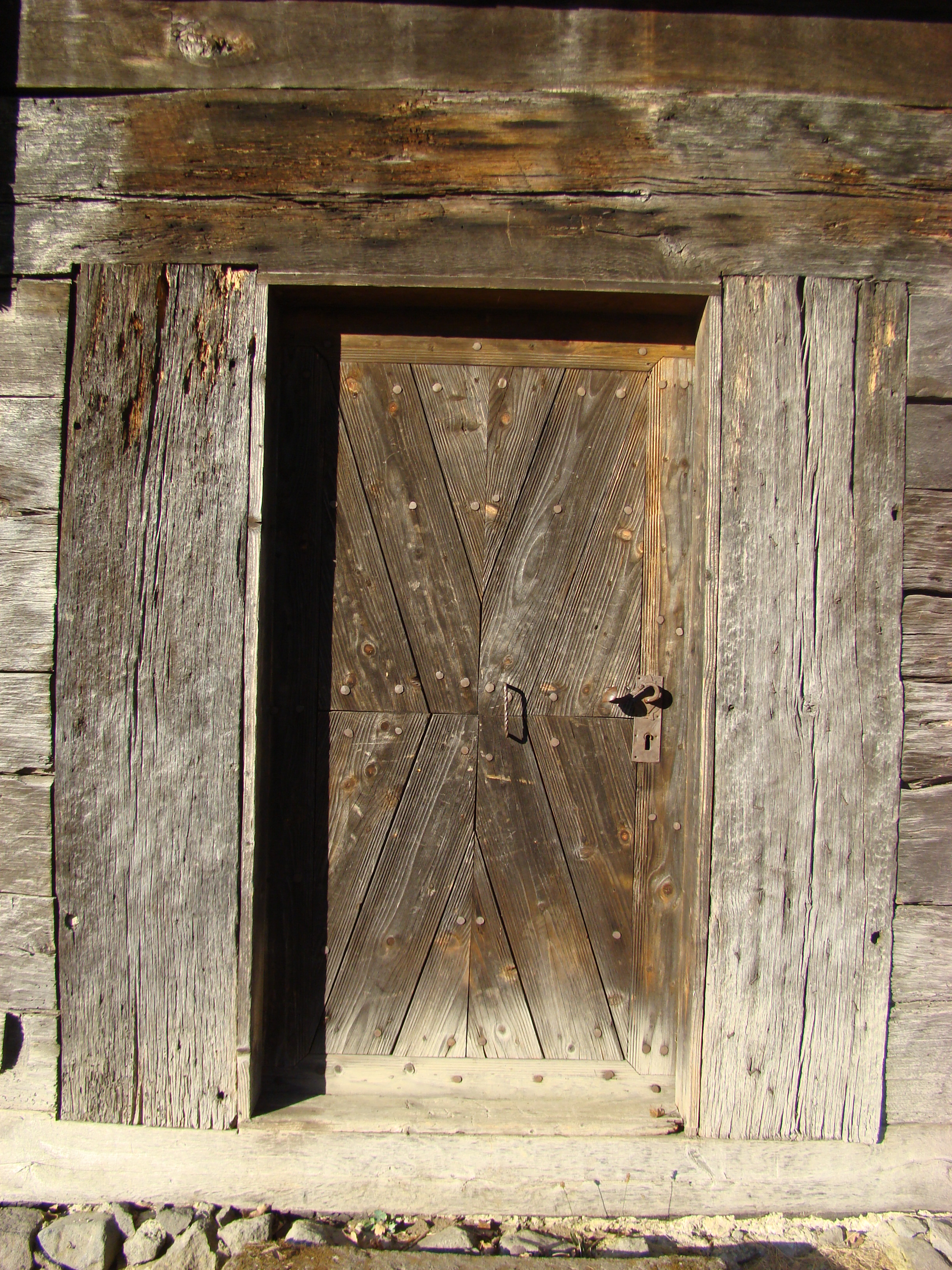
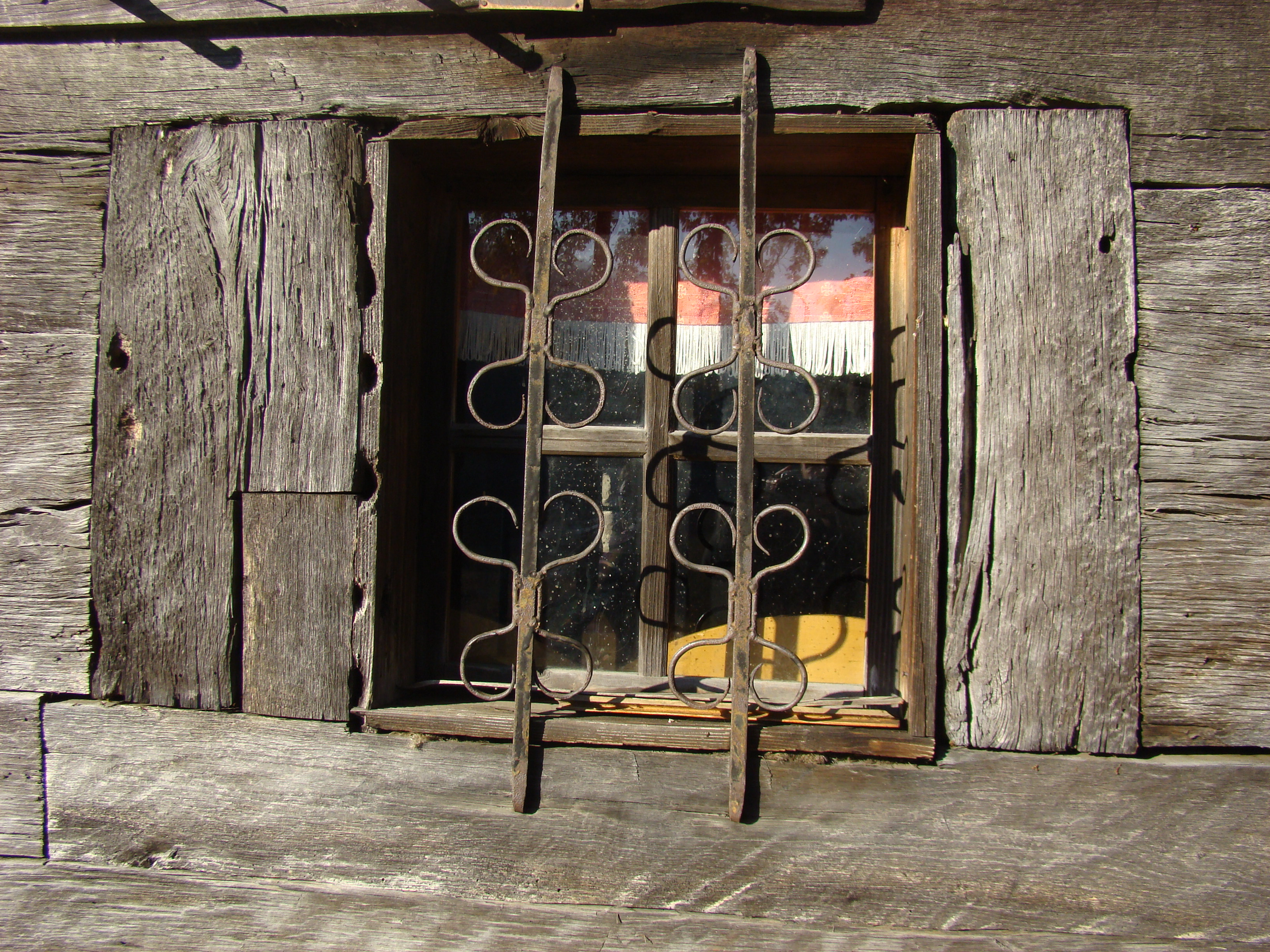

## Imagini din interior

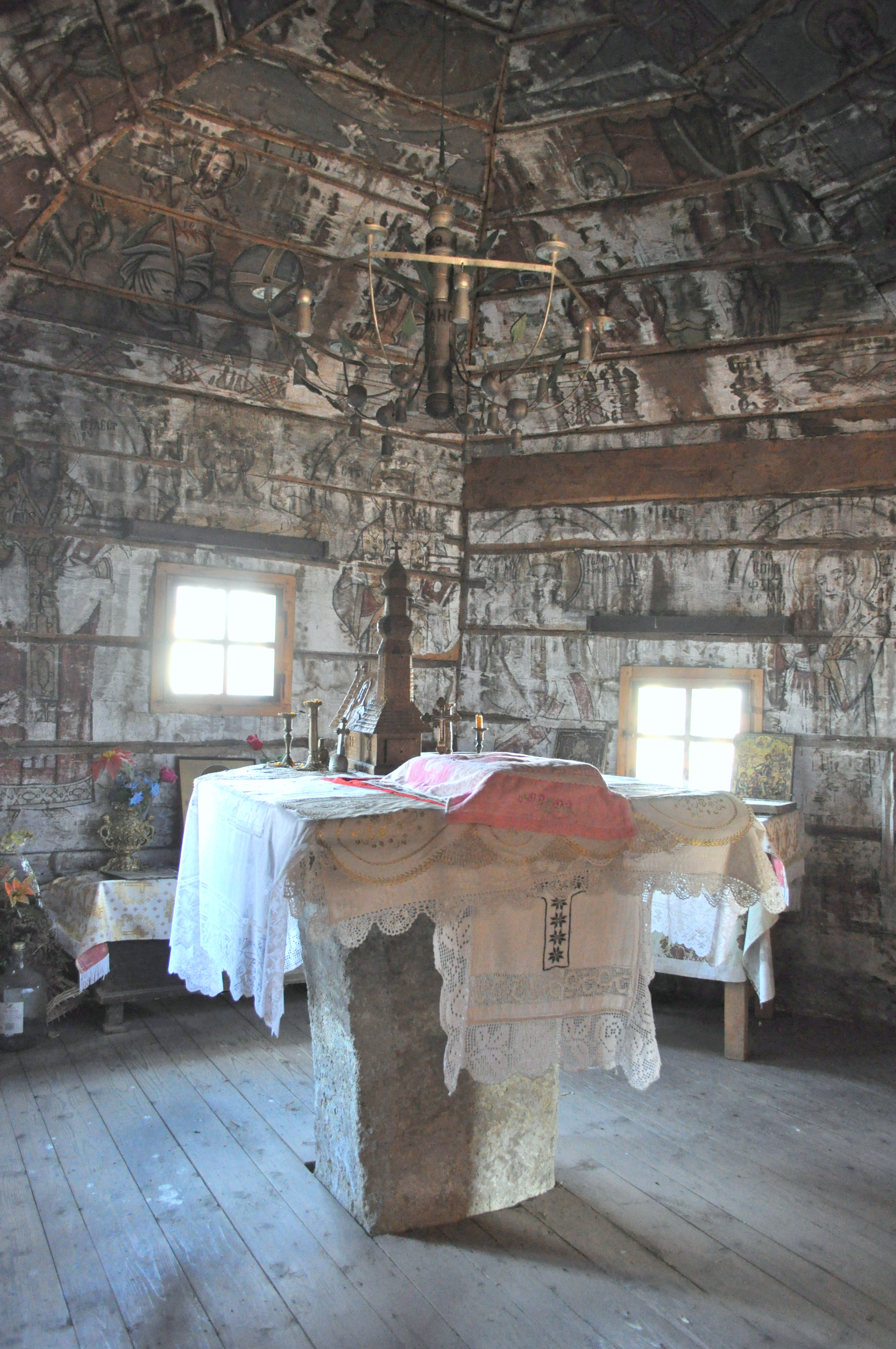
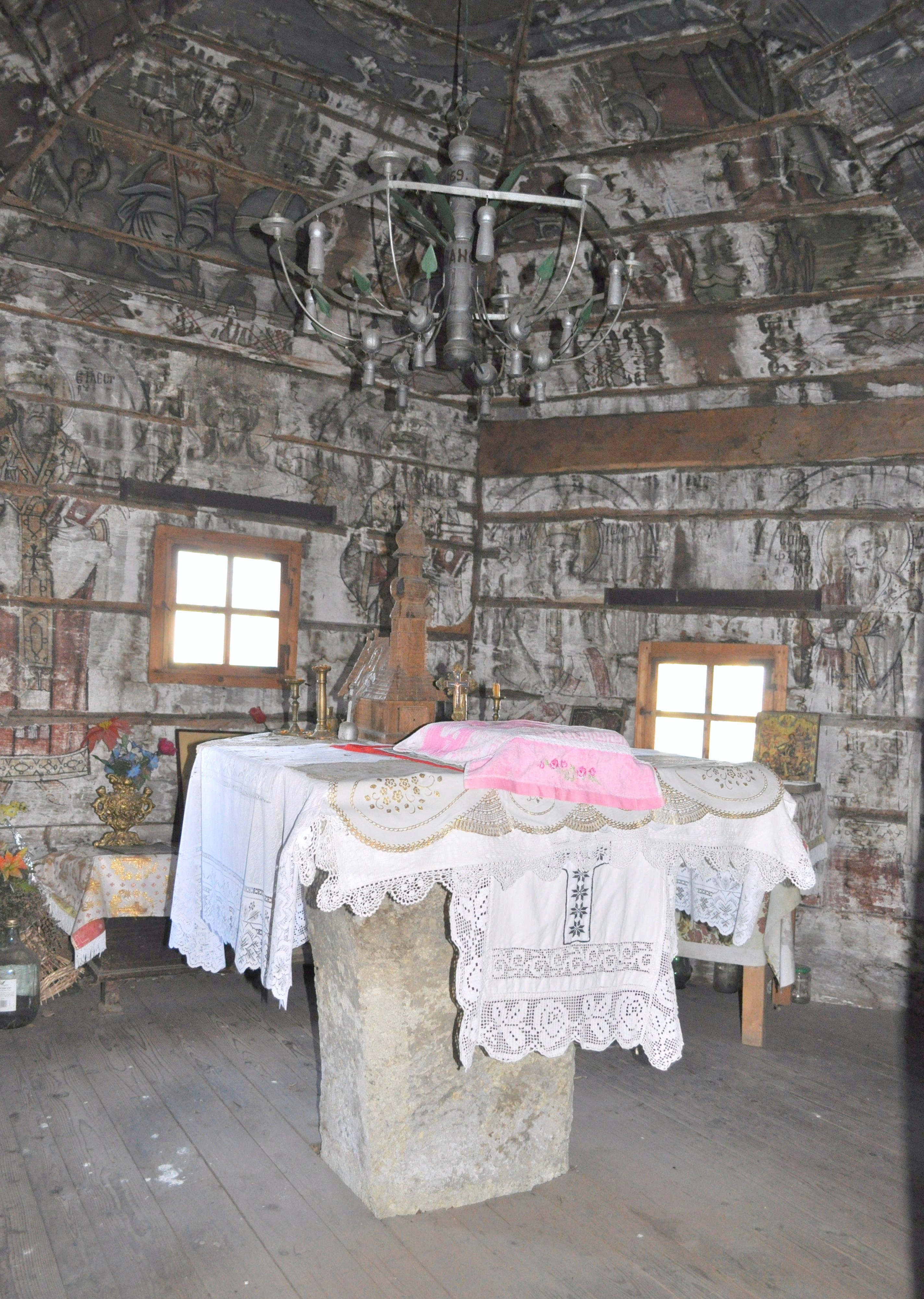
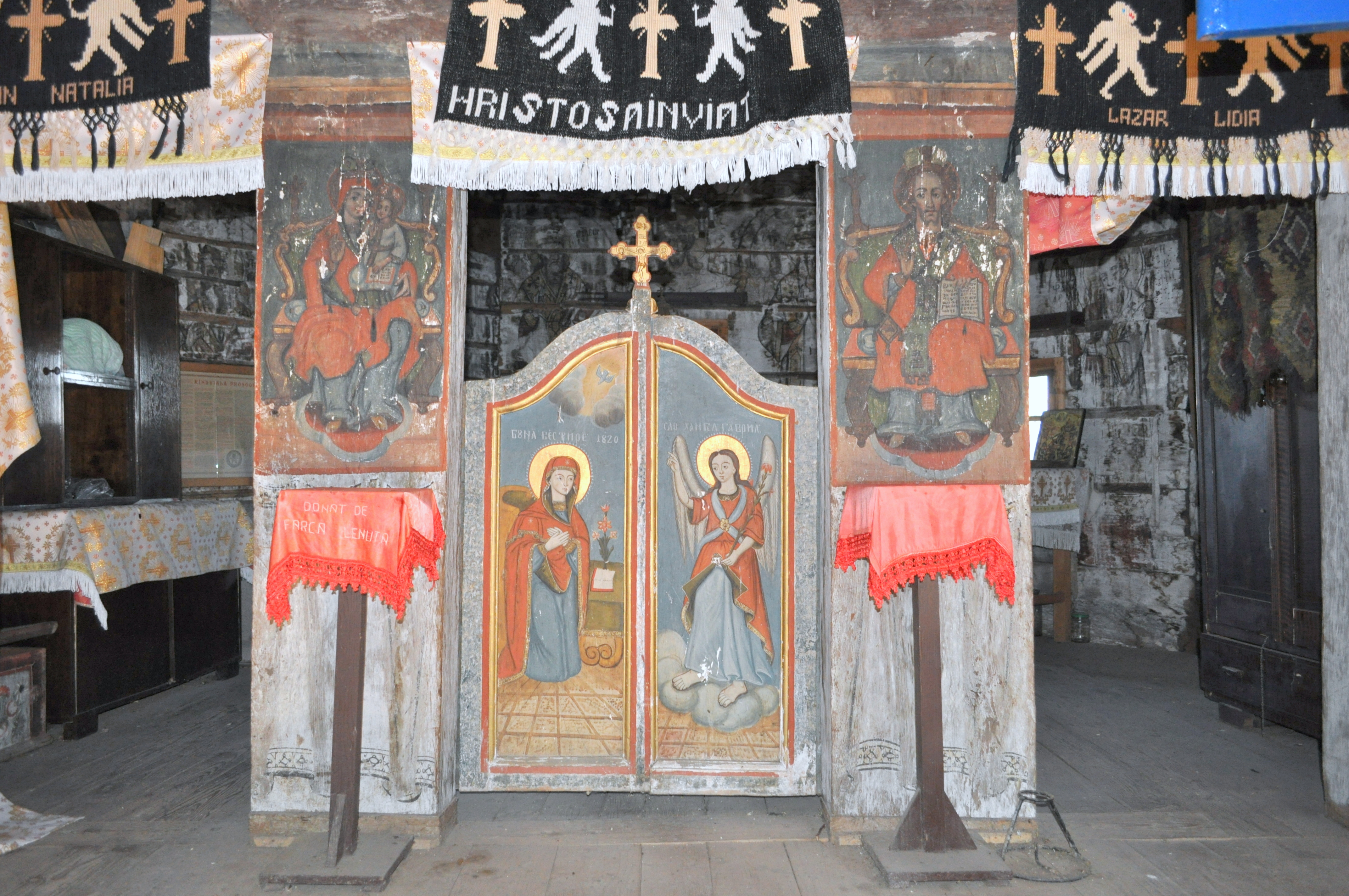
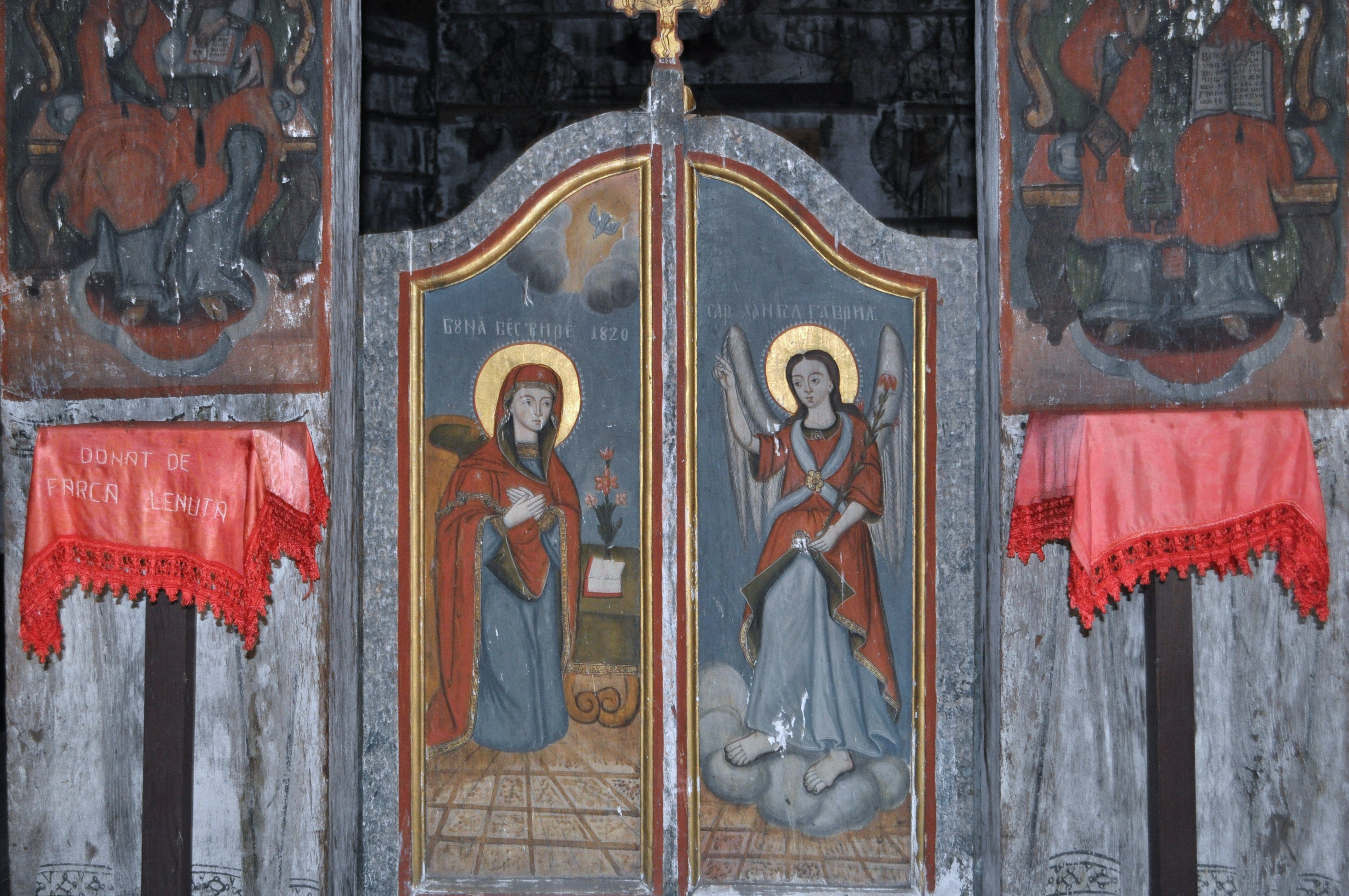
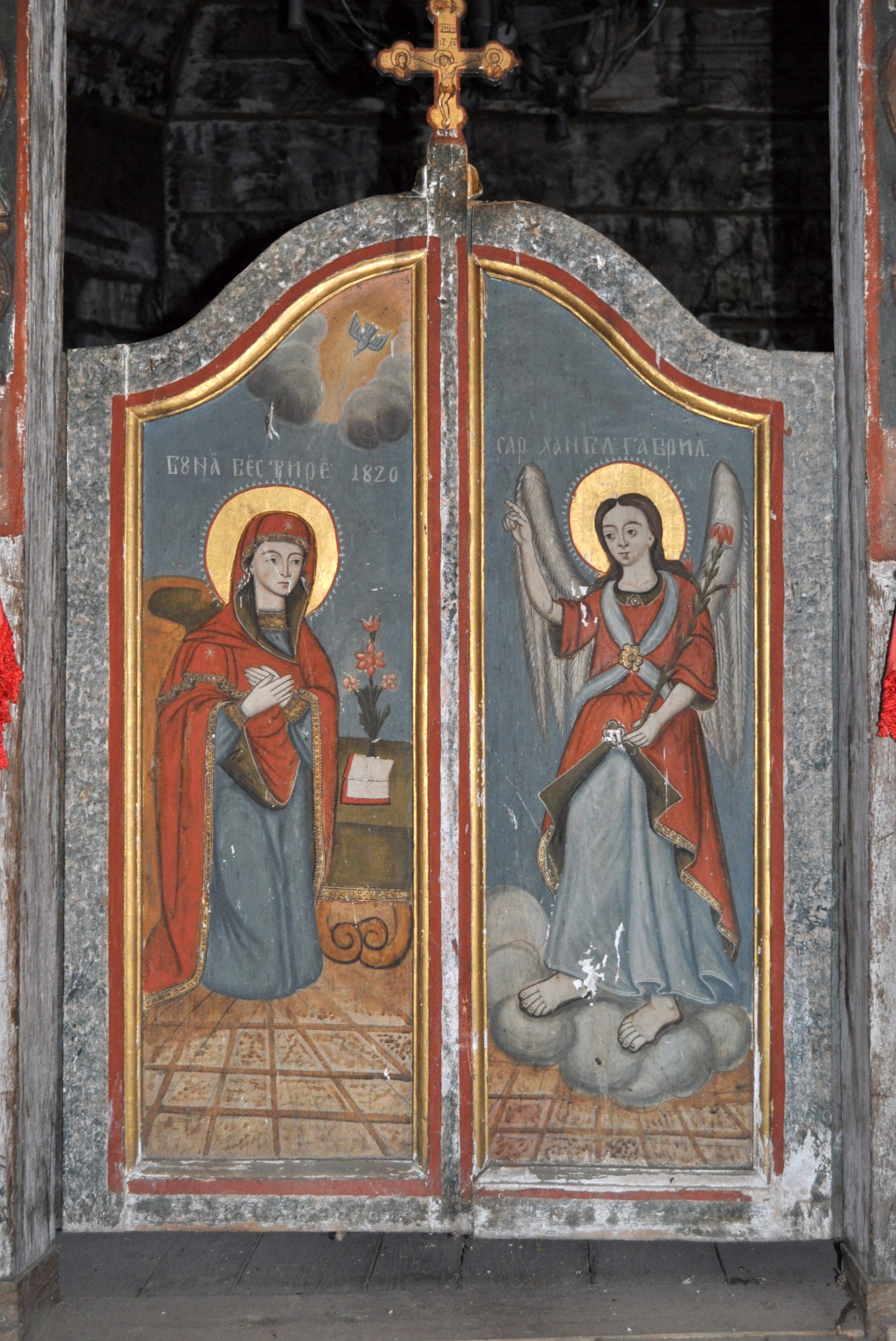
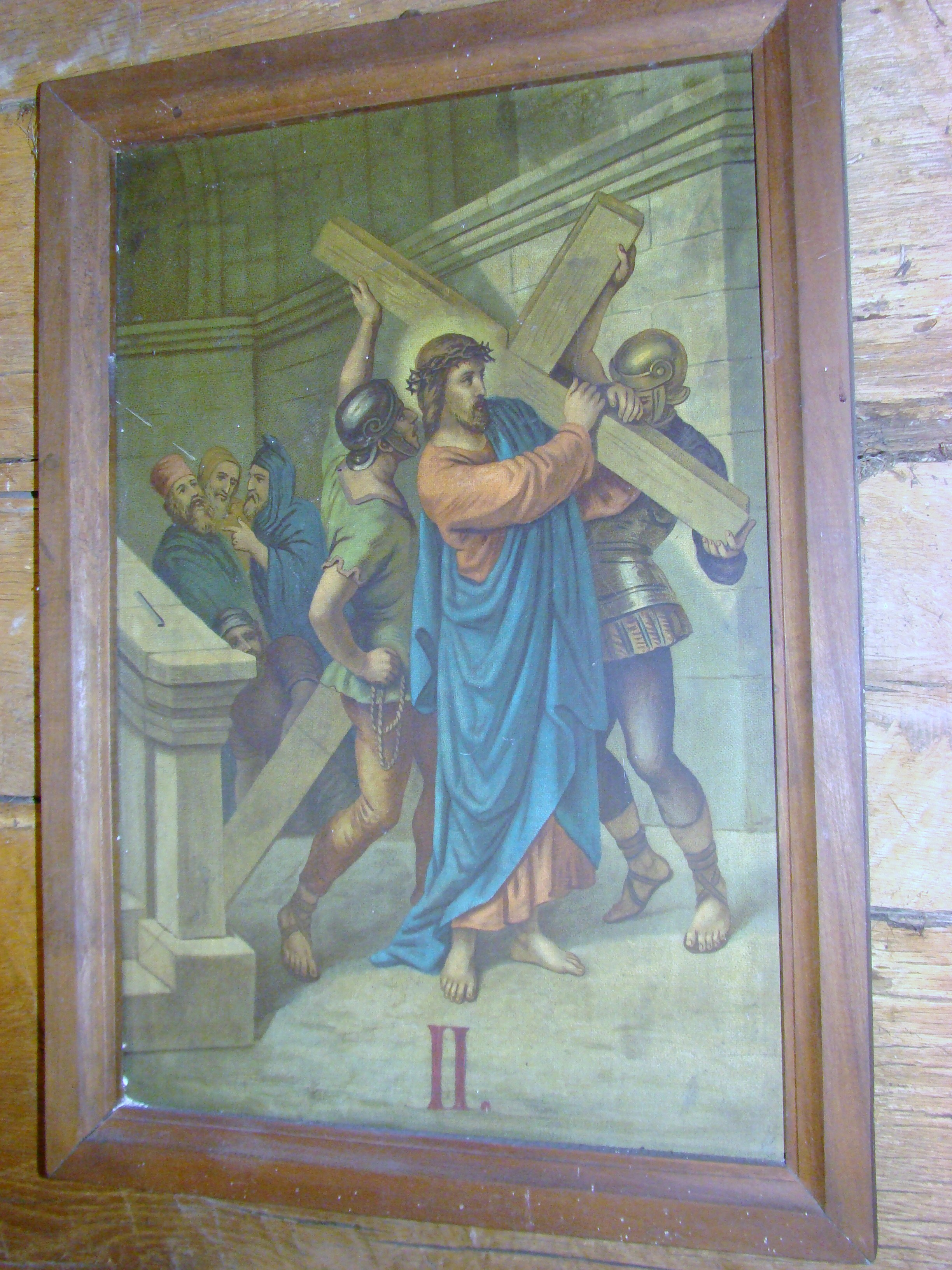
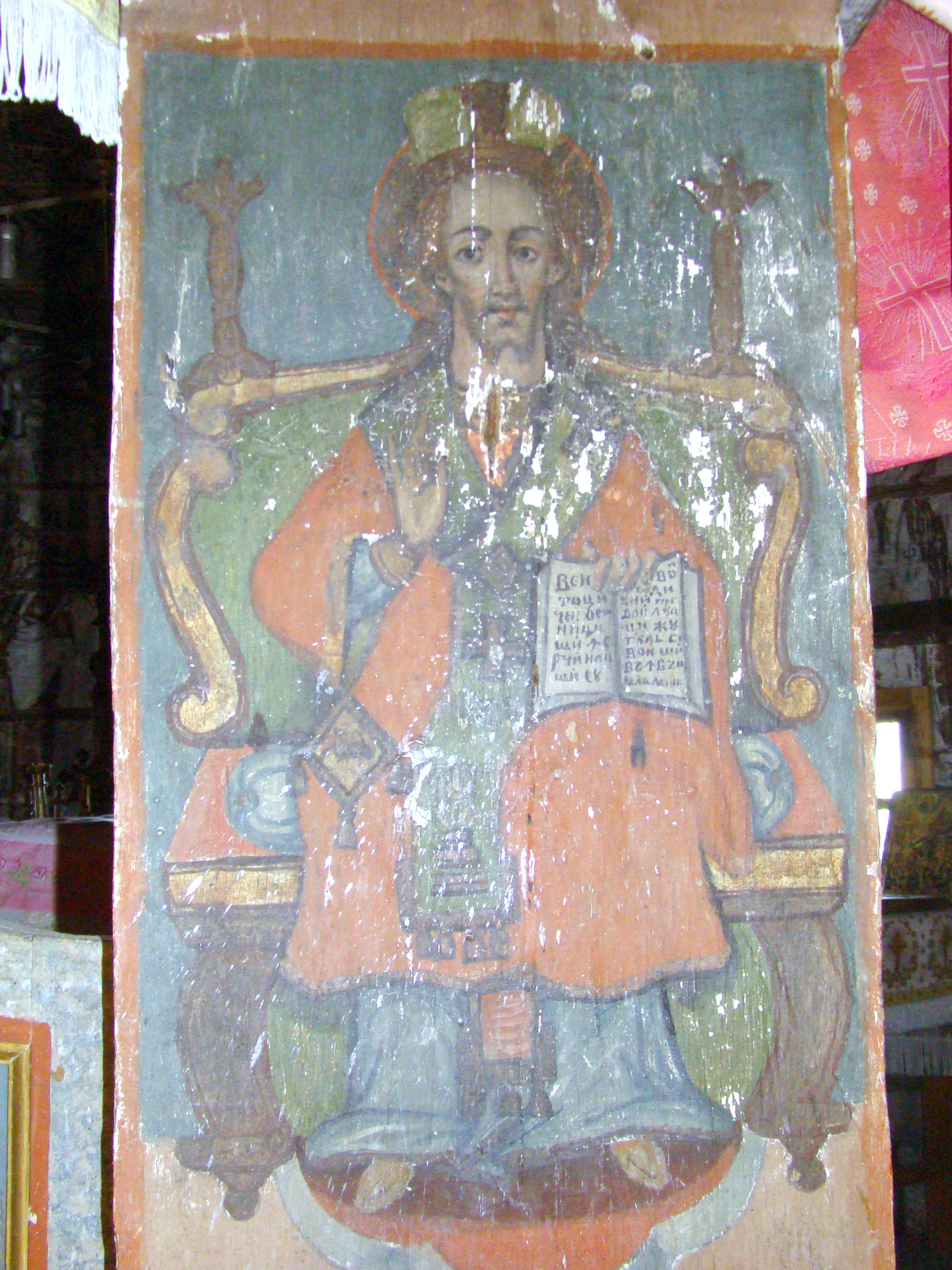
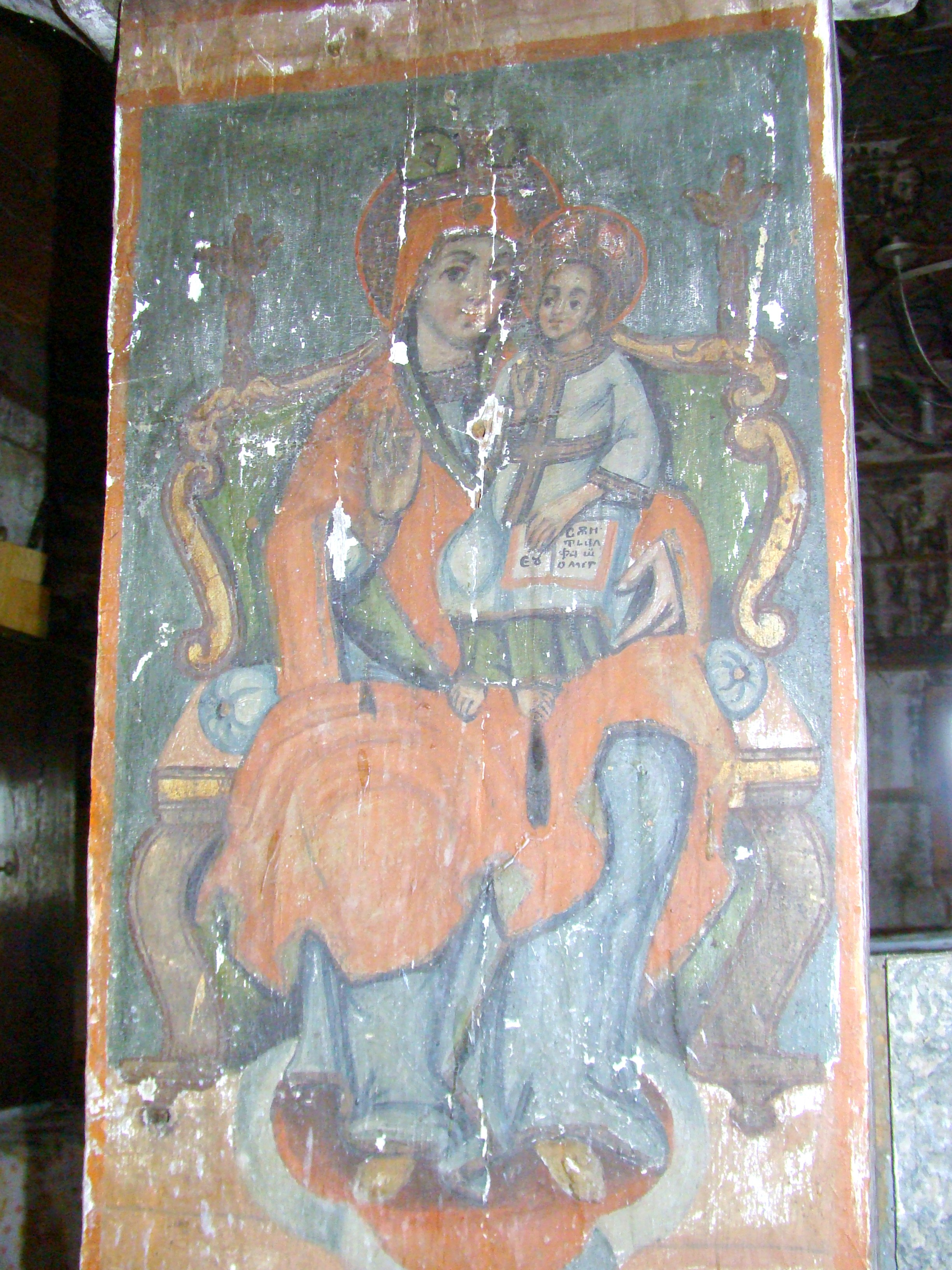
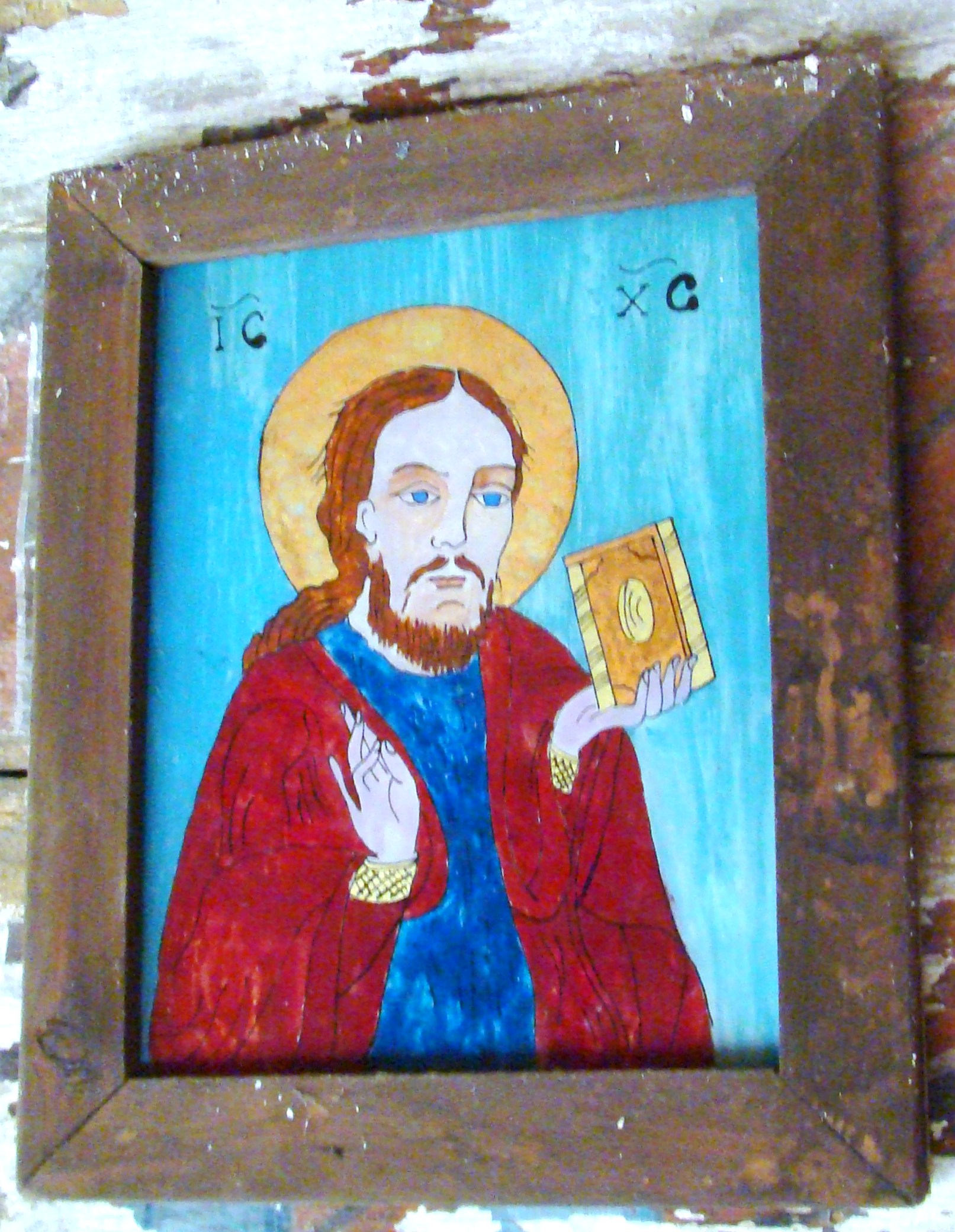
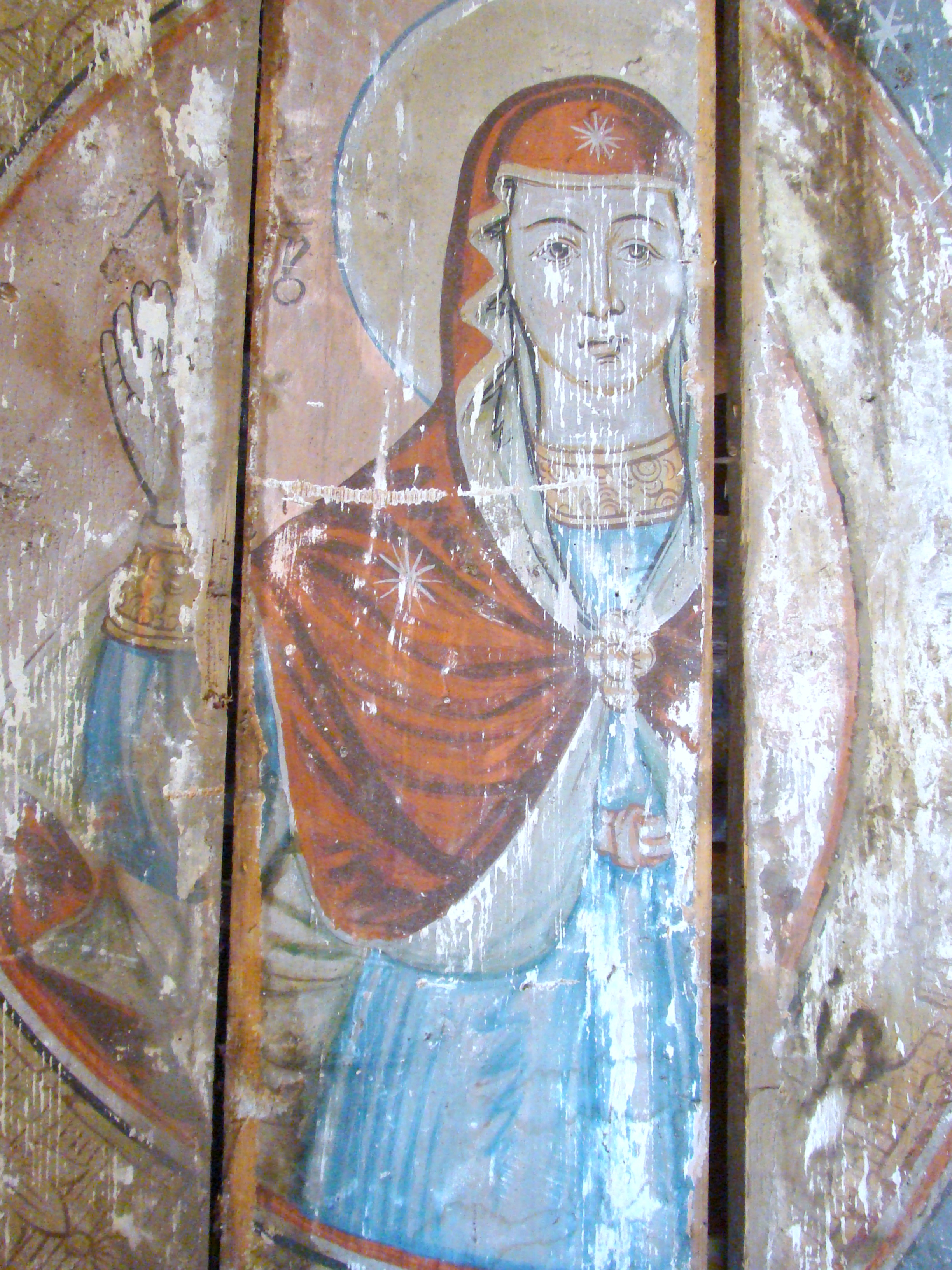
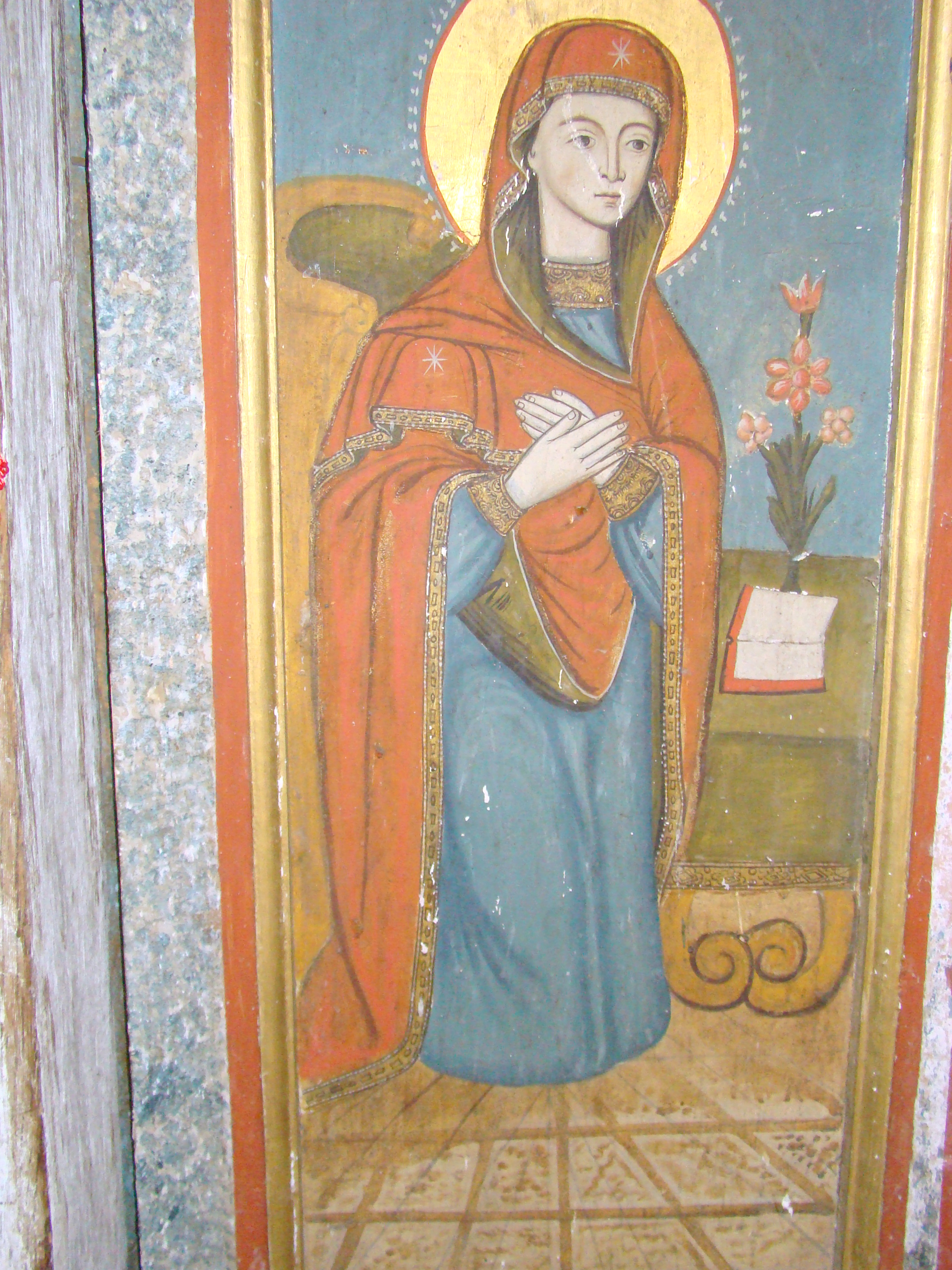
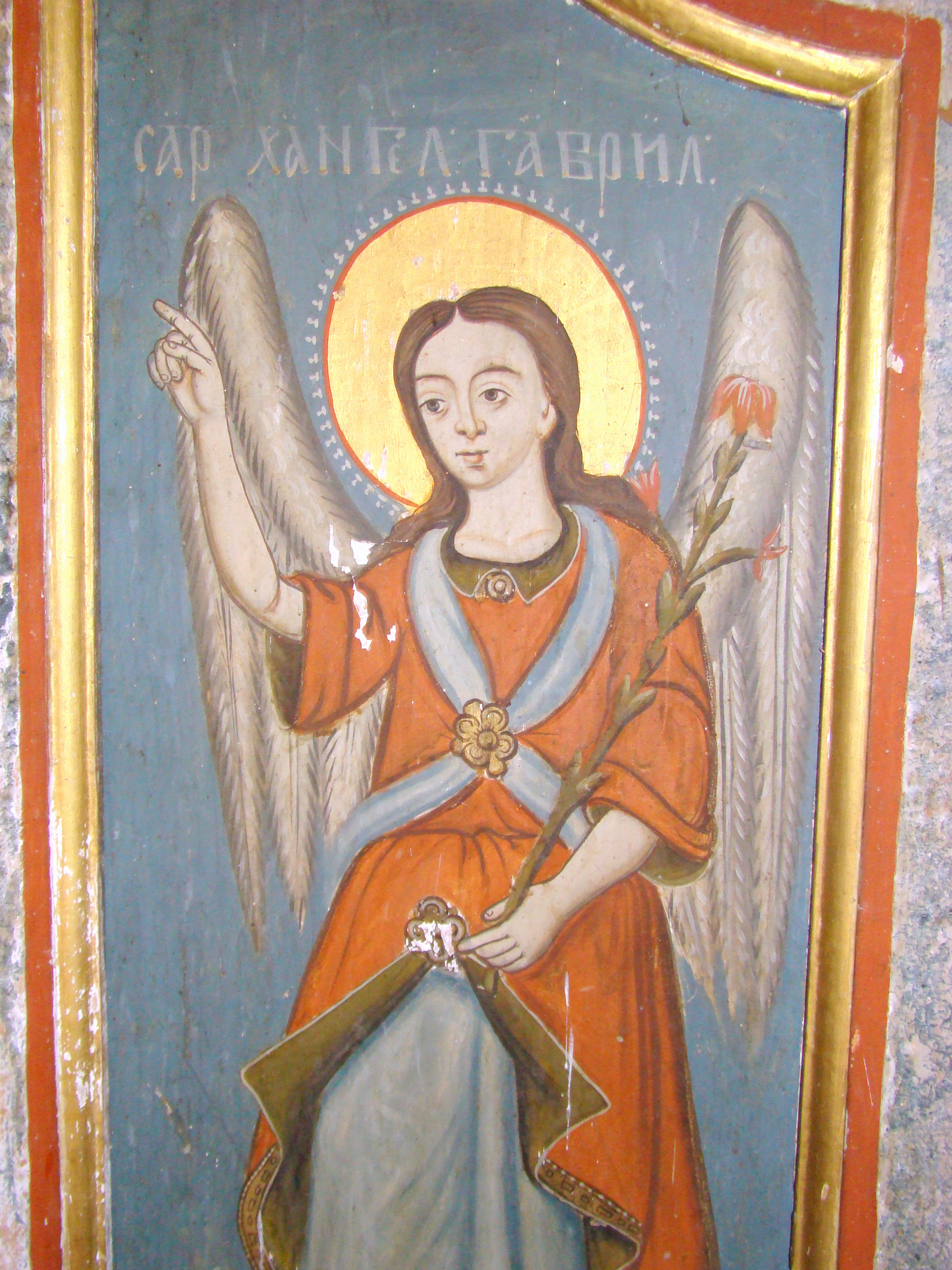
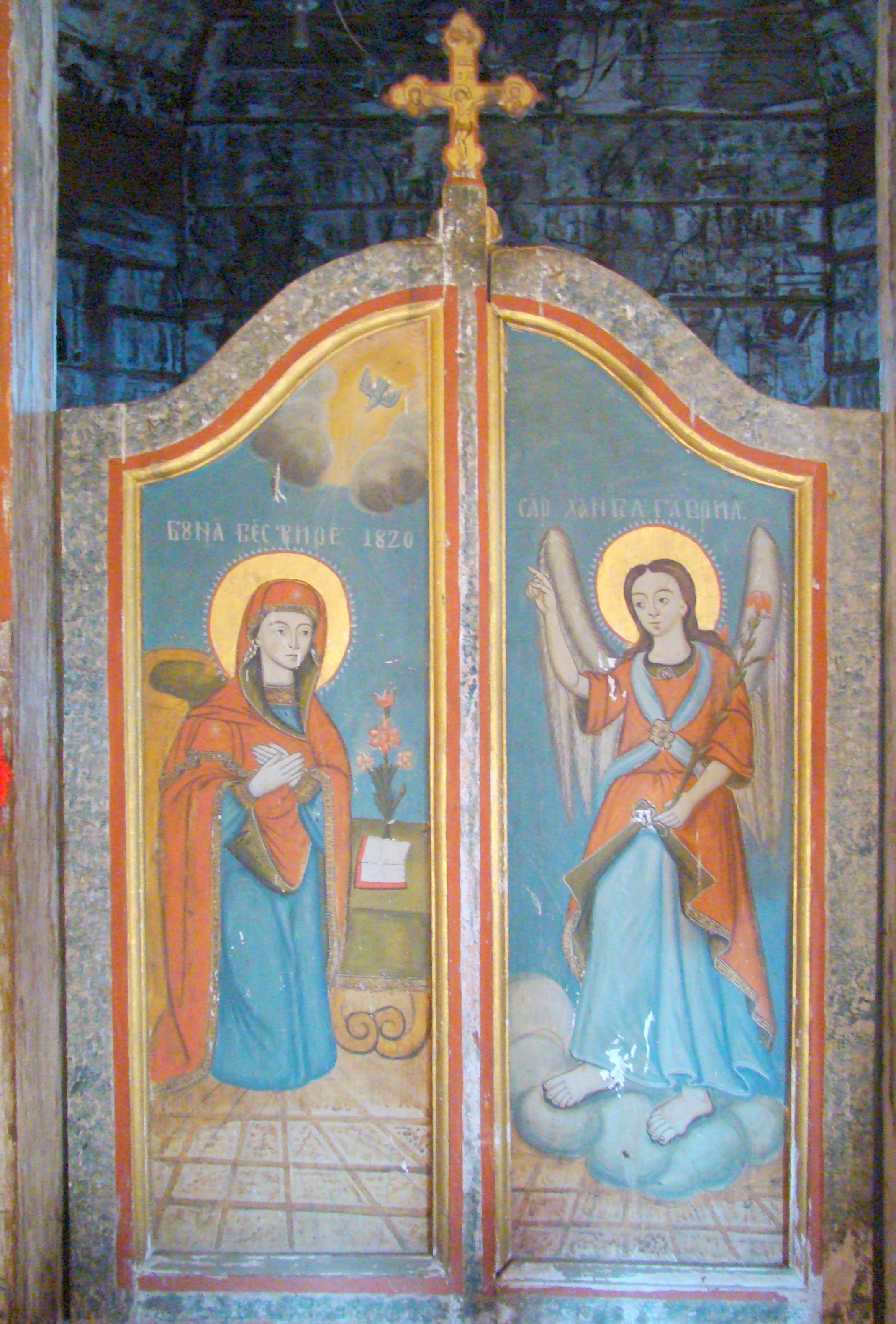
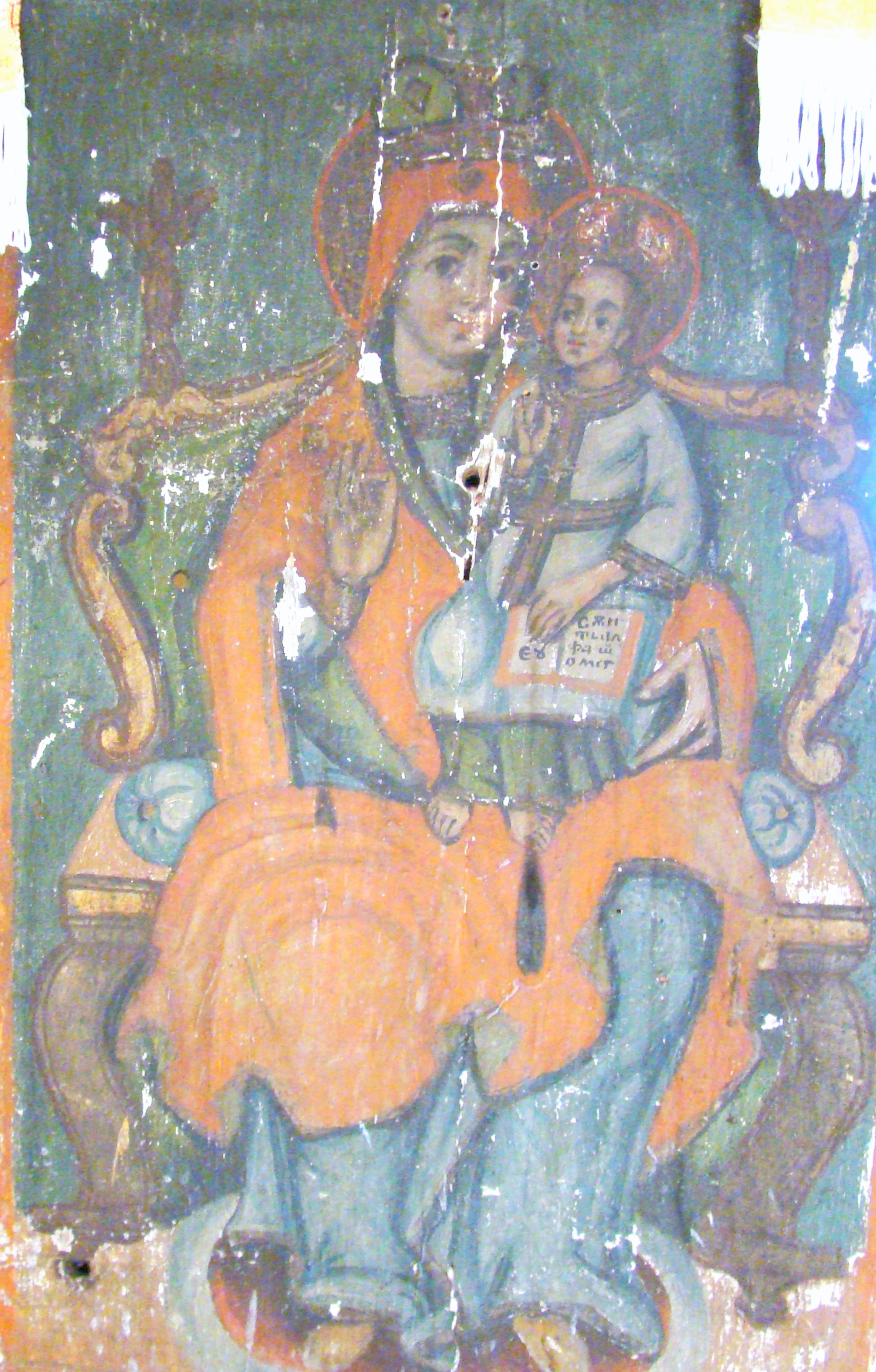
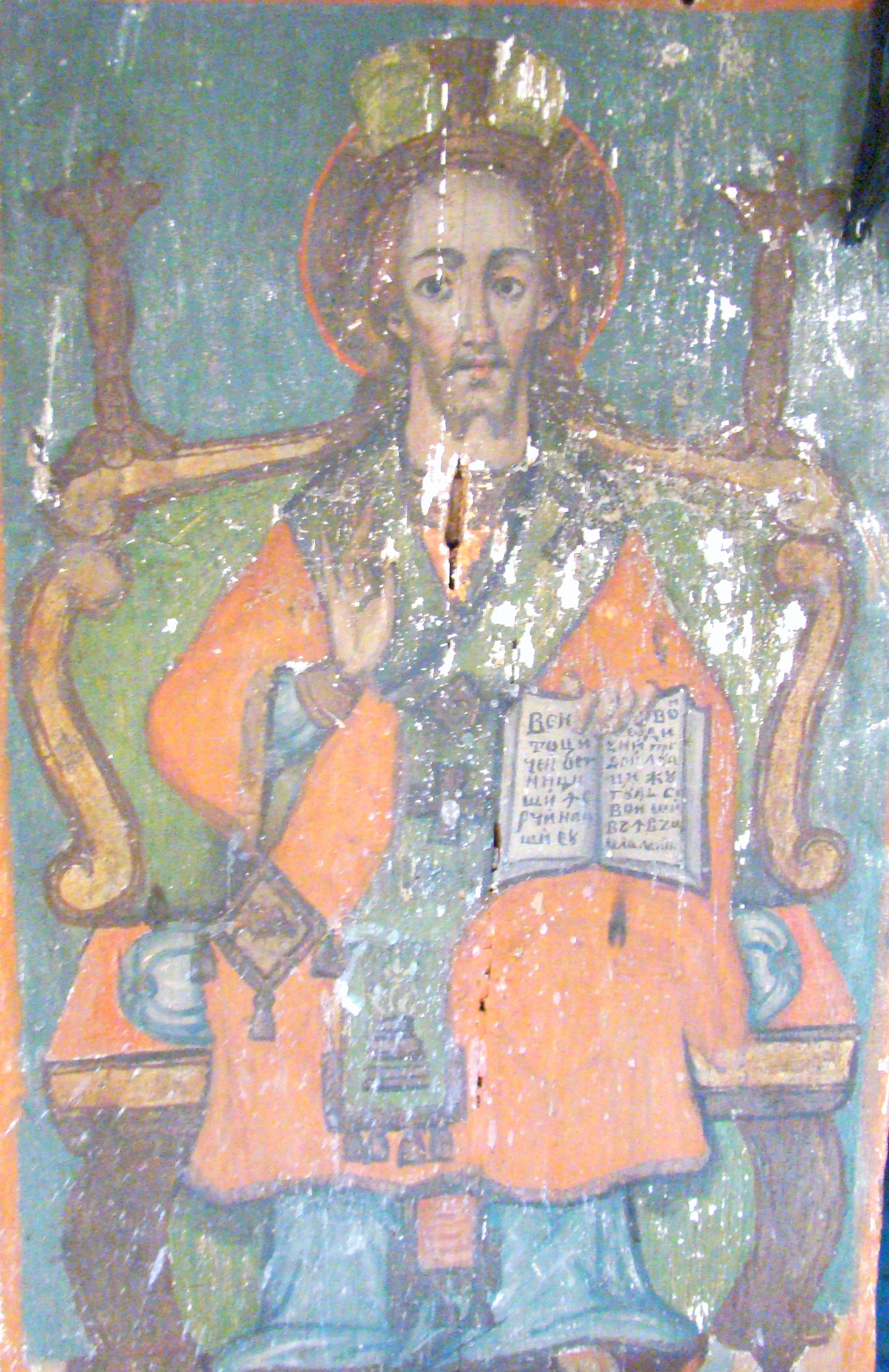
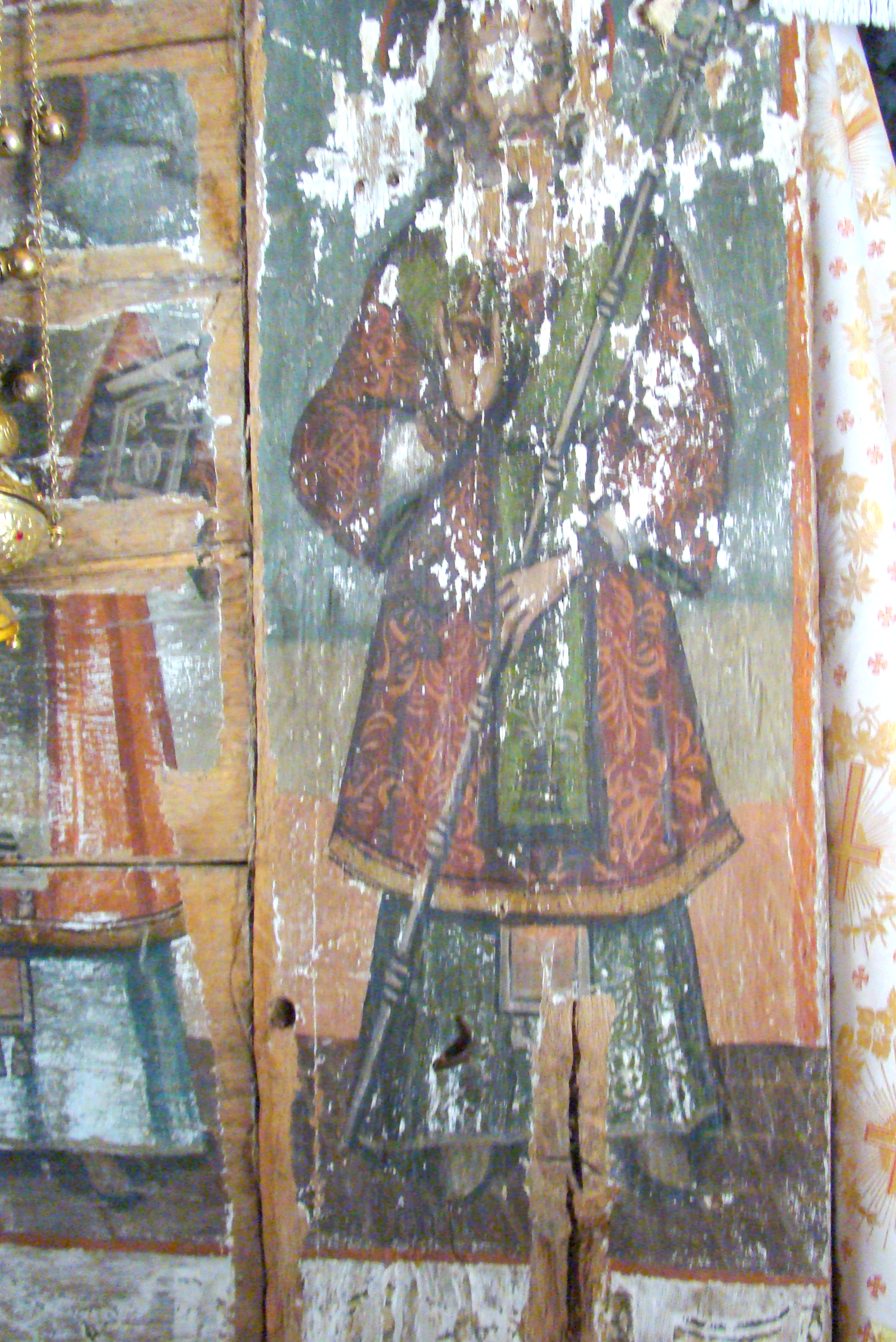
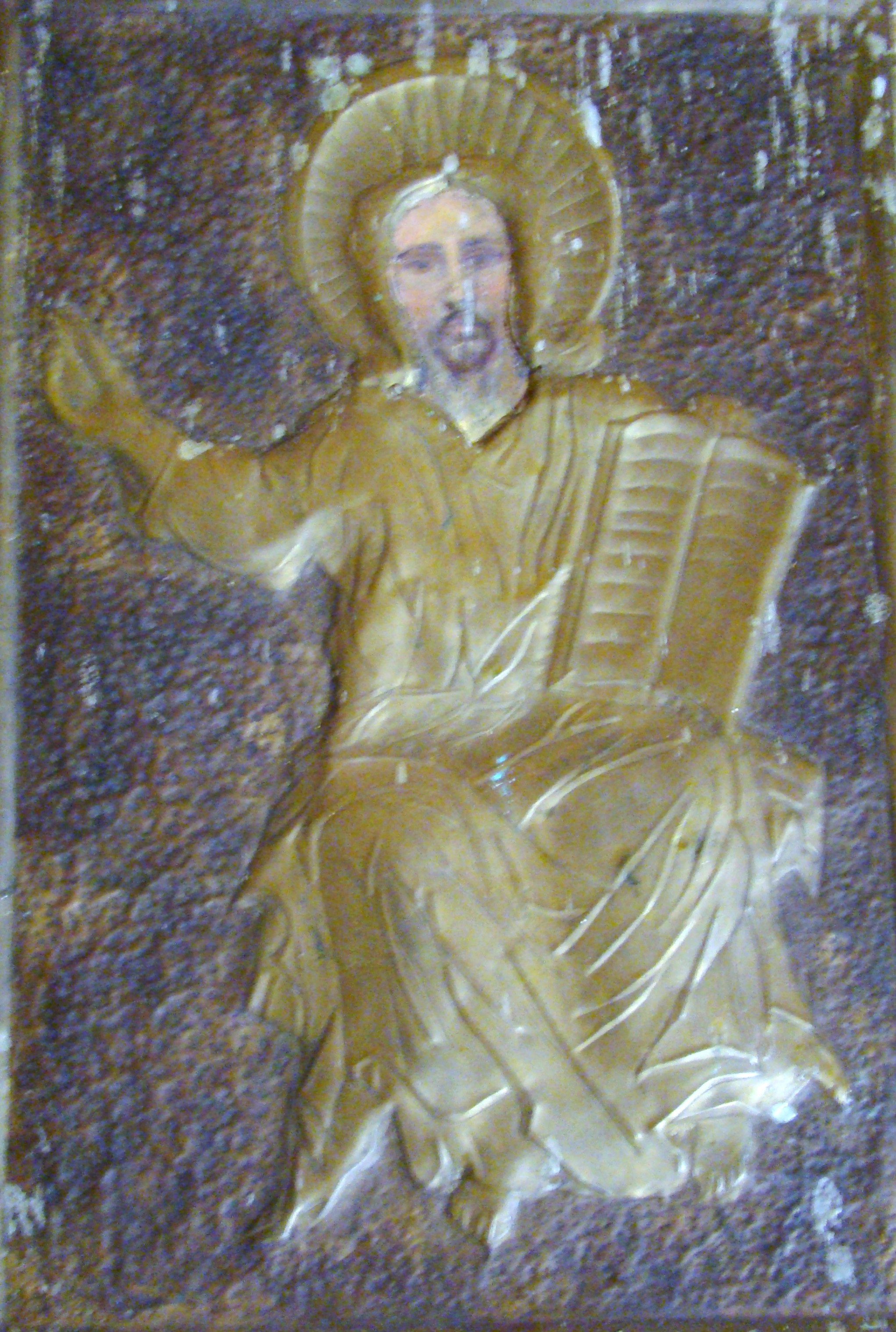
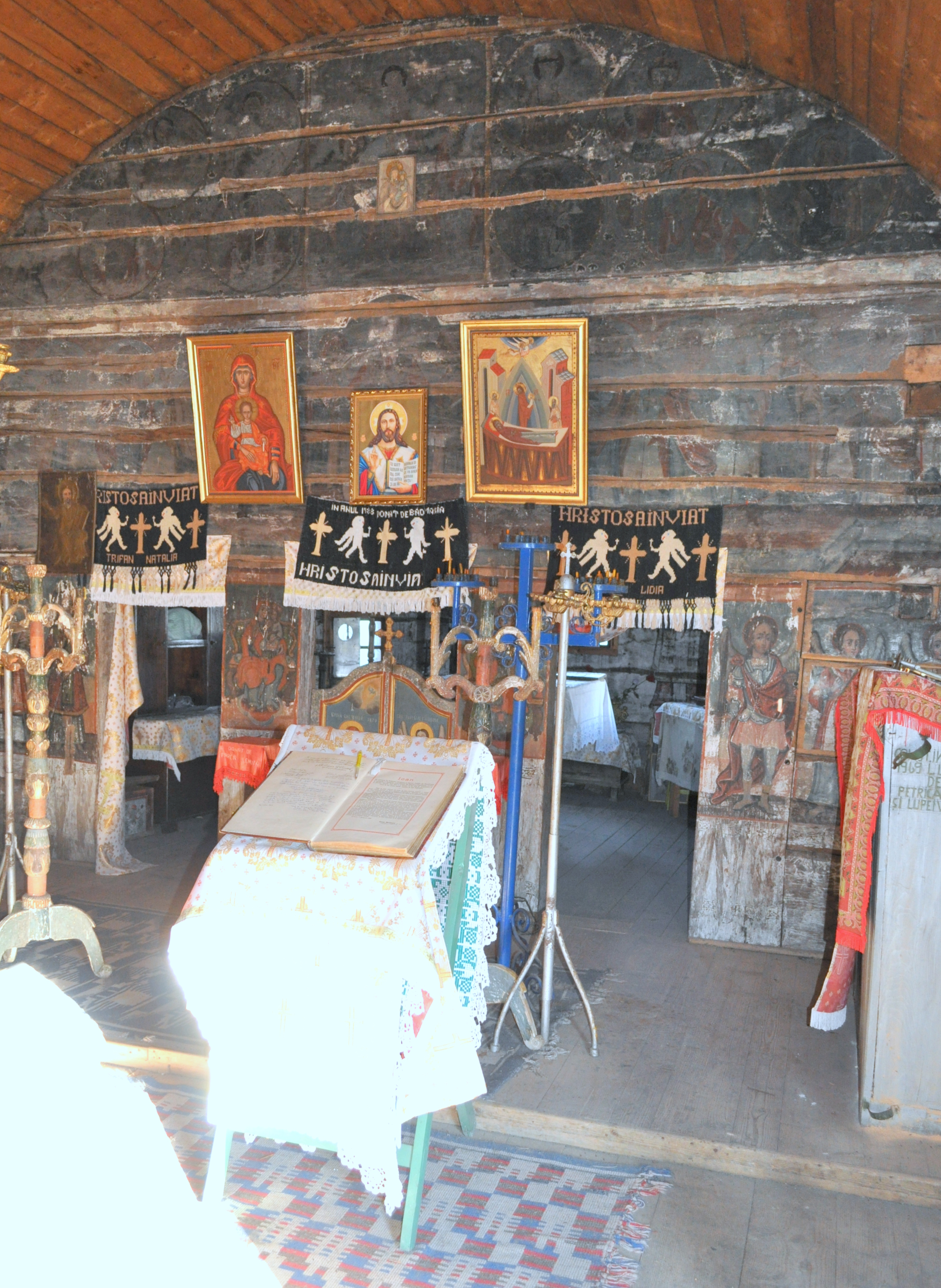
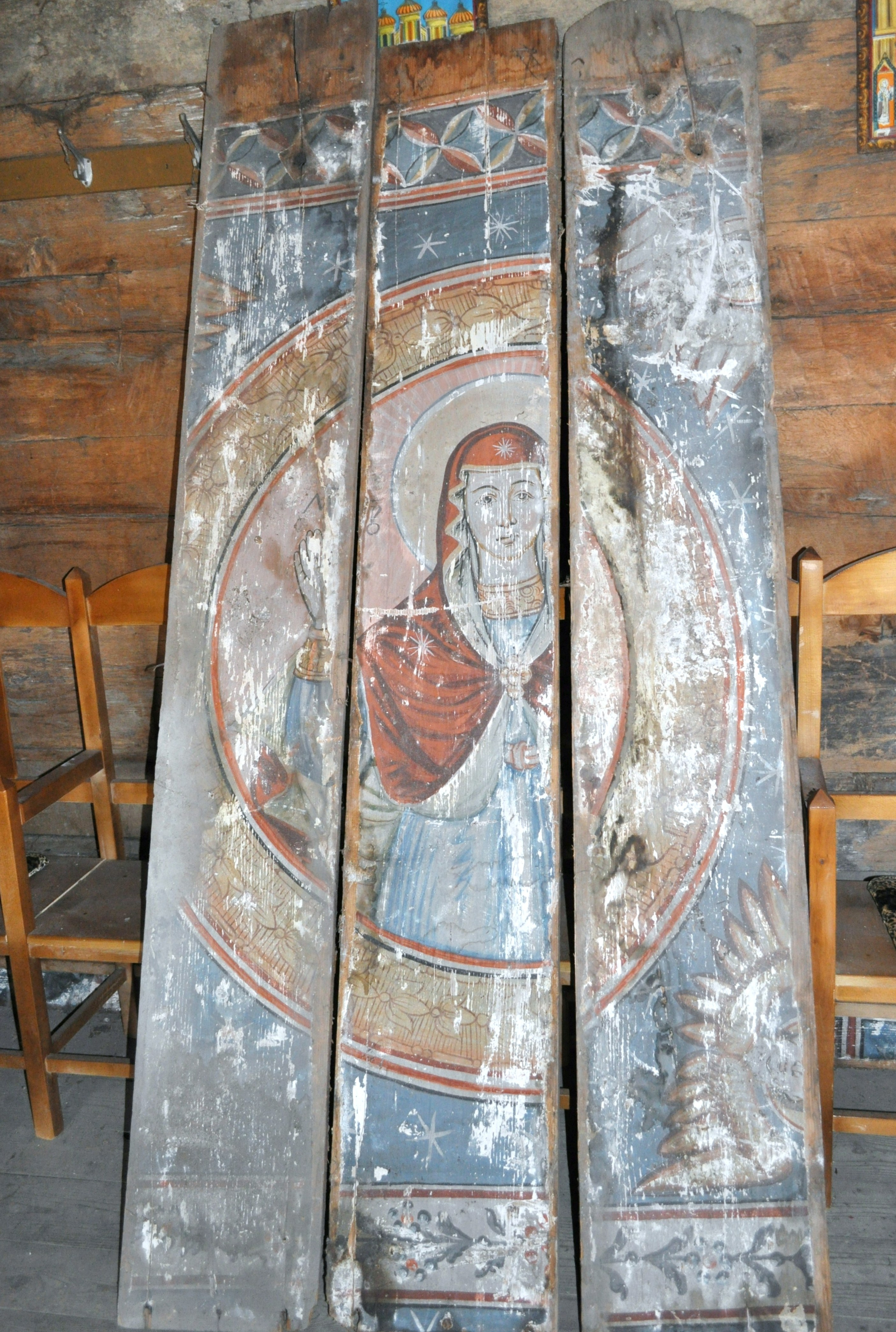
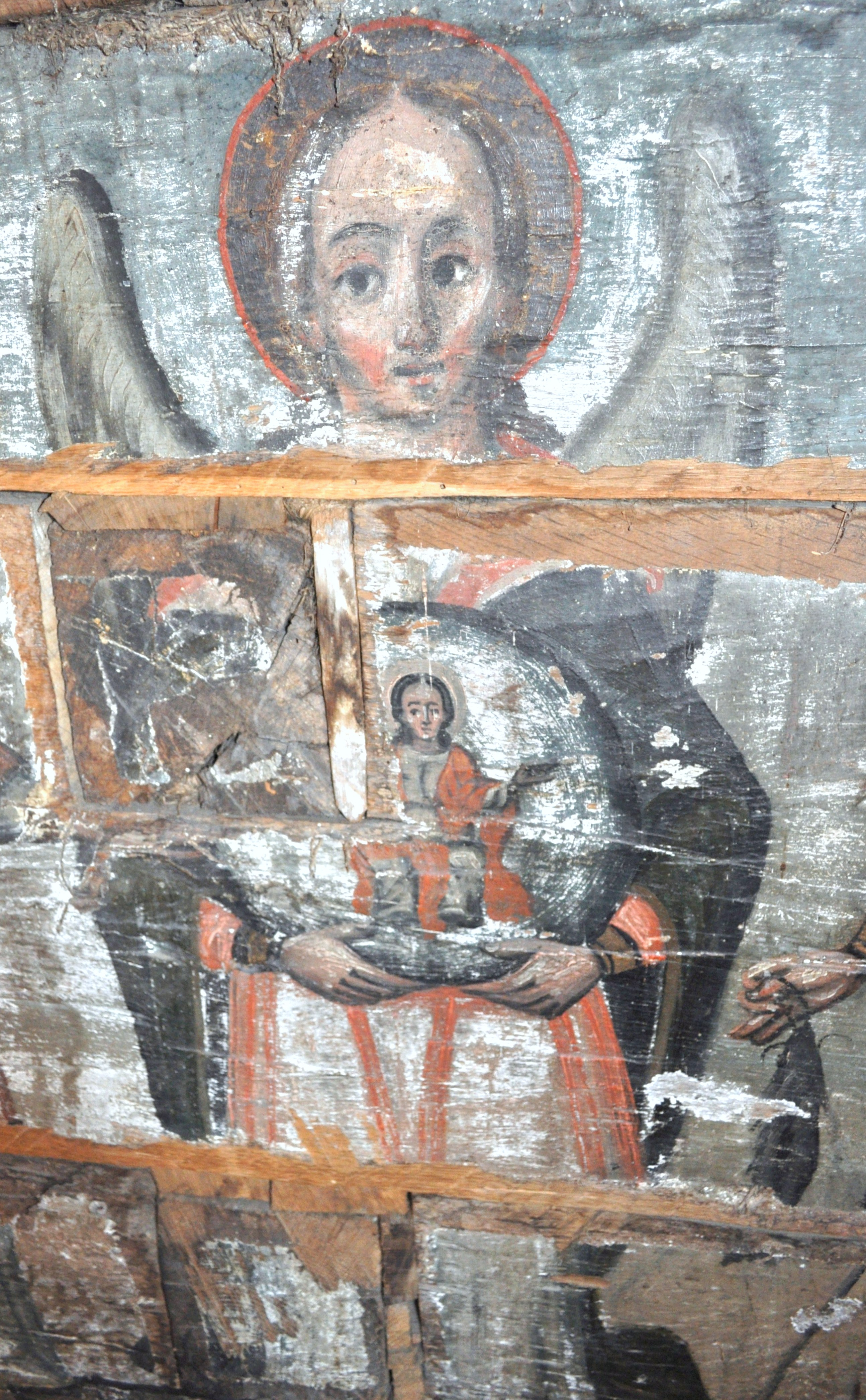
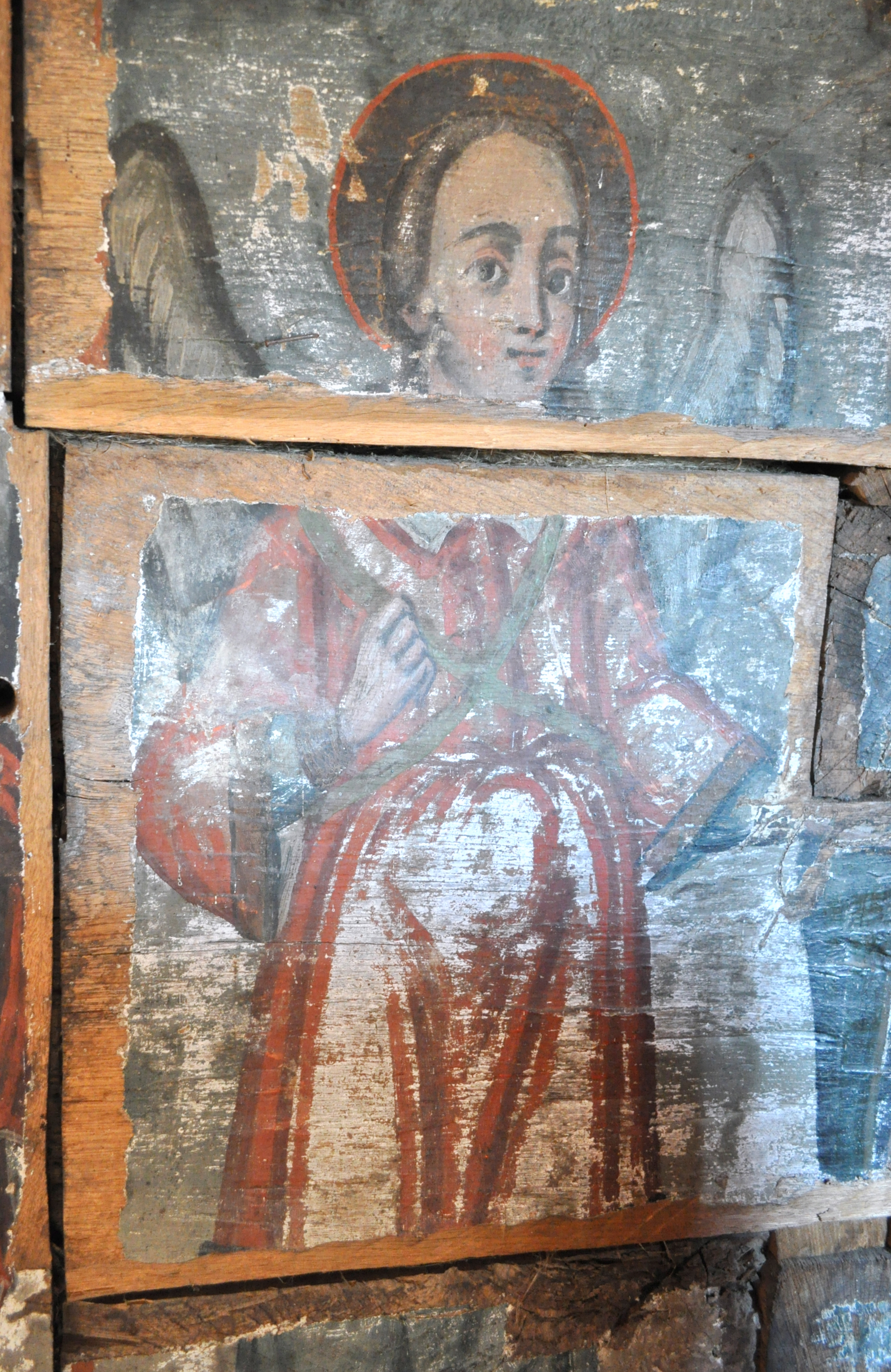
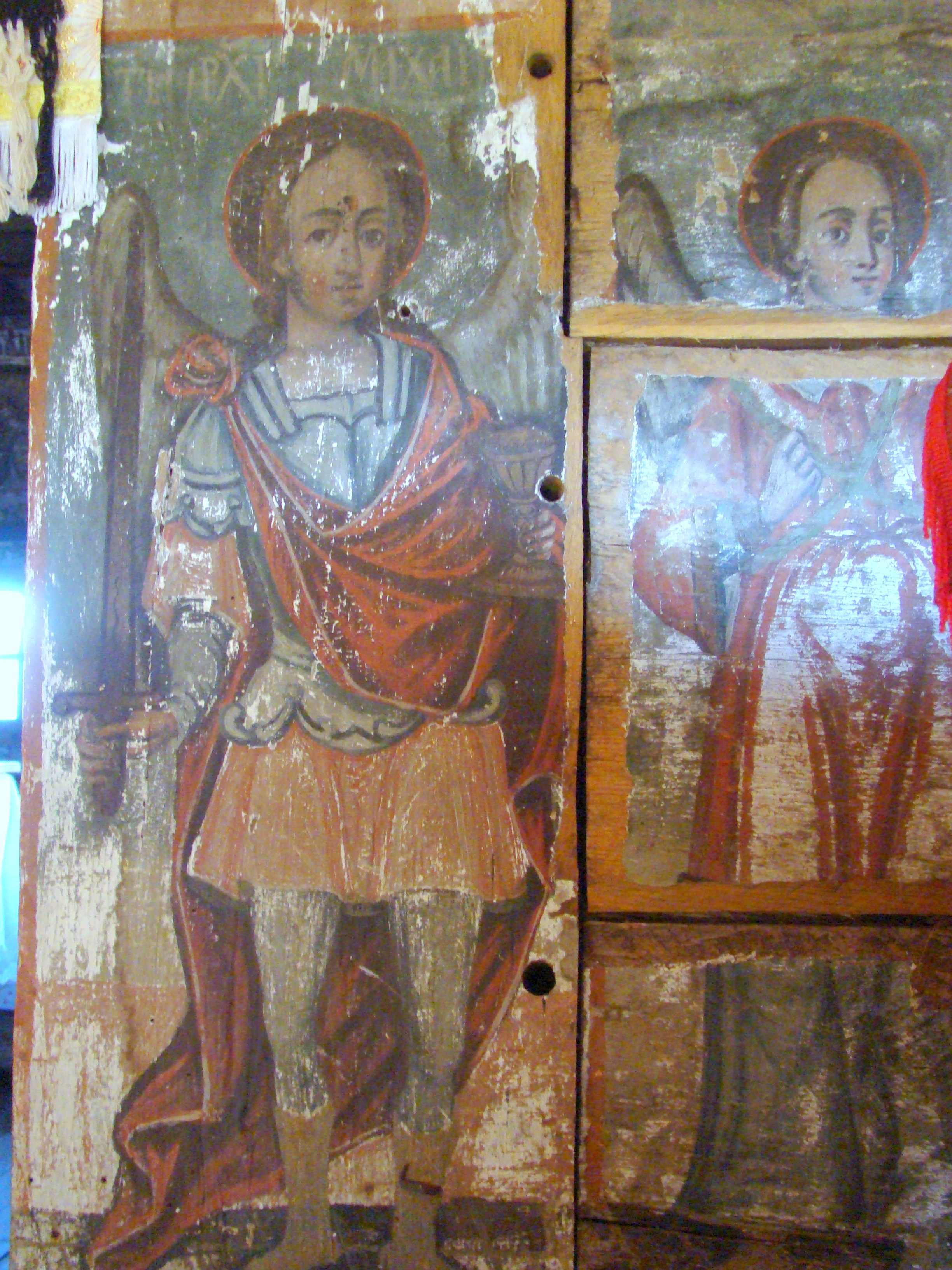
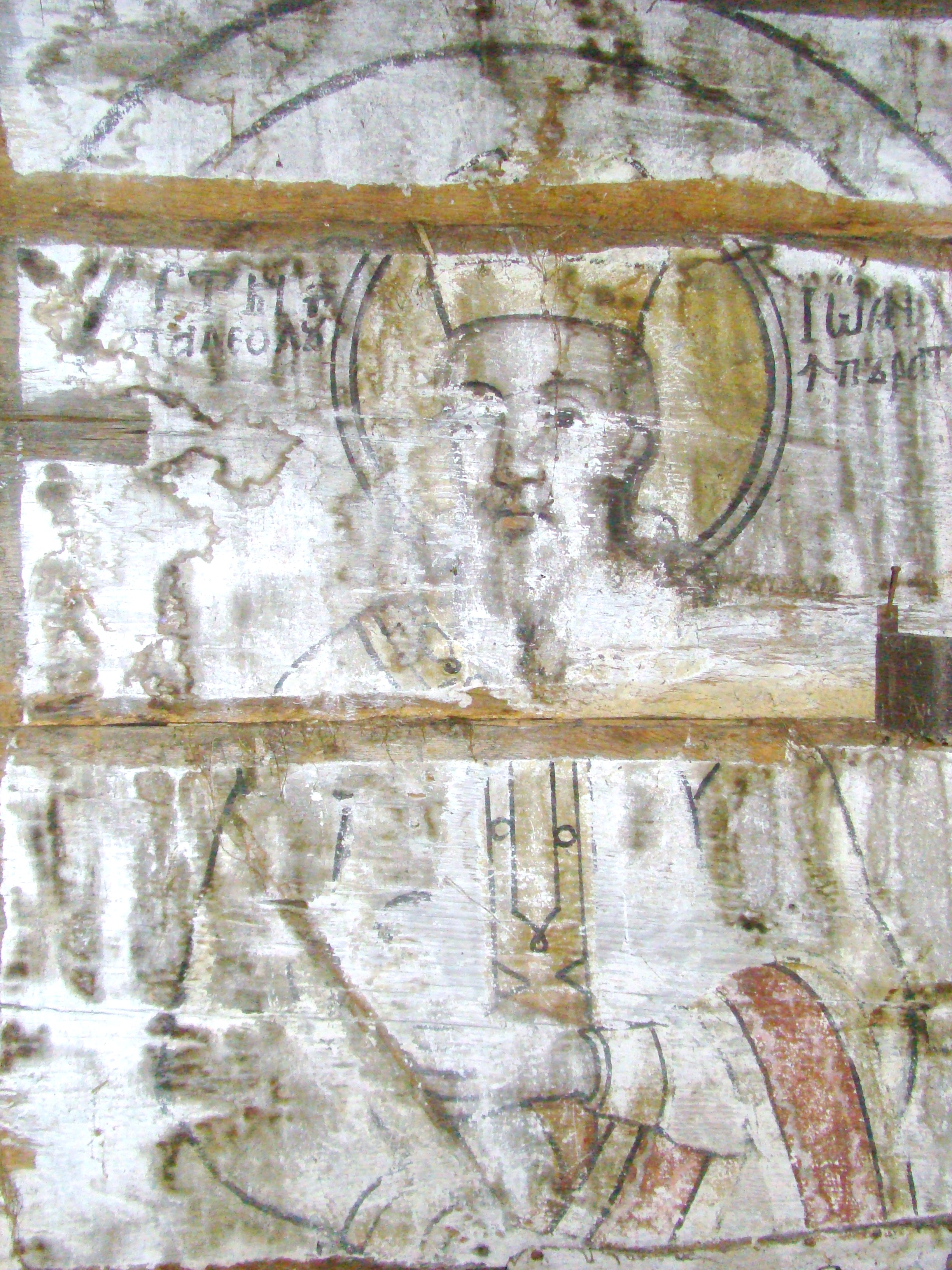
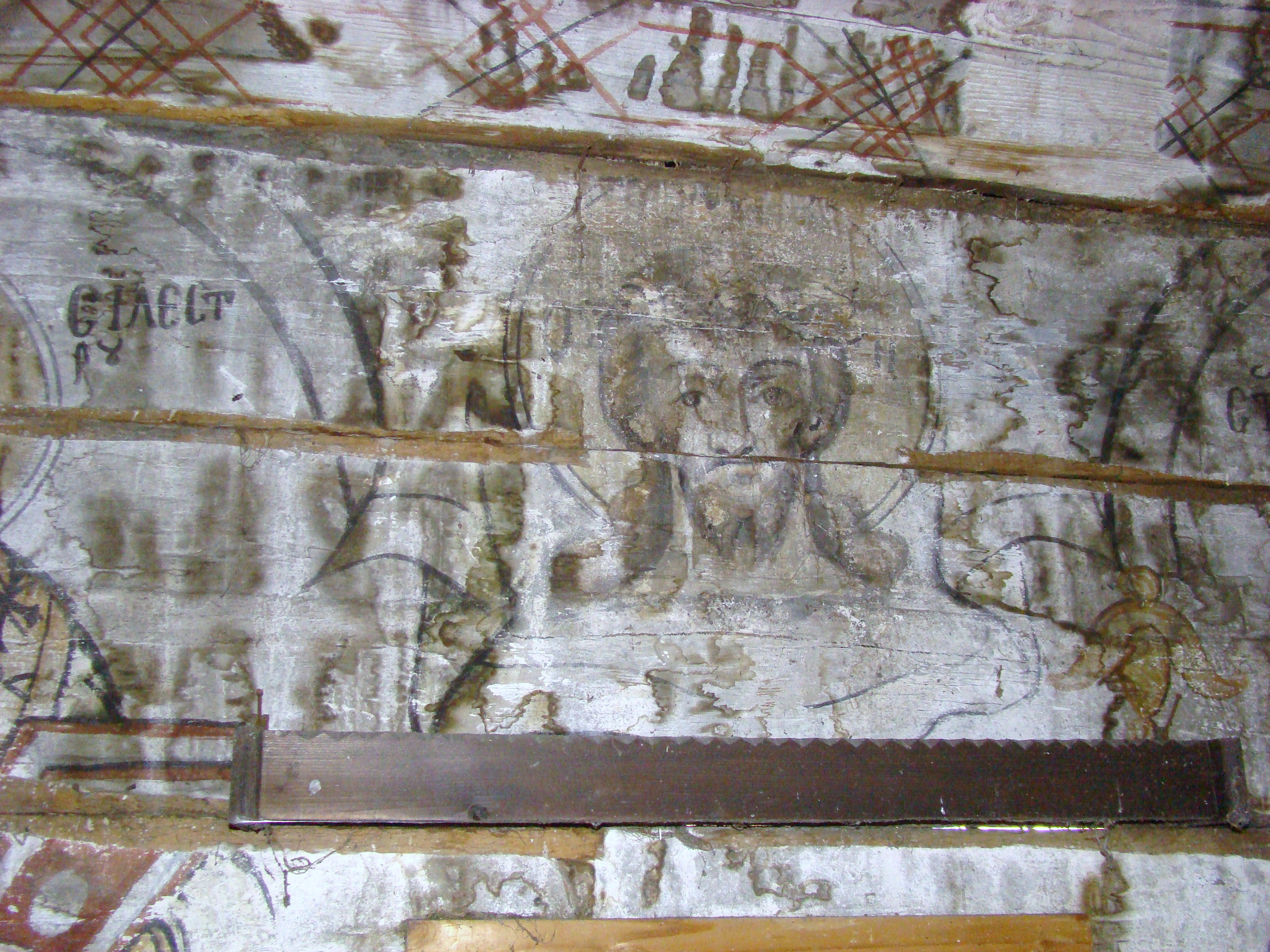
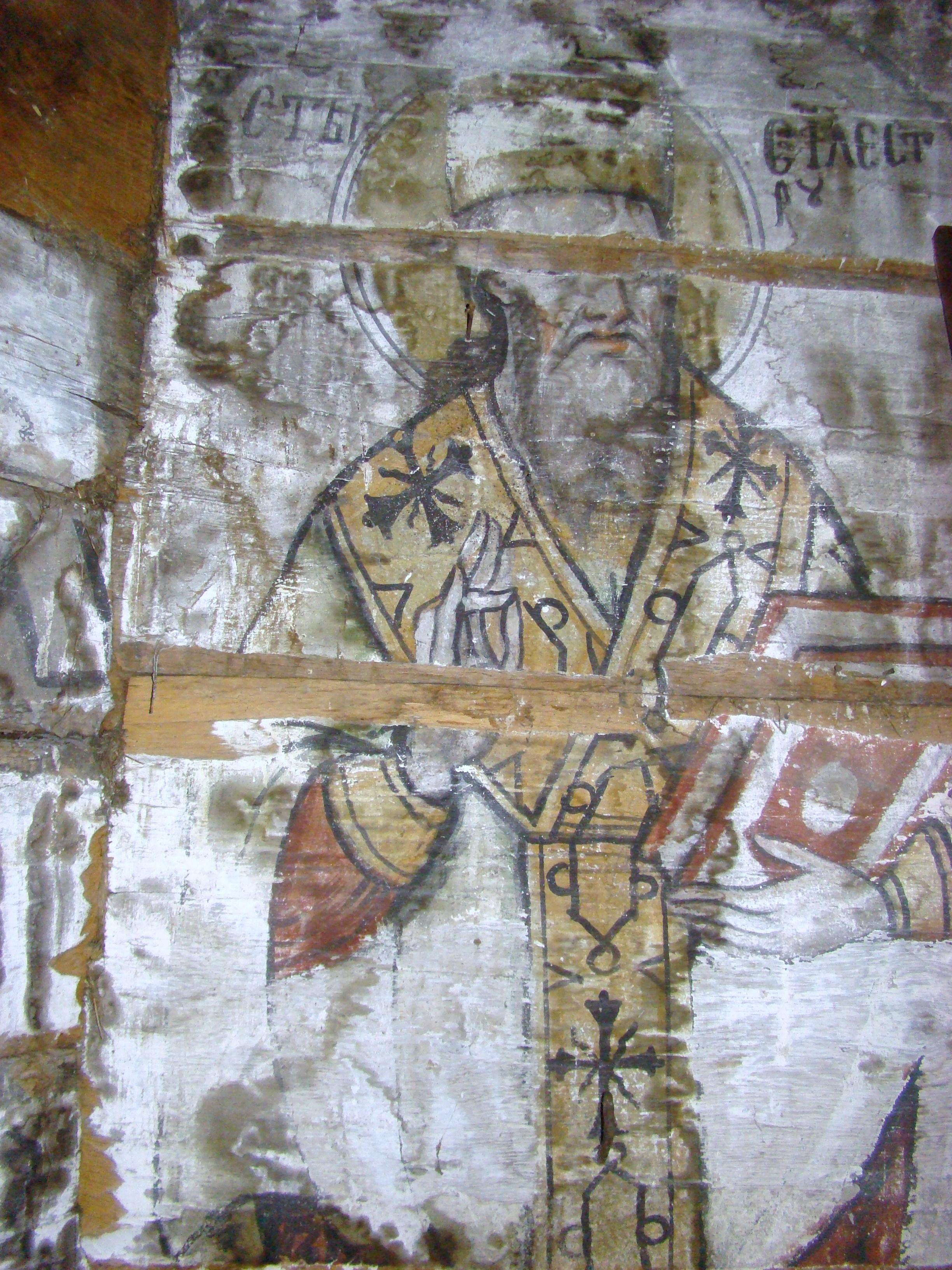
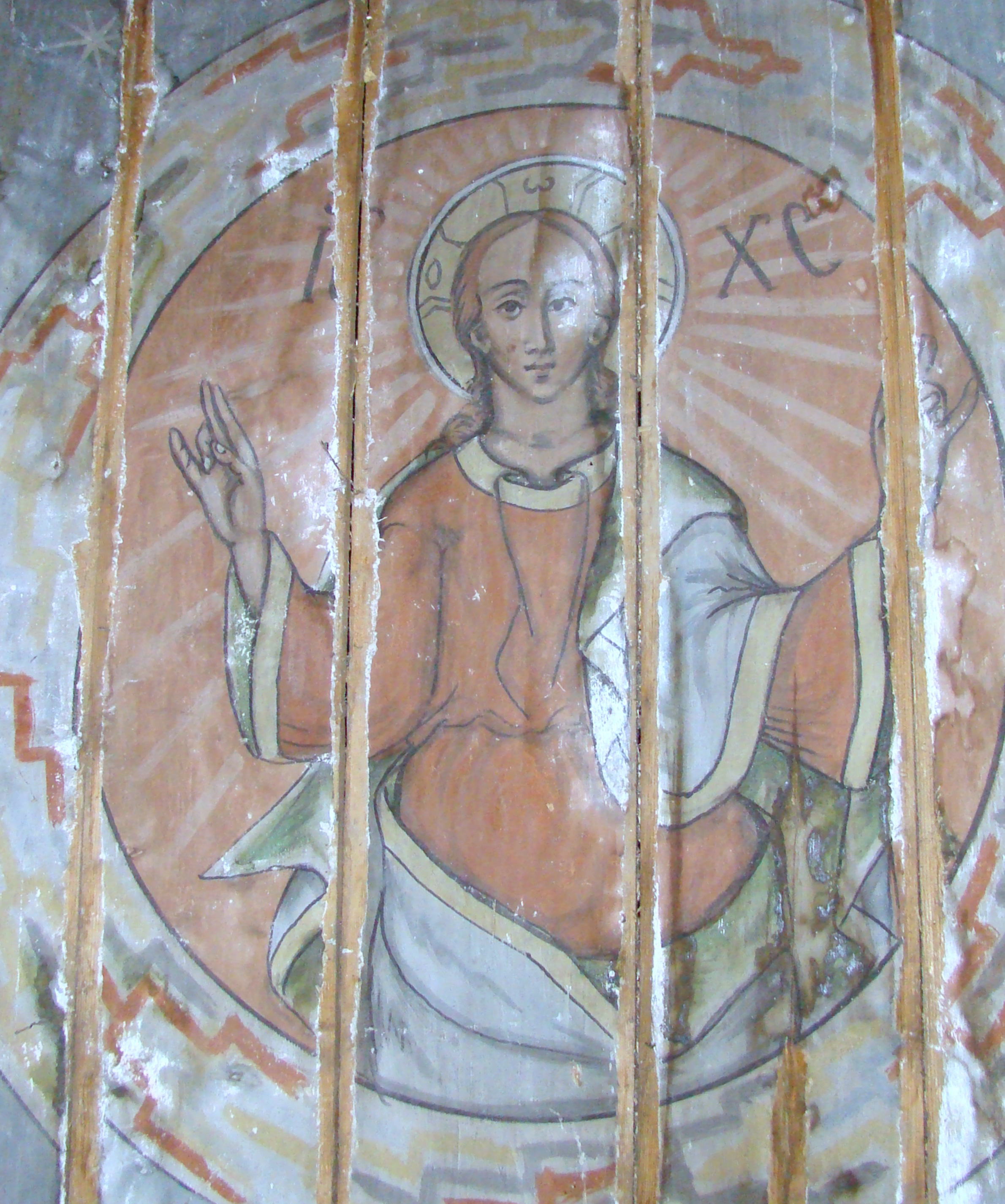
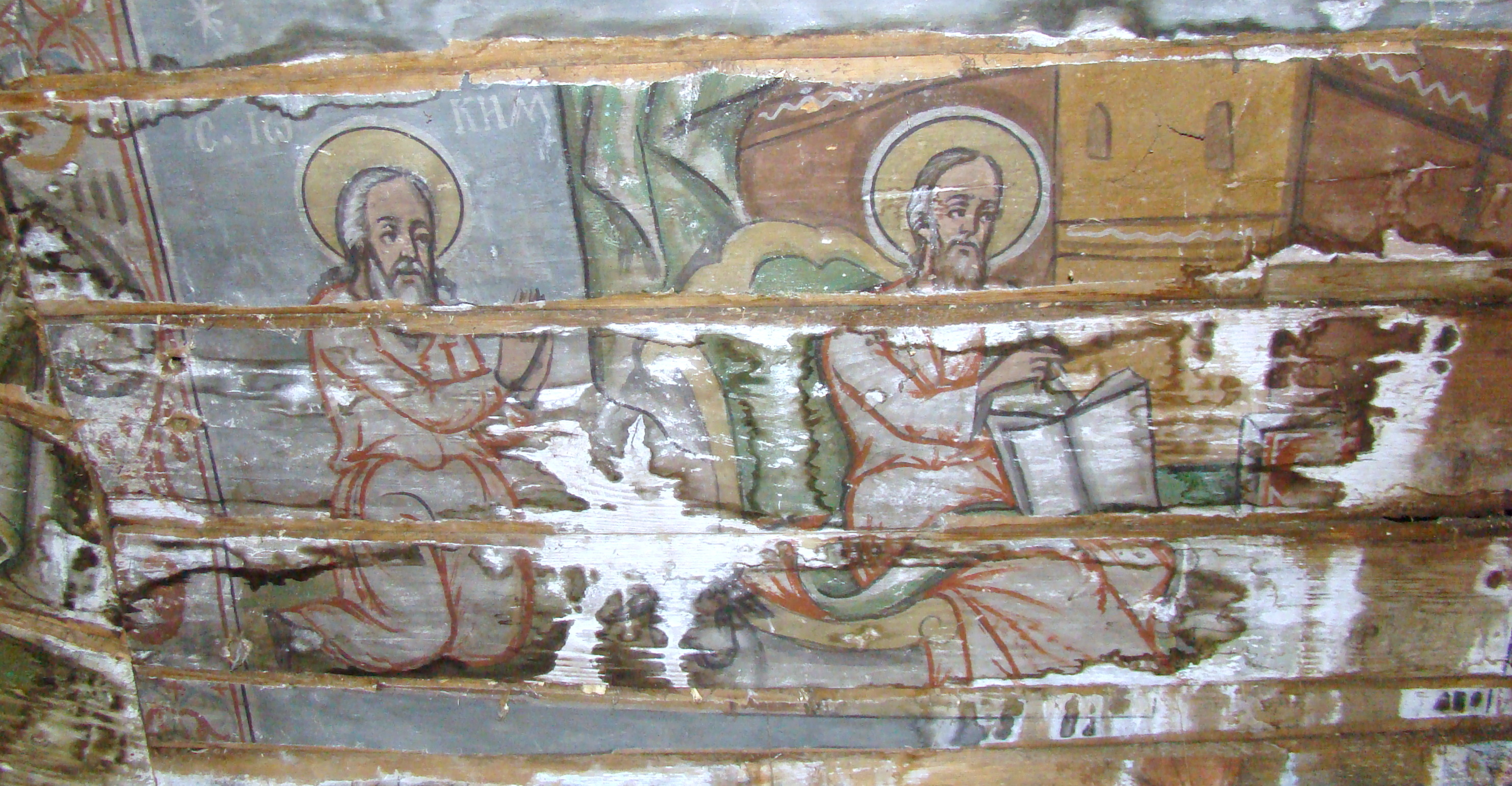
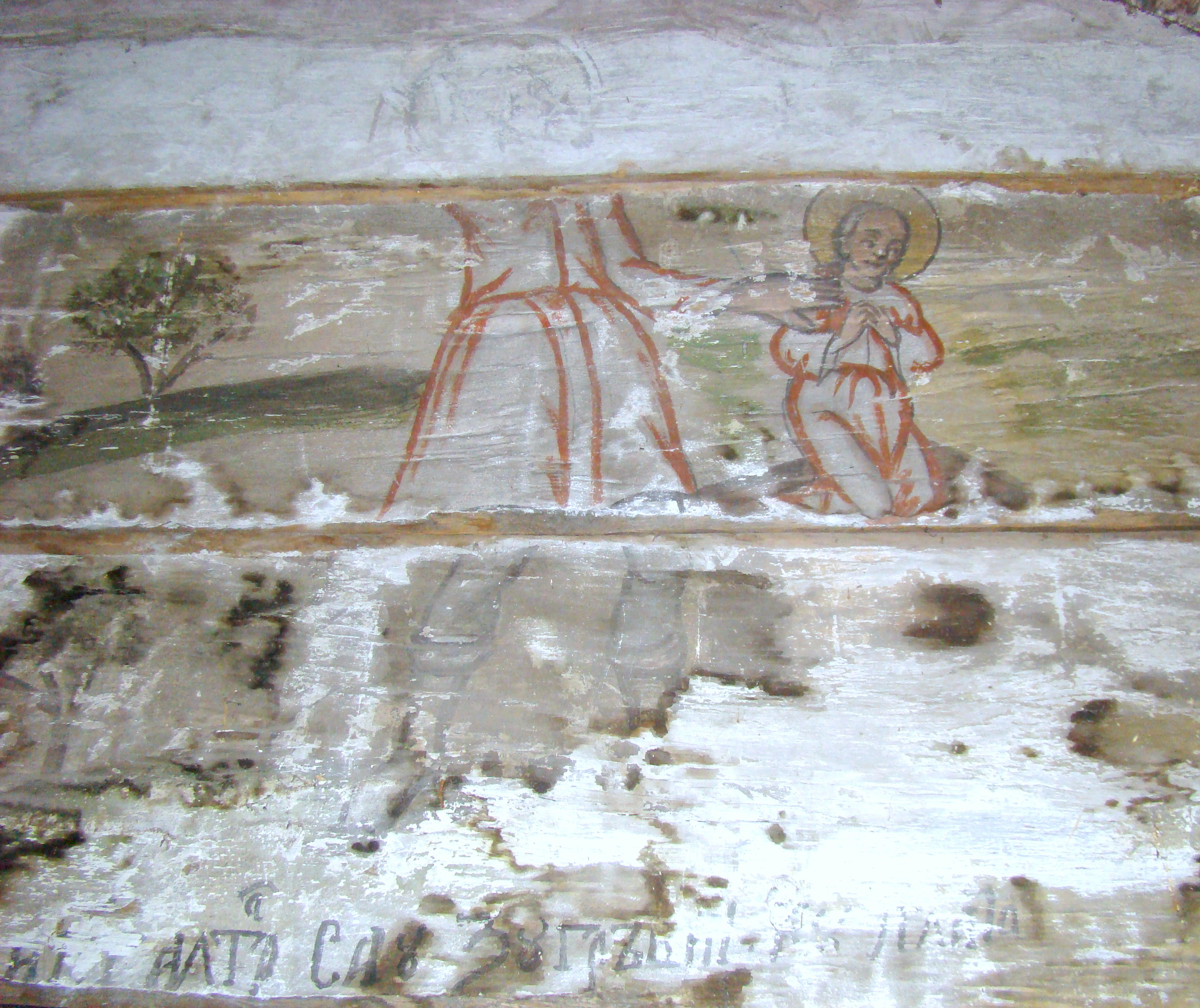
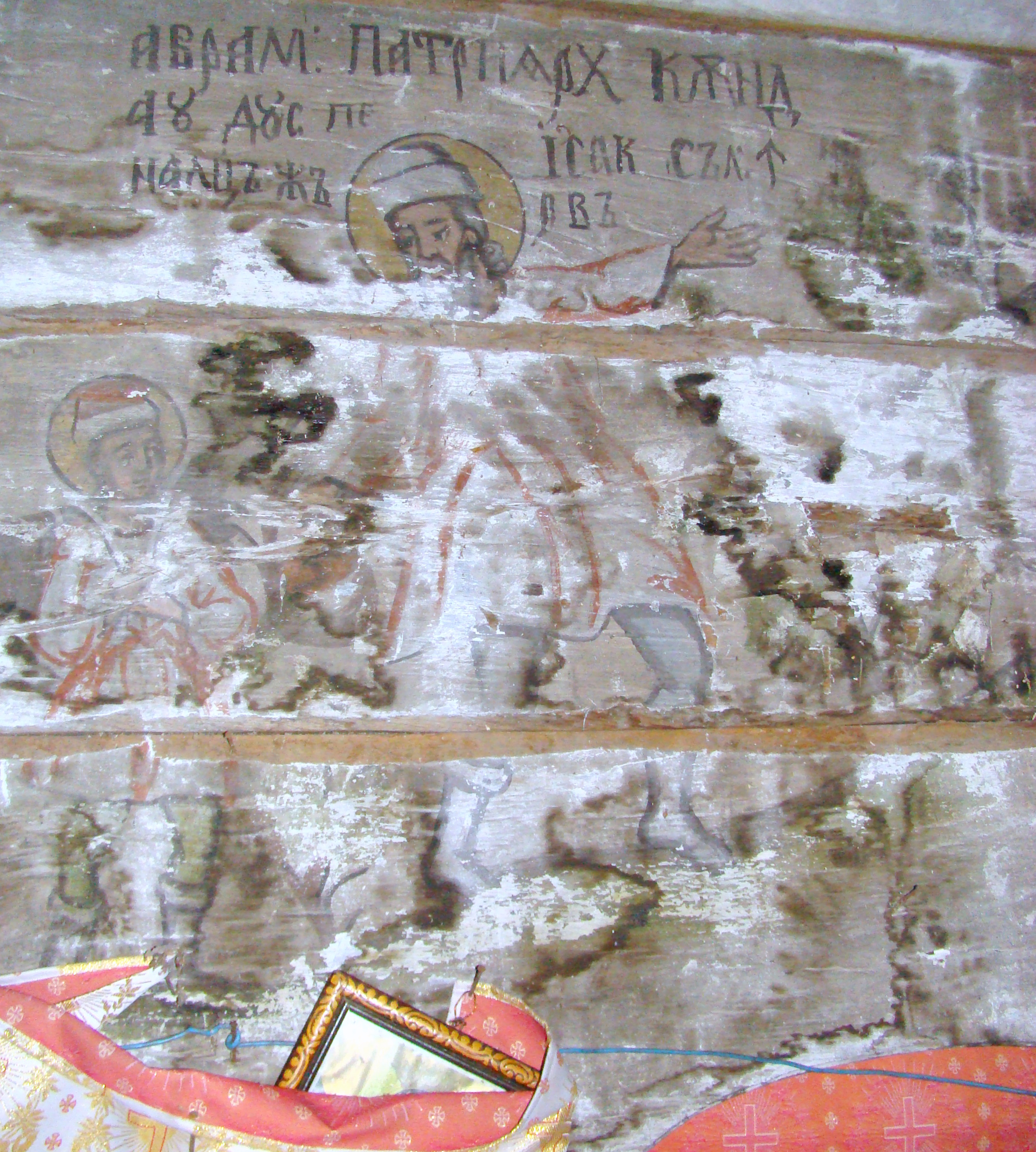
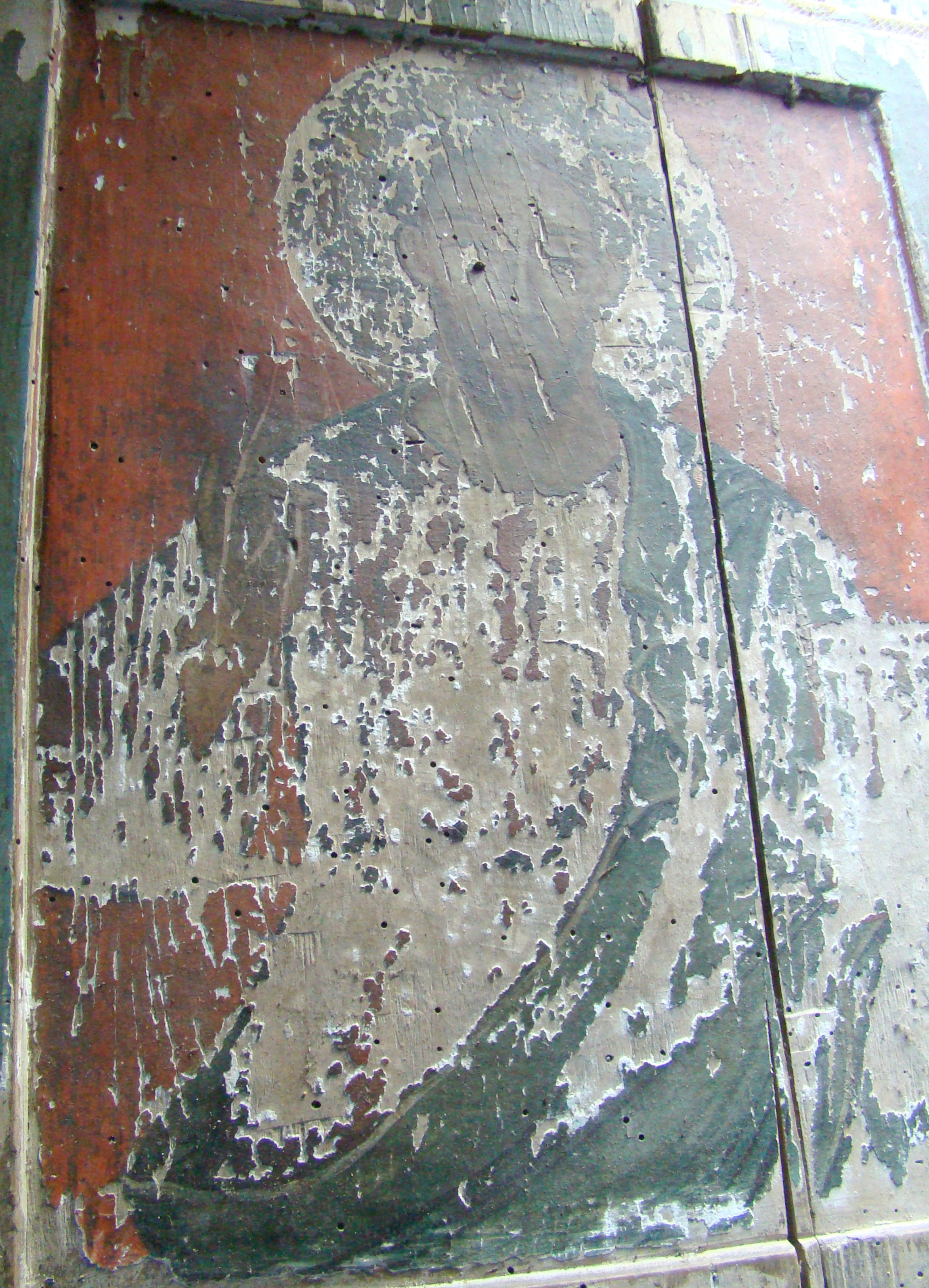
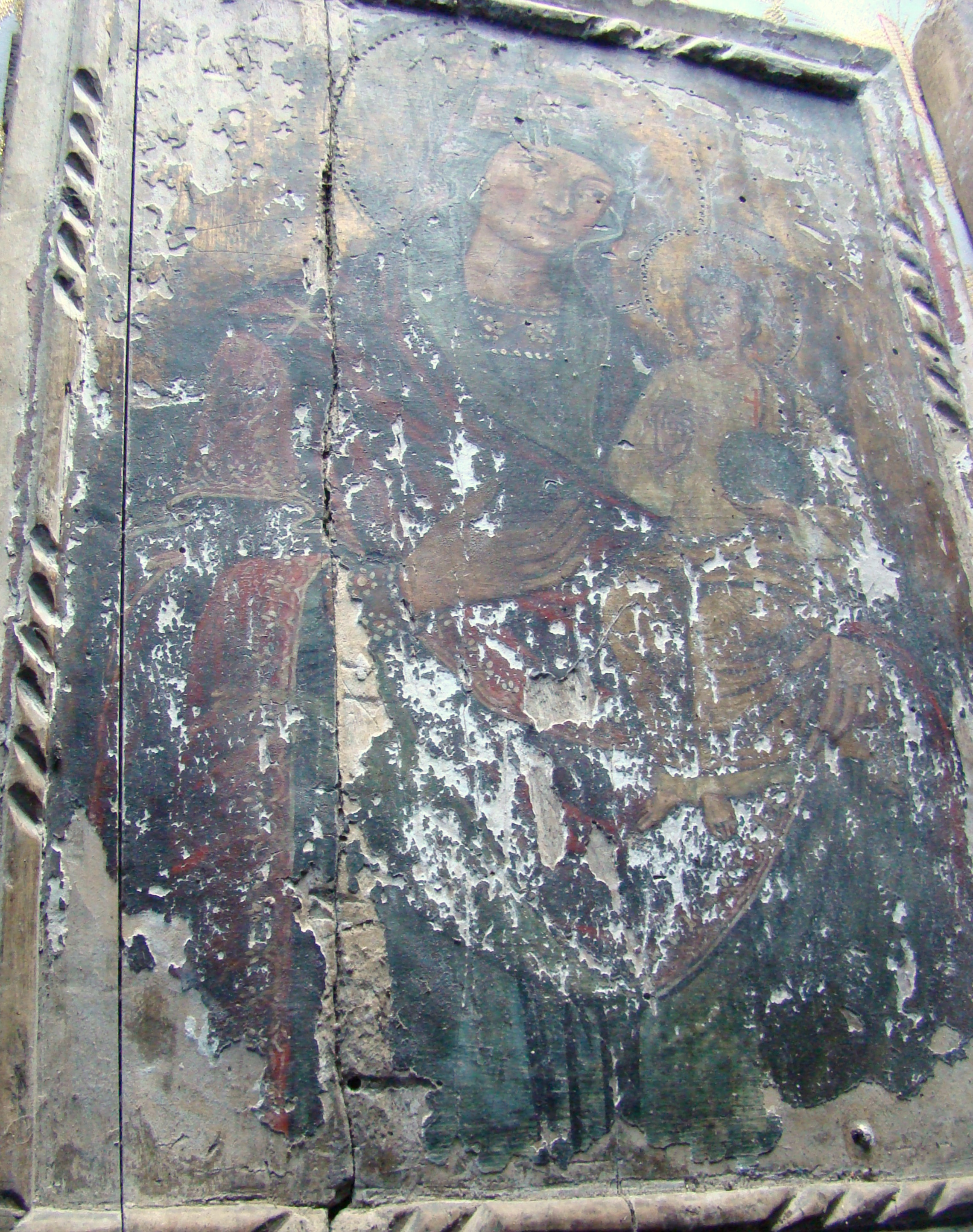
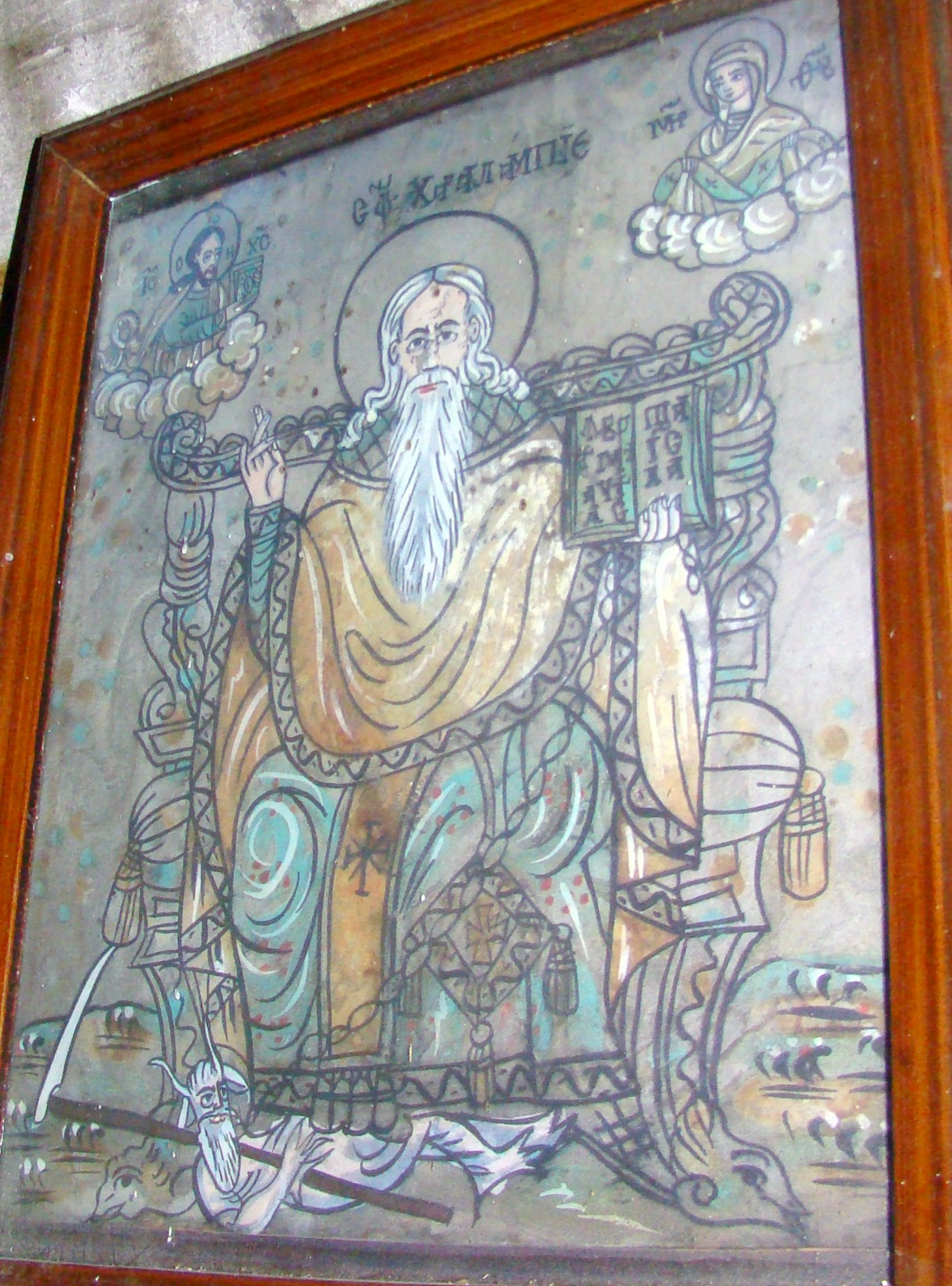
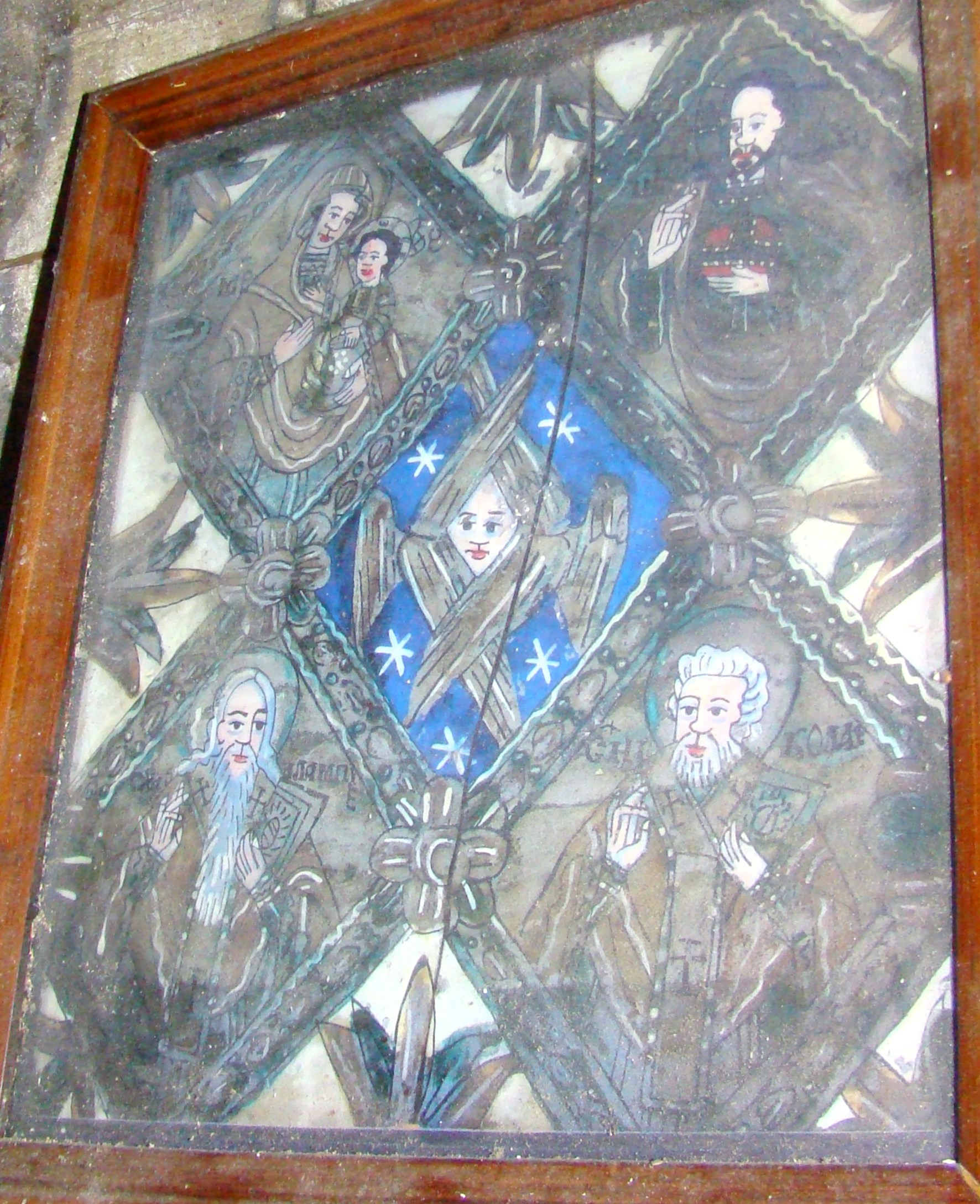
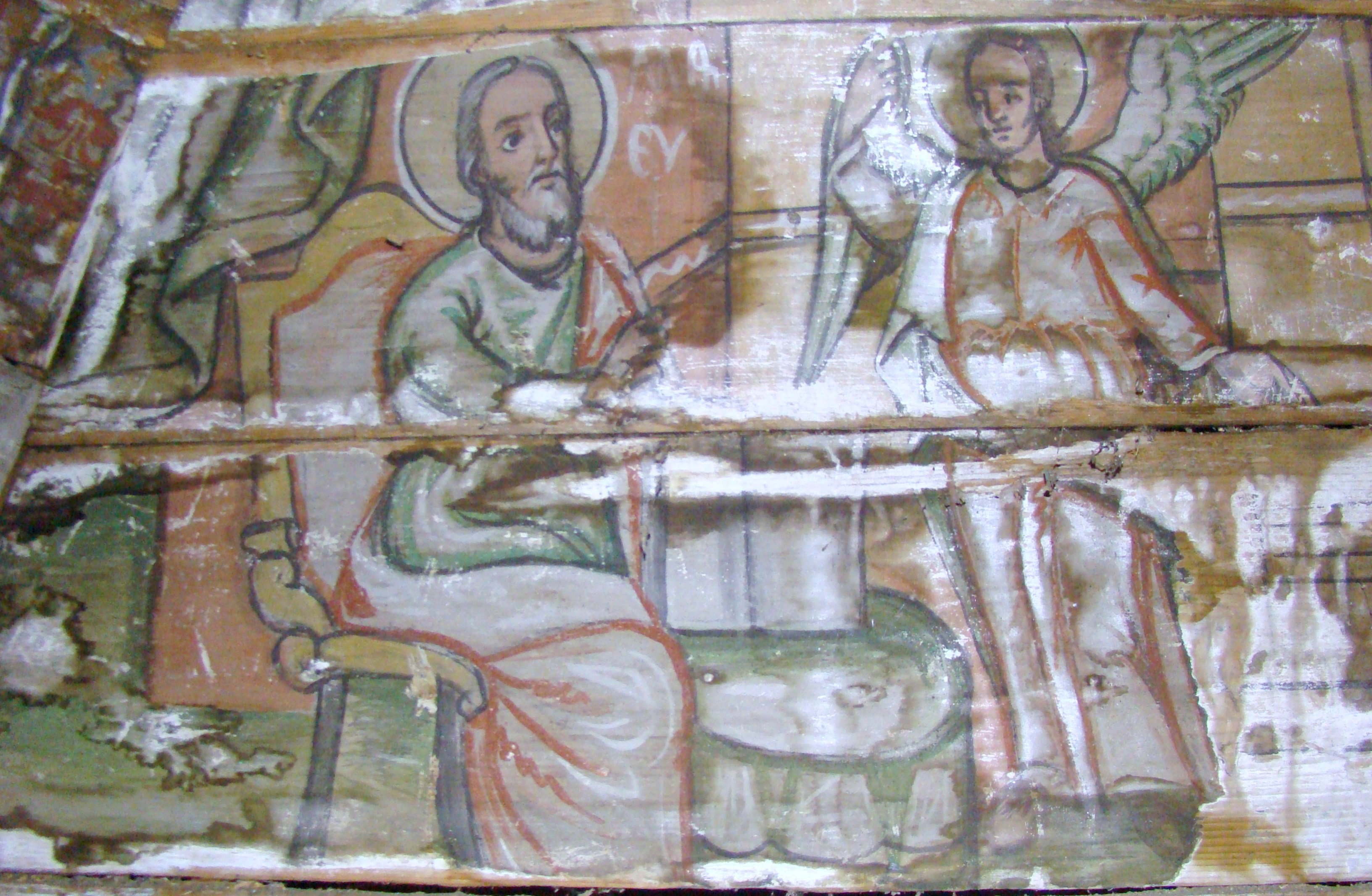
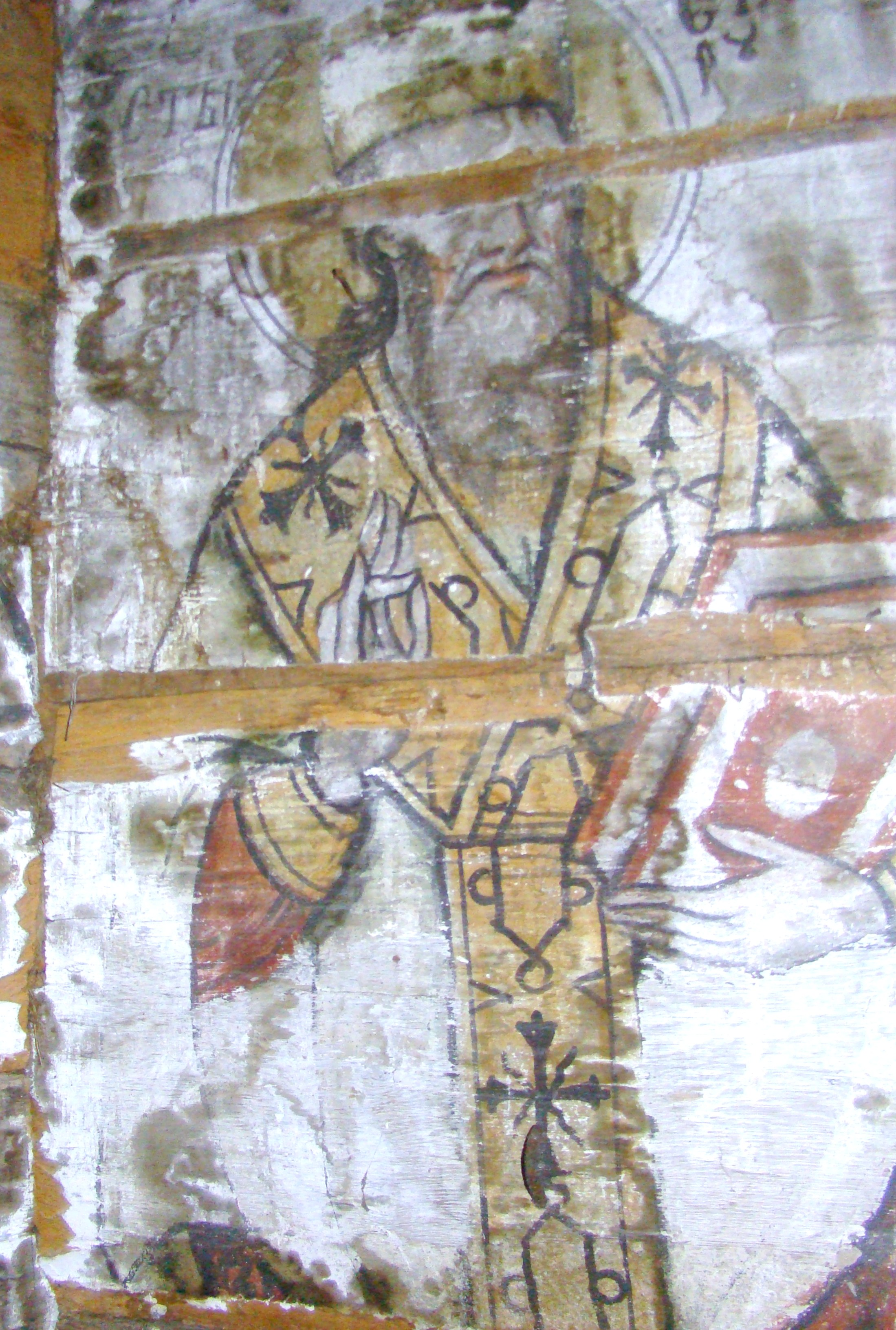
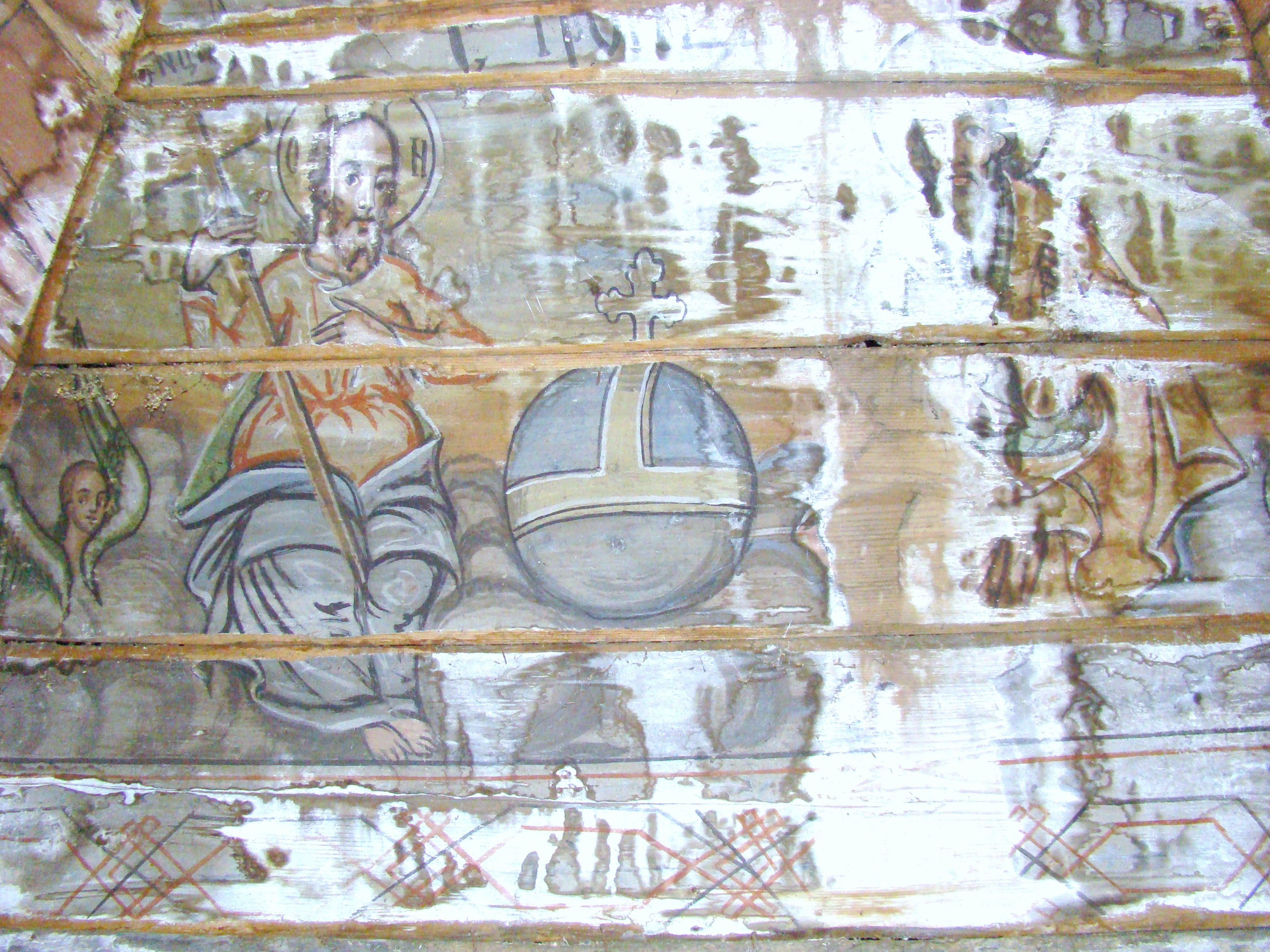
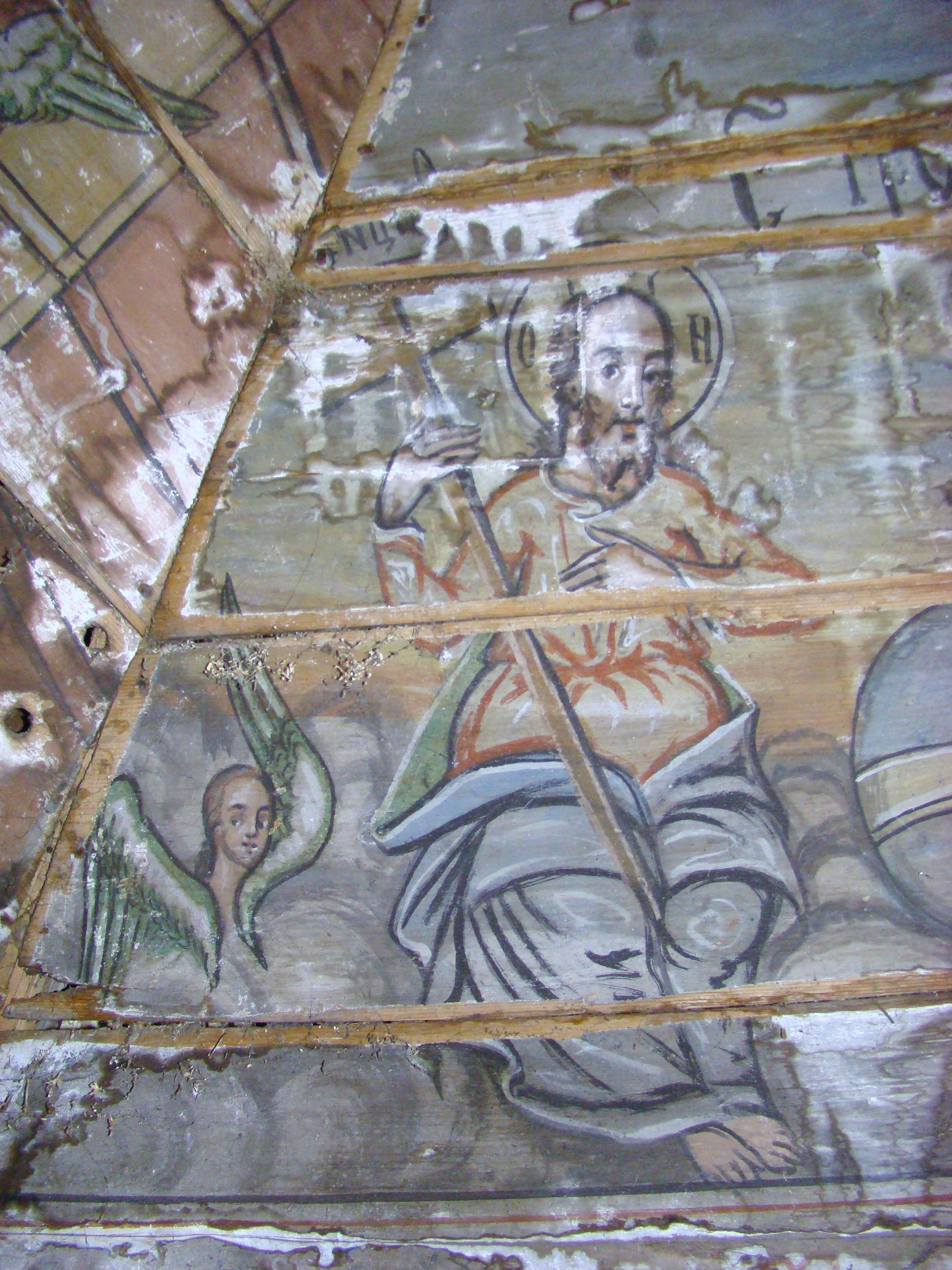
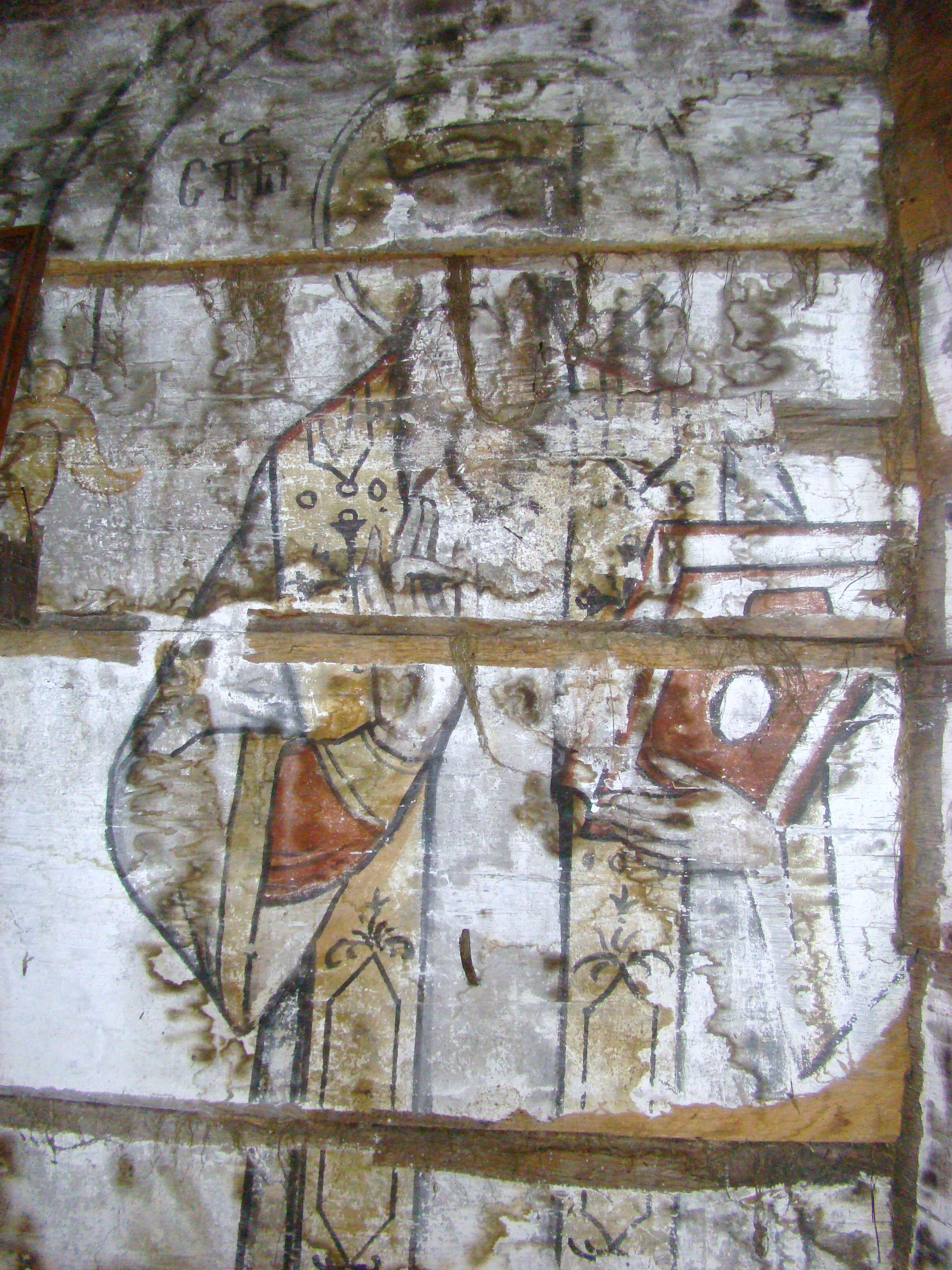
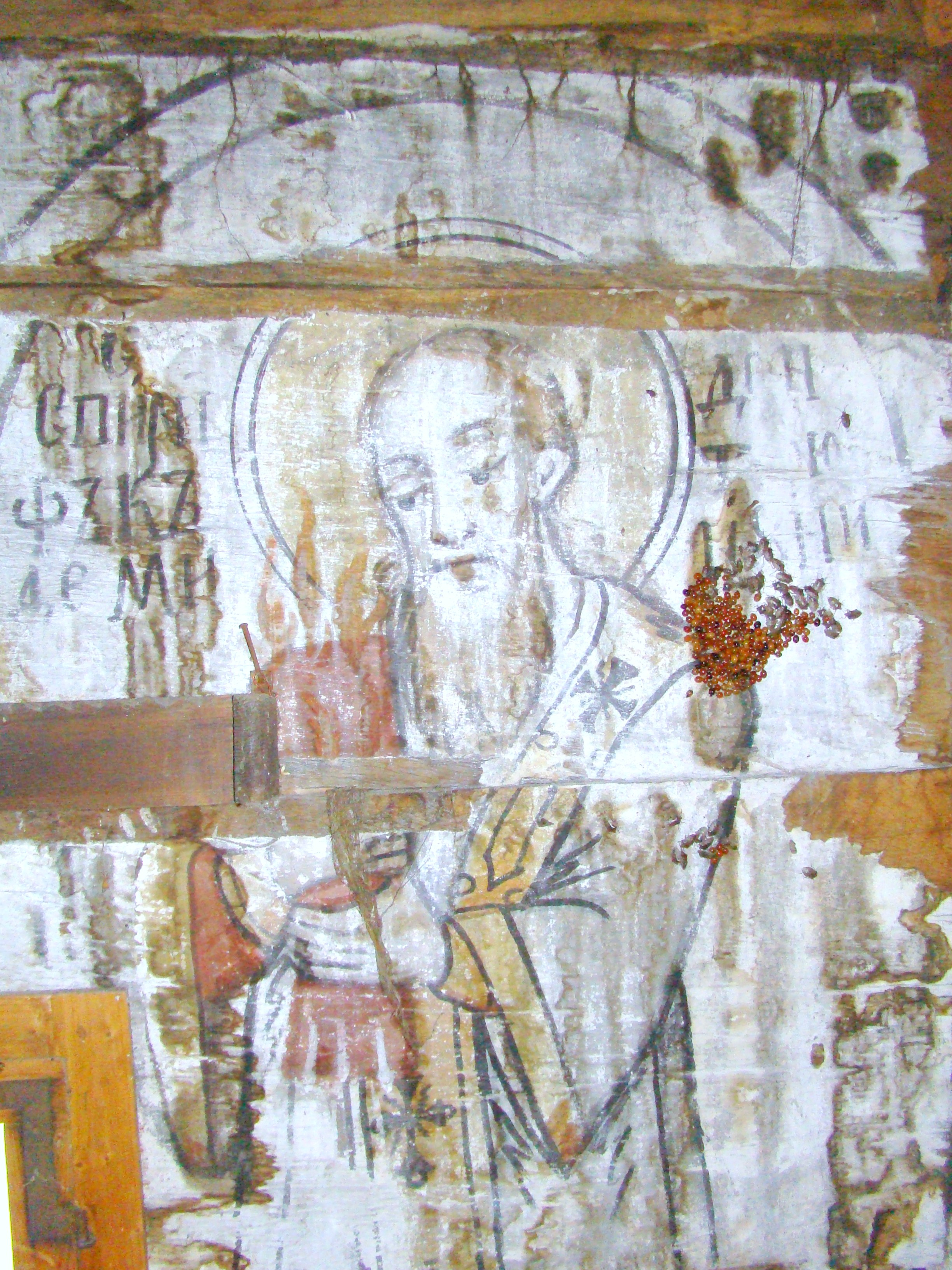
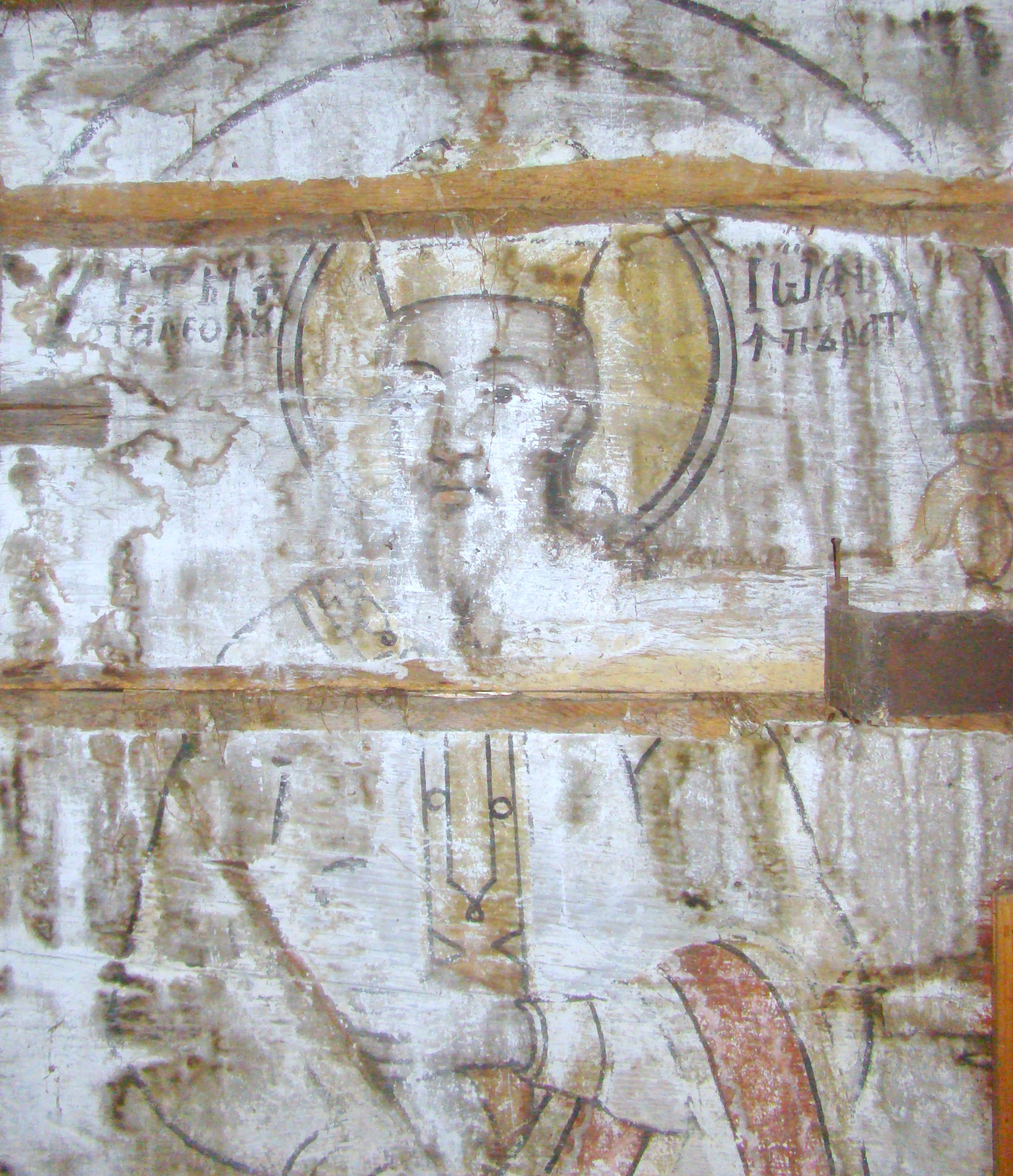
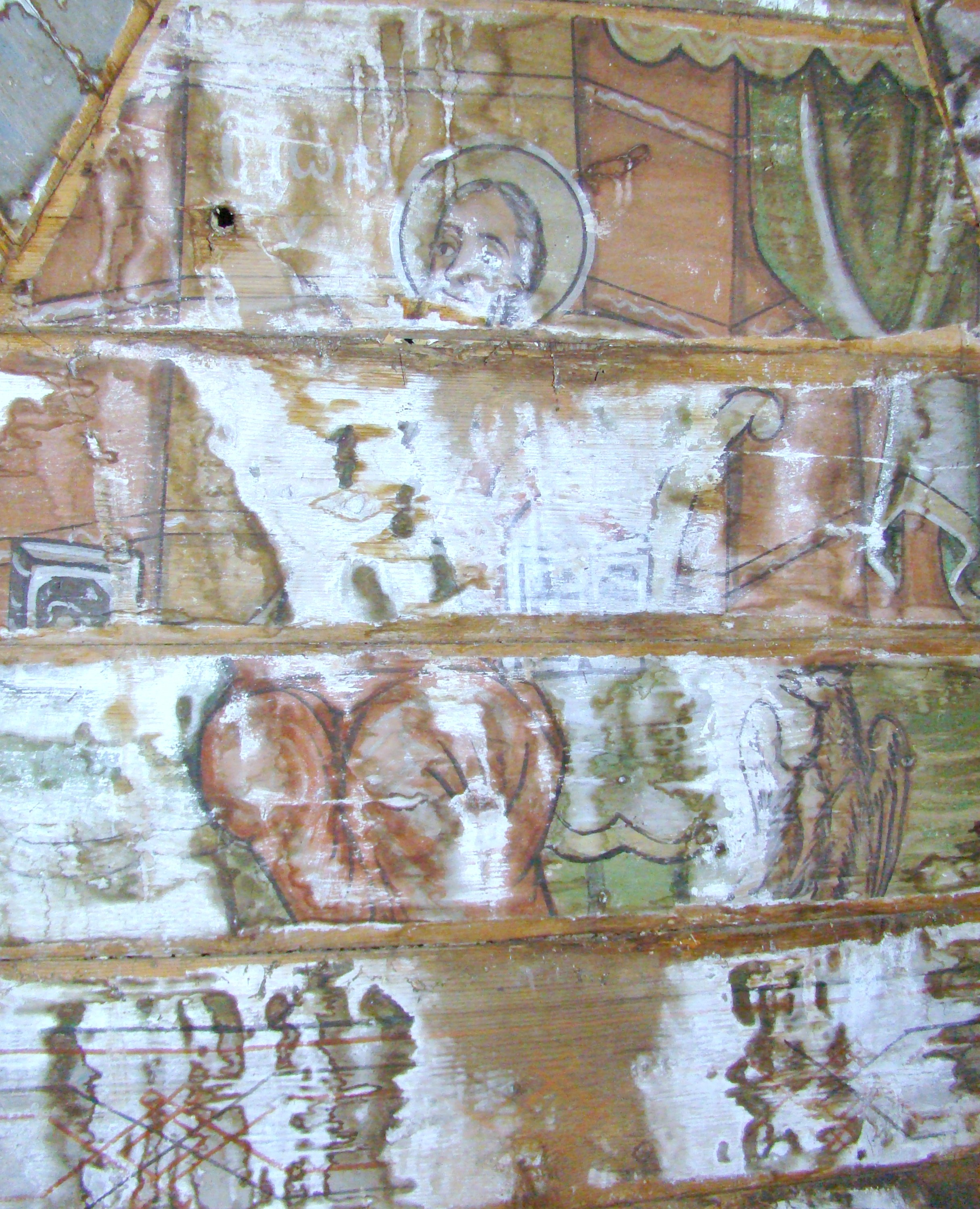
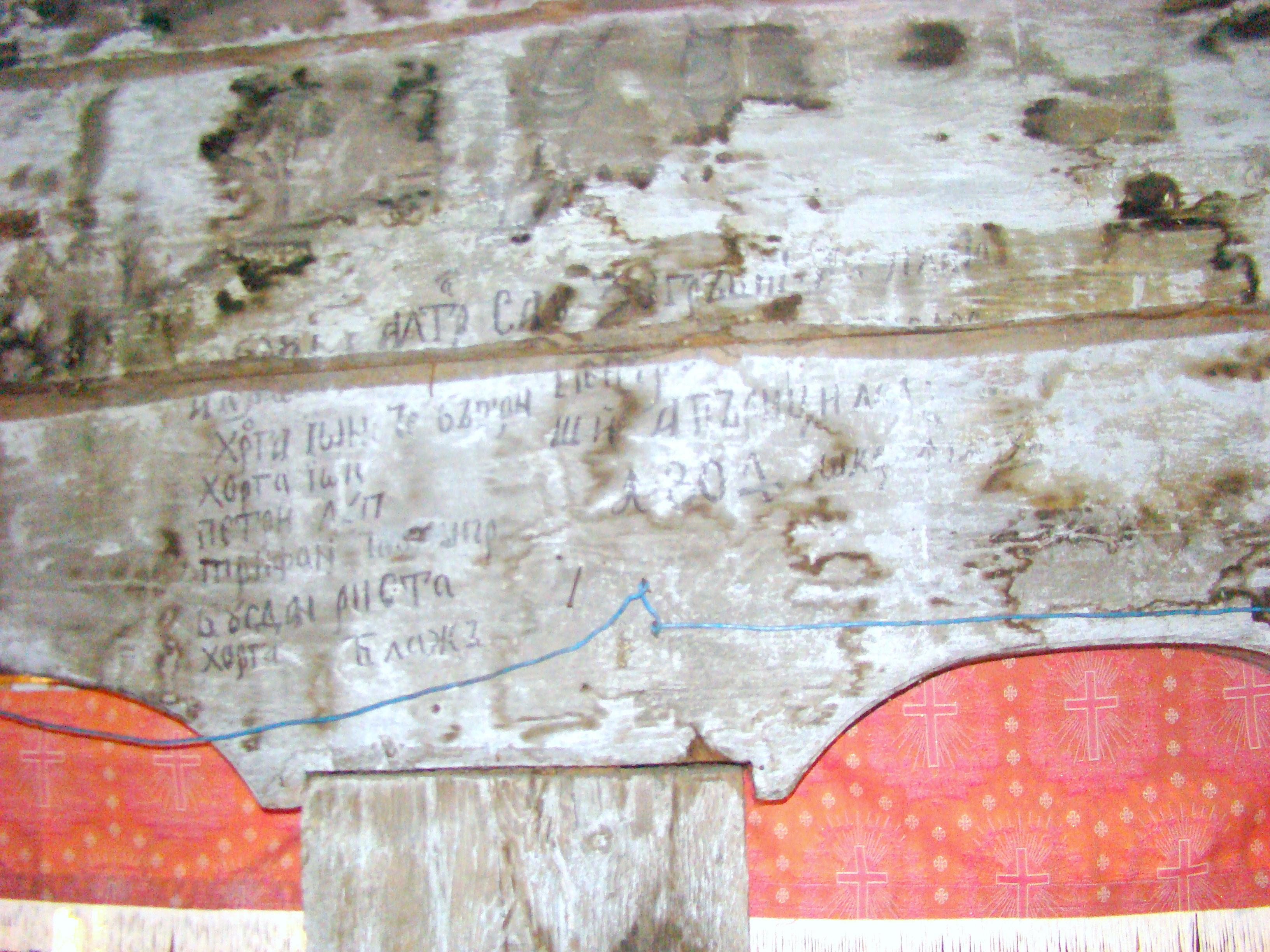
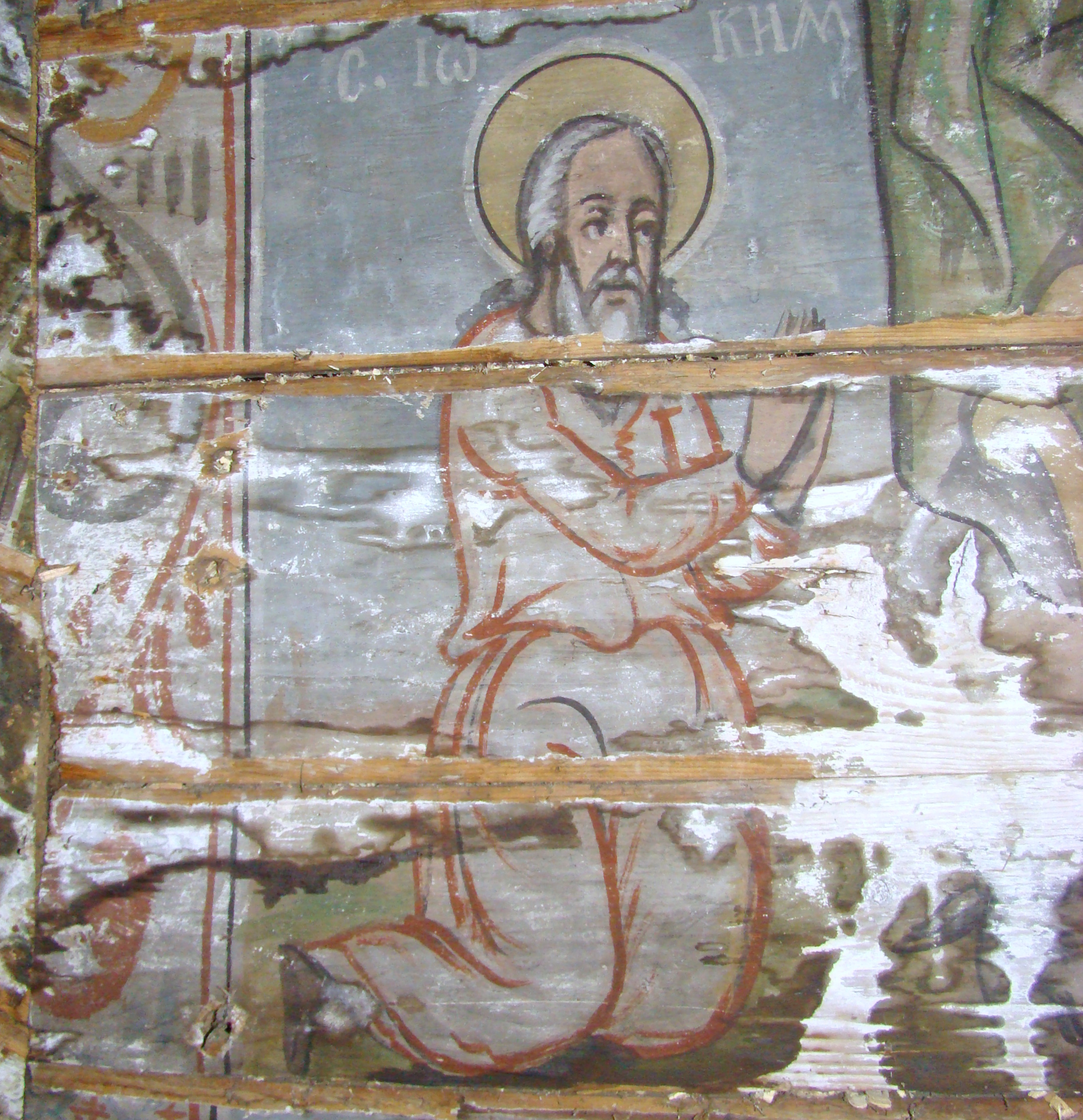